# Liste der Biografien/Kli
Liste der Biografien |
Portal Biografien |
Personensuche
# |
A |
B |
C |
D |
E |
F |
G |
H |
I |
J |
K |
L |
M |
N |
O |
P |
Q |
R |
S |
T |
U |
V |
W |
X |
Y |
Z |
?
 
Ka |
Kb |
Kc |
Kd |
Ke |
Kf |
Kg |
Kh |
Ki |
Kj |
Kl |
Km |
Kn |
Ko |
Kp |
Kr |
Ks |
Kt |
Ku |
Kv |
Kw |
Ky |
Kx |
Kz
 
Kla |
Kld |
Kle |
Kli |
Klj |
Klo |
Klu |
Kly
Die Liste der Biografien führt alle Personen auf, die in der deutschsprachigen Wikipedia einen Artikel haben. Dieses ist eine Teilliste mit 1057 Einträgen von Personen, deren Namen mit den Buchstaben „Kli“ beginnt.

## Kli

### Klia
- Kliass, Rosa Grena (* 1932), brasilianische Landschaftsarchitektin

### Klib
- Klibansky, Erich (1900–1942), deutscher Pädagoge jüdischen Glaubens
- Klibansky, Raymond (1905–2005), europäisch-kanadischer Philosoph
- Kliby, Urs (* 1950), Schweizer BauchrednerUrs Kliby (* 1950)

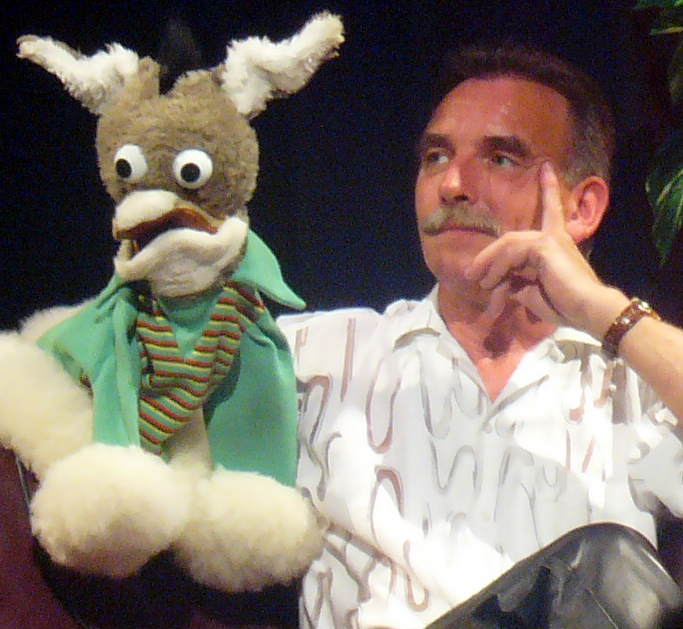
Urs Kliby (* 1950)

### Klic
- Klíč, Karel (1841–1926), böhmischer Maler und Grafiker
- Klich, Bogdan (* 1960), polnischer Politiker, Mitglied des Sejm, MdEP
- Klich, Mateusz (* 1990), polnischer Fußballspieler
- Kliche, Horst (1938–2000), deutscher Politiker (SPD), MdA
- Kliche, Thomas (* 1957), deutscher Bildungsforscher, Politologe und Psychologe
- Kliche, Ulf (* 1969), deutscher Fußballspieler
- Kliche, Uwe (* 1938), deutscher Gewichtheber
- Kliche-Behnke, Dorothea (* 1981), deutsche Politikerin (SPD)
- Klick, Carsten (* 1968), deutscher Schlagzeuger, Musiker und Fotograf
- Klick, Frankie (1907–1982), US-amerikanischer Boxer
- Klick, Roland (* 1939), deutscher Regisseur und Drehbuchautor
- Klicka, Barbara (* 1981), polnische Dichterin und Redakteurin
- Klička, Josef (1855–1937), böhmischer Komponist
- Klicka, Marianne (* 1949), österreichische Politikerin (SPÖ), Landtagsabgeordnete
- Klicka, Thomas (* 1963), österreichischer Rechtswissenschaftler
- Klicki, Krzysztof (* 1962), polnischer Unternehmer
- Klicks, Rudolf (1917–1997), deutscher Filmschauspieler und Fotojournalist
- Klicnarová, Pavla (* 1988), tschechische Skirennläuferin
- Klicnik, Daniel (* 2003), österreichischer Fußballspieler
- Klicpera, Václav Kliment (1792–1859), tschechischer Schriftsteller und Dramatiker
- Klics, Ferenc (1924–1993), ungarischer Diskuswerfer

### Klid
- Klidjé, Thibault (* 2001), togoischer Fußballspieler

### Klie
- Klie, Anna (1858–1913), deutsche Lyrikerin sowie Kinder- und Jugendbuchautorin
- Klie, Hagen, deutscher Wasserskifahrer
- Klie, Hans-Peter (* 1956), deutscher Maler, Fotograf, Konzept-, Medien- und Installationskünstler
- Klie, Matthias (* 1961), deutscher Schauspieler und Synchronsprecher
- Klie, Thomas (* 1955), deutscher Jurist und Hochschullehrer
- Klie, Thomas (* 1956), deutscher lutherischer Theologe
- Klieber, Dorothea (1920–2013), deutsche Ehrenamtlerin
- Klieber, Eduard (1803–1879), österreichischer Maler und Lithograf
- Klieber, Guido (1898–1959), deutscher Politiker (NSDAP), MdR
- Klieber, Josef (1773–1850), österreichischer Bildhauer
- Klieber, Mauritius (1877–1949), österreichischer Politiker (CSP), Landtagsabgeordneter, Abgeordneter zum Nationalrat
- Klieber, Rudolf (1900–1980), deutscher Politiker (NSDAP), MdR
- Klieber, Rupert (* 1958), österreichischer Theologe, außerordentlicher Professor am Institut für Kirchengeschichte
- Klieber, Ulrich (* 1953), deutscher Maler und Hochschullehrer
- Klieber, Urban (1741–1803), österreichischer Bildhauer
- Kliebert, Lotte (1887–1991), deutsche Musikerin
- Klieeisen, Leopold (* 1996), deutscher Film- und Theaterschauspieler
- Kliefert, Erich (1893–1994), deutscher Maler, Ehrenbürger Stralsunds
- Kliefert-Gießen, Mathilde (1887–1978), deutsche Malerin
- Kliefoth, Ingo (* 1940), deutscher Ruderer
- Kliefoth, Matthias (* 1986), deutscher Verleger
- Kliefoth, Theodor (1810–1895), deutscher Theologe und Kirchenreformer
- Kliege, Melitta (* 1962), deutsche Kunsthistorikerin und Ausstellungskuratorin
- Kliege, Wolfgang (* 1939), deutscher Bildhauer, Filmschaffender und Buchautor
- Kliegel, Florian (* 1995), deutscher Futsalspieler
- Kliegel, Maria (* 1952), deutsche Cellistin
- Kliegel, Peter (* 1939), deutscher katholischer Pfarrer, der in Chile tätig ist
- Klieger, Noah (1925–2018), israelischer Publizist und SportfunktionärNoah Klieger (1925–2018)

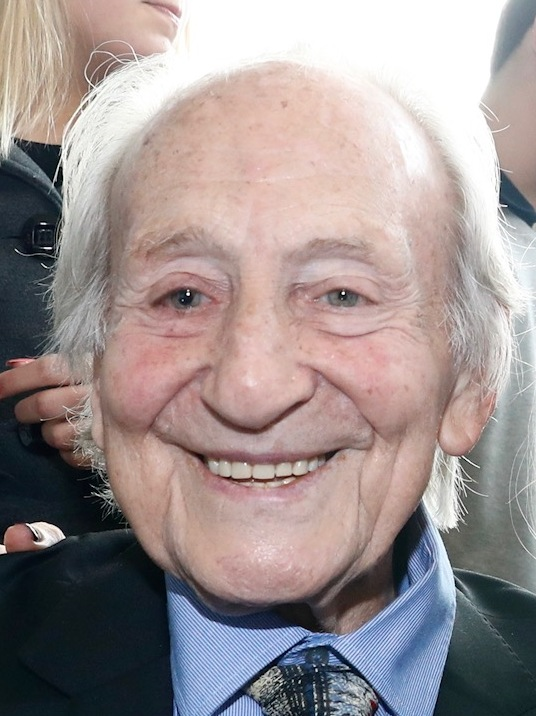
Noah Klieger (1925–2018)

- Kliegl, Alfred (1877–1953), deutscher Chemiker
- Kliegl, Anton (1872–1927), deutscher Unternehmer und Erfinder in den USA
- Kliegl, Johann (1808–1883), böhmischer Kapellmeister
- Kliegl, Reinhold (* 1953), deutscher Psychologe
- Kliehm, Doris (* 1939), deutsche Wohltäterin
- Kliehm, Katrin (* 1981), deutsche Fußballspielerin
- Kliehm, Martin (* 1968), deutscher DJ und Lokalpolitiker, Fuckparade-Initiator
- Kliem, Friedrich-Wilhelm (* 1896), deutscher KZ-Lagerkommandant in den Frauen-Außenlagern Neugraben und Tiefstack des KZ Neuengamme
- Kliem, Fritz (1887–1945), deutscher Mathematikhistoriker
- Kliem, Fritz W. (1901–1989), deutscher Maler und Grafiker
- Kliem, Heinz Friedrich, deutscher Übersetzer
- Kliem, Helmut (1939–1970), deutsches Todesopfer der Berliner Mauer
- Kliem, Kurt (* 1931), deutscher Politikwissenschaftler und Politiker (SPD)
- Kliem, Manfred (1934–2013), deutscher Historiker, Lektor und Ortschronist
- Kliem, Wolfgang (1936–2003), deutscher Politiker (CDU), Mitglied des Abgeordnetenhauses von Berlin
- Kliemank, Hans-Jürgen (* 1949), deutscher Fußballspieler in der DDR
- Kliemann, Carl-Heinz (1924–2016), deutscher Maler, Grafiker und Collagekünstler
- Kliemann, Fynn (* 1988), deutscher Webdesigner, Unternehmer, Musiker und YouTuberFynn Kliemann (* 1988)

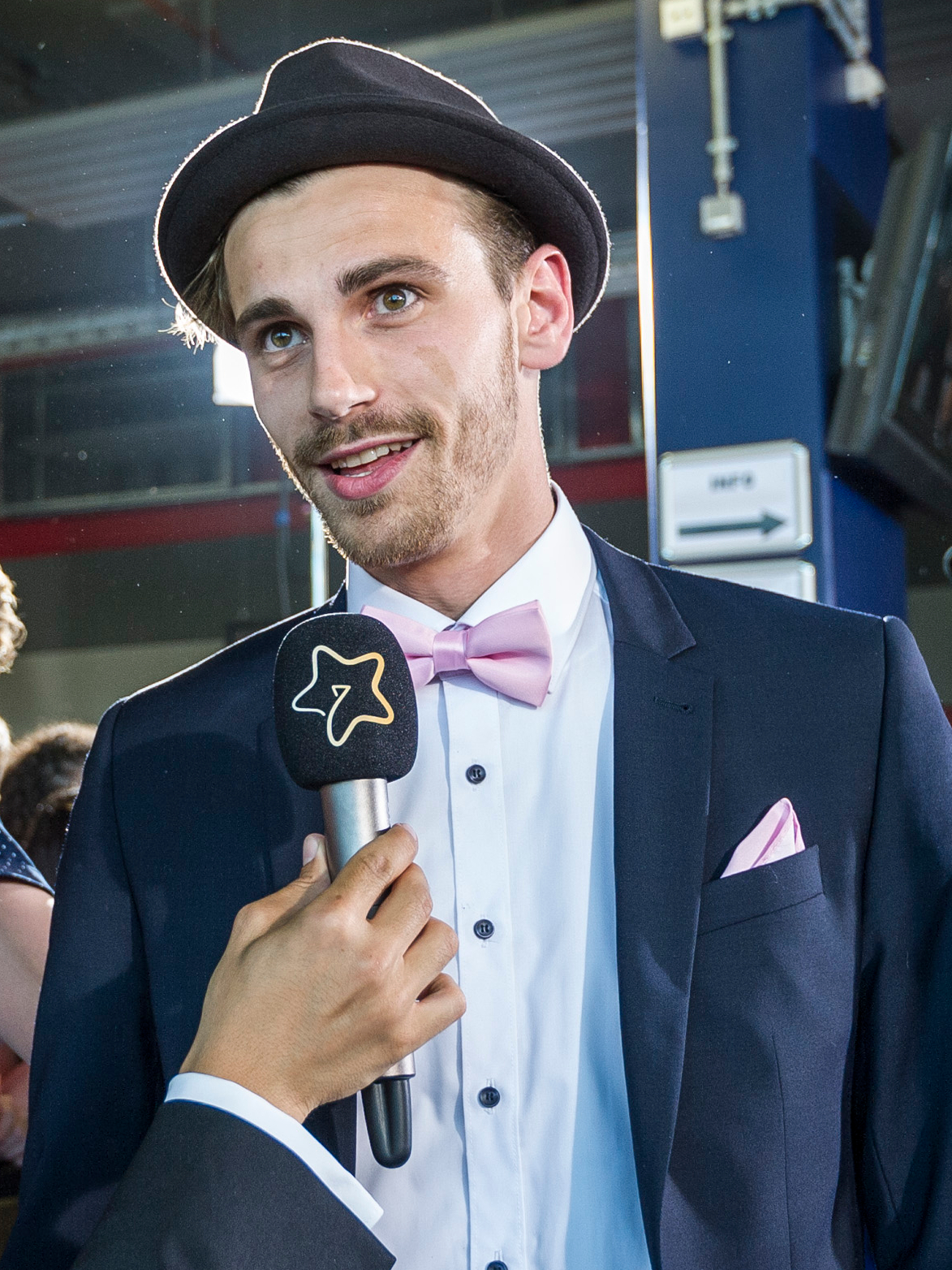
Fynn Kliemann (* 1988)

- Kliemann, Peter (1930–2007), deutscher Journalist, Hörfunkprogrammdirektor des Hessischen Rundfunks
- Kliemann, Uwe (* 1949), deutscher Fußballspieler und -trainer
- Kliemaschewsk de Araújo, Ana Vitória Angélica (* 2000), brasilianische Fußballspielerin
- Klieme, Eckhard (* 1954), deutscher Bildungsforscher
- Klieme, Manfred (* 1936), deutscher Radrennfahrer
- Klieme, Torsten (* 1965), deutscher politischer Beamter (SPD)
- Kliemke, Ernst (1870–1929), sozialkritischer Schriftsteller, Direktor der Ostafrikanischen Eisenbahn und Esperantist
- Kliems, Alfrun (* 1969), deutsche Literaturwissenschaftlerin, Slawistin und Hochschullehrerin
- Kliemstein, Engelbert (1934–1961), österreichischer Künstler
- Kliemt, Andreas (* 1964), deutscher Fußballspieler
- Kliemt, Hartmut (* 1949), deutscher Philosoph, Wirtschaftswissenschaftler und Hochschullehrer
- Kliemt, Heinz (* 1921), deutscher Feinmechaniker und Politiker (LDPD), MdV
- Kliemt, Walter (1920–2003), deutscher Politiker (SPD), MdL
- Klien, Christian (* 1983), österreichischer AutorennfahrerChristian Klien (* 1983)

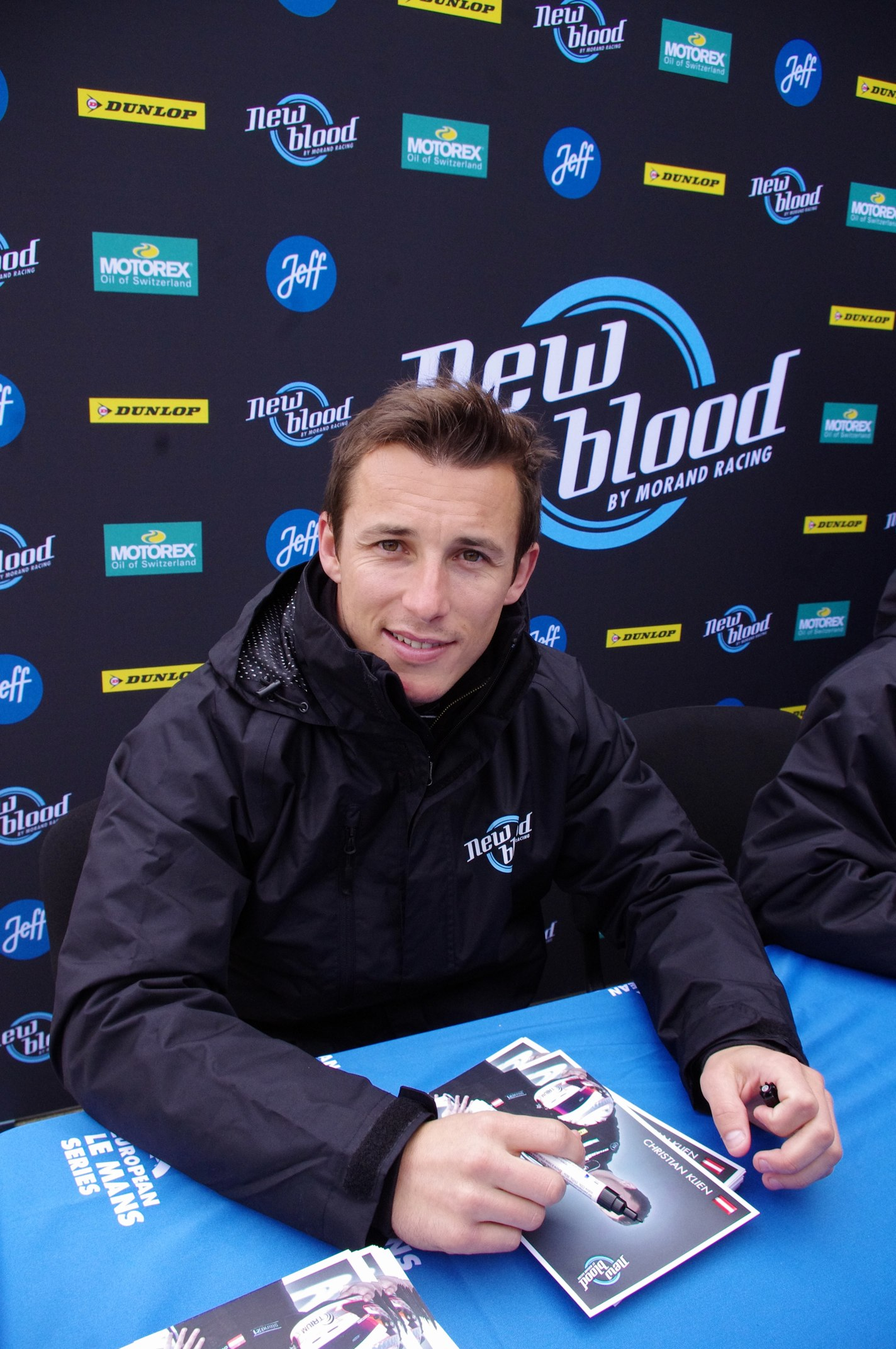
Christian Klien (* 1983)

- Klien, Erich (1881–1940), deutscher Jurist und Ministerialbeamter
- Klien, Erika Giovanna (1900–1957), österreichisch-US-amerikanische Künstlerin
- Klien, Ewald Richard (1841–1917), deutscher Eisenbahningenieur
- Klien, Gilbert (1929–2012), österreichischer Komponist
- Klien, Karl (1776–1839), deutscher Rechtswissenschaftler
- Klien, Markus (* 1977), österreichischer Politiker (FPÖ)
- Klien, Peter (* 1970), österreichischer Comedy-Autor, Kabarettist und FernsehmoderatorPeter Klien (* 1970)

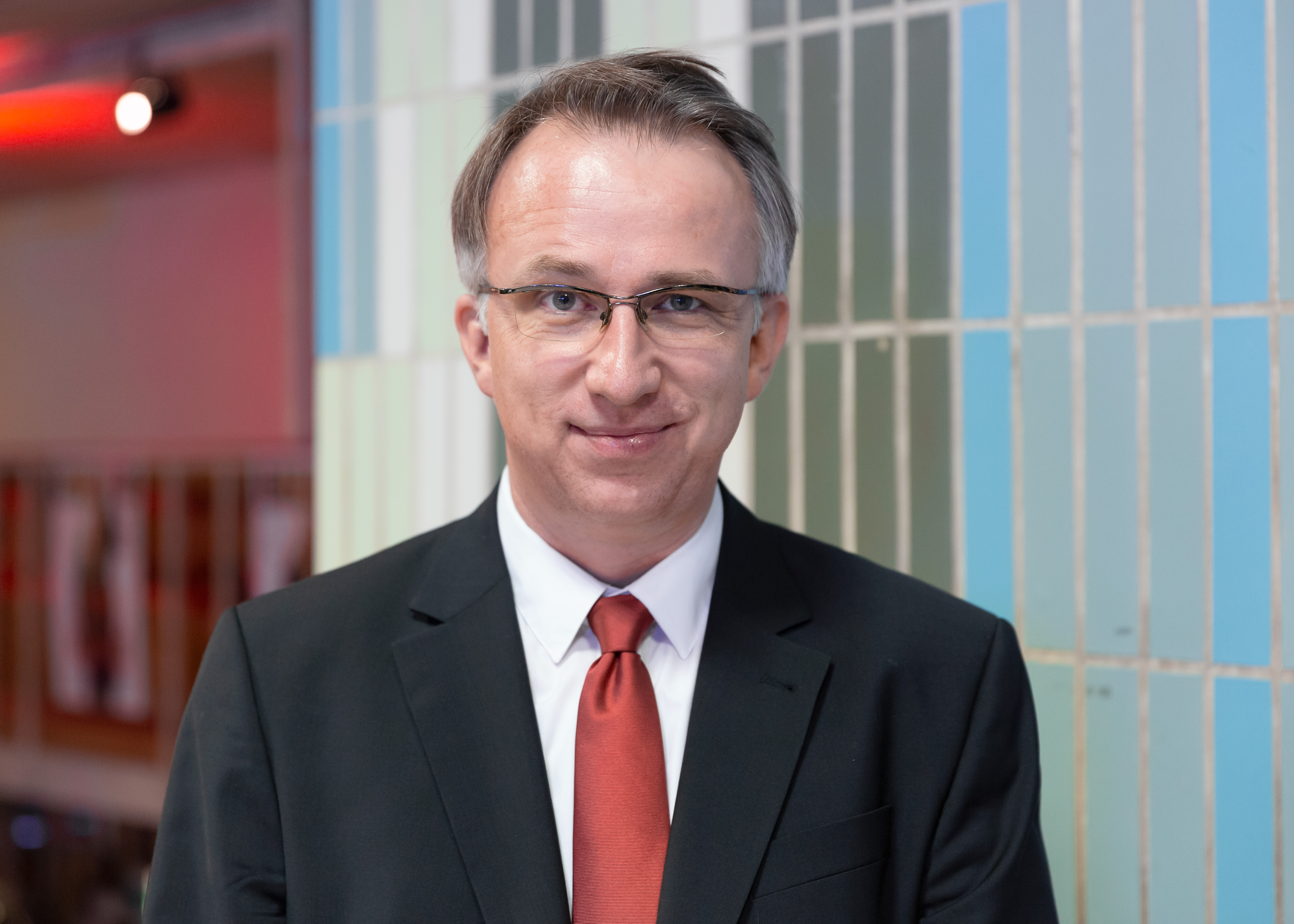
Peter Klien (* 1970)

- Klien, Volkmar (* 1971), österreichischer Komponist und Musikpädagoge
- Klien, Walter (1928–1991), österreichischer Pianist
- Klien, Wolfgang (1907–2006), deutscher Verwaltungsjurist, Tischler, Maler und Kunstwissenschaftler
- Klieneberger, Carl (1876–1938), deutscher Internist jüdischer Abstammung
- Klieneberger-Nobel, Emmy (1892–1985), deutsch-britische Mikrobiologin und Mitentdeckerin der Mykoplasmen
- Klier, Andrea († 2017), deutsche Schriftstellerin
- Klier, Andreas (* 1976), deutscher Radrennfahrer und Sportlicher Leiter
- Klier, Annette von (* 1963), deutsche Schauspielerin
- Klier, Christian (* 1970), deutscher Lehrer und Krimiautor
- Klier, Cornelia (* 1957), deutsche Olympiasiegerin im Rudern
- Klier, Edgar (1926–2015), deutscher Maler und Grafiker
- Klier, Erika (* 1929), deutsche Malerin und Grafikerin
- Klier, Freya (* 1950), deutsche Autorin und Regisseurin, DDR-BürgerrechtlerinFreya Klier (* 1950)

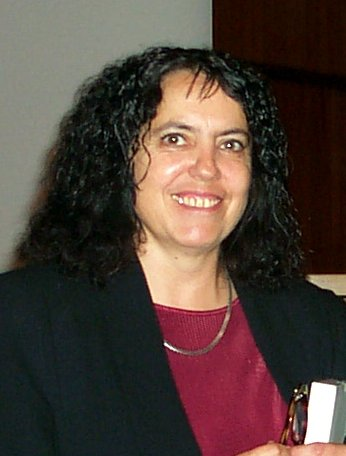
Freya Klier (* 1950)

- Klier, Fritz (* 1945), deutscher Maler und Kunsterzieher
- Klier, Gerd (1944–2011), deutscher Fußballspieler
- Klier, Gottfried (* 1949), deutscher Musiker und Komponist
- Klier, Heinrich (1926–2022), österreichischer Schriftsteller, Alpinist, Unternehmer und politischer Aktivist
- Klier, Helga (1942–2005), österreichische Politikerin der SPÖ
- Klier, Hubert (1924–1990), österreichischer Komponist, Texter und Sänger
- Klier, Johann (1901–1955), deutscher SS-Unterscharführer, beteiligt an der „Aktion T4“ und der „Aktion Reinhardt“
- Klier, Johanna (* 1952), deutsche Hürdenläuferin und Olympiasiegerin der DDR (1976)
- Klier, Karl Magnus (1892–1966), österreichischer Volksmusikforscher und -sammler
- Klier, Kevin (* 1984), deutscher Handballspieler
- Klier, Michael (* 1943), deutscher Filmregisseur und Drehbuchautor
- Klier, Nadja (* 1973), deutsche Fotografin und ehemalige Kinderdarstellerin
- Klier, Peter (* 1949), deutscher Fußballspieler
- Klier, Philip Adolphe († 1911), deutscher Fotograf in Birma
- Klier, Simone, deutsche Filmeditorin
- Klier, Walter (* 1908), deutscher Jurist
- Klier, Walter (* 1955), österreichischer Schriftsteller, Essayist, Literaturkritiker, Journalist und Alpinautor
- Kliersfeld, Josef (1908–1988), deutscher Rabbiner
- Kliesch, Georg (1896–1959), deutscher Theologe und Politiker (DNVP, CSVD), MdL
- Kliesch, Lothar (* 1950), deutscher Politiker (SPD), MdL
- Kliesch, Mario (* 1963), deutscher Ruderer
- Kliesch, Sabine (* 1964), deutsche Wissenschaftlerin, Fachärztin und Professorin für Urologie
- Kliesch, Vincent (* 1974), deutscher Schriftsteller und ModeratorVincent Kliesch (* 1974)

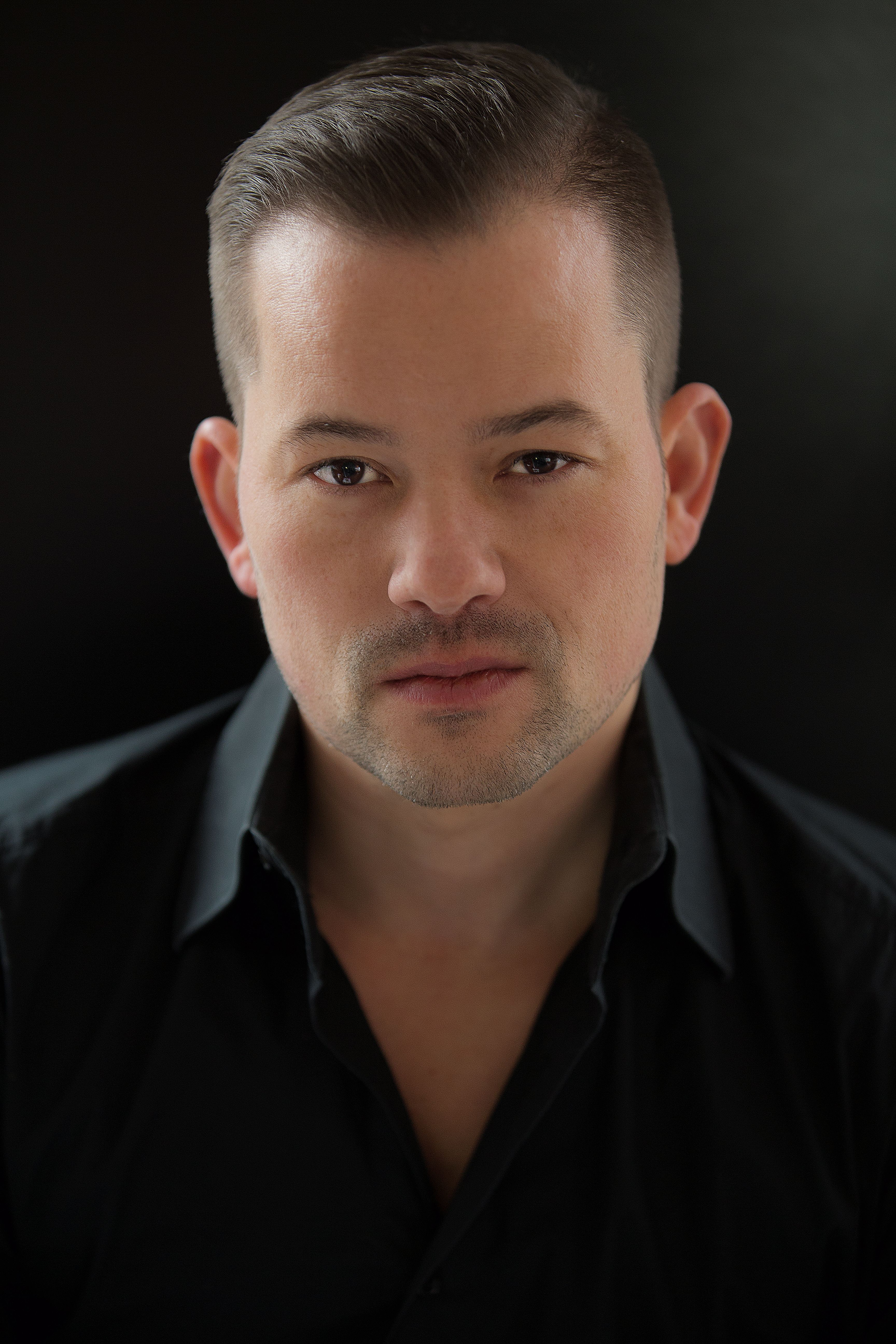
Vincent Kliesch (* 1974)

- Kliese, Hanka (* 1980), deutsche Politologin und Politikerin (SPD), MdL
- Klieser, Felix (* 1991), deutscher Hornist
- Kliesing, Georg (1911–1992), deutscher Politiker (CDU). MdB
- Kliesow, Roland (* 1941), deutscher Diplomat
- Kließ, Werner (1939–2016), deutscher Film- und Fernsehproduzent, Unternehmer, Hörspiel- und Drehbuchautor
- Klietmann, Kurt-Gerhard (1910–1990), deutscher Ordenskundler
- Klietsch, Alfred (1827–1901), Kreisrat in Büdingen
- Klietsch, Erwin (1903–1979), deutscher Schauspieler bei Bühne, Film und Fernsehen
- Klietsch, Heiko, deutscher Basketballtrainer und Sportjournalist
- Klietz, Wolfgang (* 1963), deutscher Historiker, Sachbuchautor und Journalist
- Kliewe, Heinrich (1892–1969), deutscher Hygieniker, Bakteriologe und Hochschullehrer
- Kliewe, Holger (* 1963), deutscher Landwirt, Unternehmer und Politiker (CDU), MdL
- Kliewe, Janette (* 1973), deutsche Handballspielerin und -trainerin
- Kliewer, Carl (1885–1982), deutscher Schauspieler und Hörspielsprecher

### Klif
- Kliffmüller, Georg Friedrich (1803–1869), deutscher Erbpächter und Politiker, Landtagsabgeordneter Waldeck

### Klih
- Klihm, Gertrud (1883–1961), deutsche Bühnenbildnerin und Malerin
- Klihm, Johannes (1848–1919), deutscher Postbeamter und Präsident der Oberpostdirektion Minden

### Klij
- Klijn, Debbie (* 1975), niederländische Handballspielerin
- Klijn, René (1962–1993), niederländischer Popsänger und Fotomodell
- Klijnjan, Jan (1945–2022), niederländischer Fußballspieler
- Klijnsma, Jetta (* 1957), niederländische Politikerin

### Klik
- Klik, Josef (1935–2020), deutscher Leichtathlet
- Klika, Jaromír (1888–1957), tschechischer Botaniker und Pflanzensoziologe
- Klika, Julia (* 1992), österreichische Politikerin (ÖVP), Landtagsabgeordnete
- Klika, Manfred (1942–2024), deutscher Mathematiker und Hochschullehrer
- Klika, Reinhold (* 1962), österreichischer Journalist und PR-Berater
- Klika, Siegfried (* 1946), deutscher Bürgermeister
- Klikovac, Andrea (* 1991), montenegrinische Handballspielerin
- Klikovits, Oswald (* 1959), österreichischer Politiker (ÖVP), Landtagsabgeordneter, Abgeordneter zum Nationalrat
- Kliksberg, Bernardo, argentinischer Wirtschaftswissenschaftler, Mitarbeiter der Vereinten Nationen

### Klim
- Klim, Alexandra (* 1972), deutsche Fernsehmoderatorin, Schauspielerin und Filmproduzentin
- Klim, Michael (* 1977), australischer Schwimmer
- Klim, Ramuald (1933–2011), sowjetisch-belarussischer Leichtathlet

#### Klima
- Klima, Aleksander (* 1945), polnischer Biathlet
- Klima, Anton (* 1956), deutscher Kameramann
- Klima, Edward (1931–2008), amerikanischer Linguist
- Klima, Hans (* 1945), deutscher Schauspieler und Synchronsprecher
- Klima, Hellmut (1915–1990), deutscher Theologe und Historiker
- Klíma, Ivan (* 1931), tschechischer Schriftsteller
- Klíma, Jan (* 1938), tschechoslowakischer theoretischer Physiker, Schriftsteller und Übersetzer
- Klima, Johann (1900–1946), österreichischer Fußballspieler
- Klíma, Josef (1909–1989), tschechoslowakischer Rechtshistoriker und Altorientalist
- Klíma, Josef (1911–2007), tschechoslowakischer Basketballtrainer und -spieler
- Klíma, Josef (* 1950), tschechoslowakischer Basketballspieler und -trainer
- Klima, Karl (1908–1966), österreichischer Fußballspieler
- Klíma, Ladislav (1878–1928), tschechischer Philosoph und Dichter
- Klima, Leszek (* 1957), deutscher Stabhochsprungtrainer
- Klíma, Matěj (* 1999), tschechischer Handballspieler
- Klima, Mita († 1945), österreichische Tennisspielerin
- Klíma, Petr (1964–2023), tschechischer Eishockeyspieler, -trainer und -funktionär
- Klima, Richard (* 1972), österreichischer Amateurkickboxer
- Klima, Sonja (* 1963), österreichische Volksschullehrerin, Managerin im Sozialwesen und im Pferdesport
- Klima, Vera (* 1985), deutsche Sängerin und Songwriterin
- Klima, Viktor (* 1947), österreichischer Manager und Politiker (SPÖ), Abgeordneter zum Nationalrat, BundeskanzlerViktor Klima (* 1947)

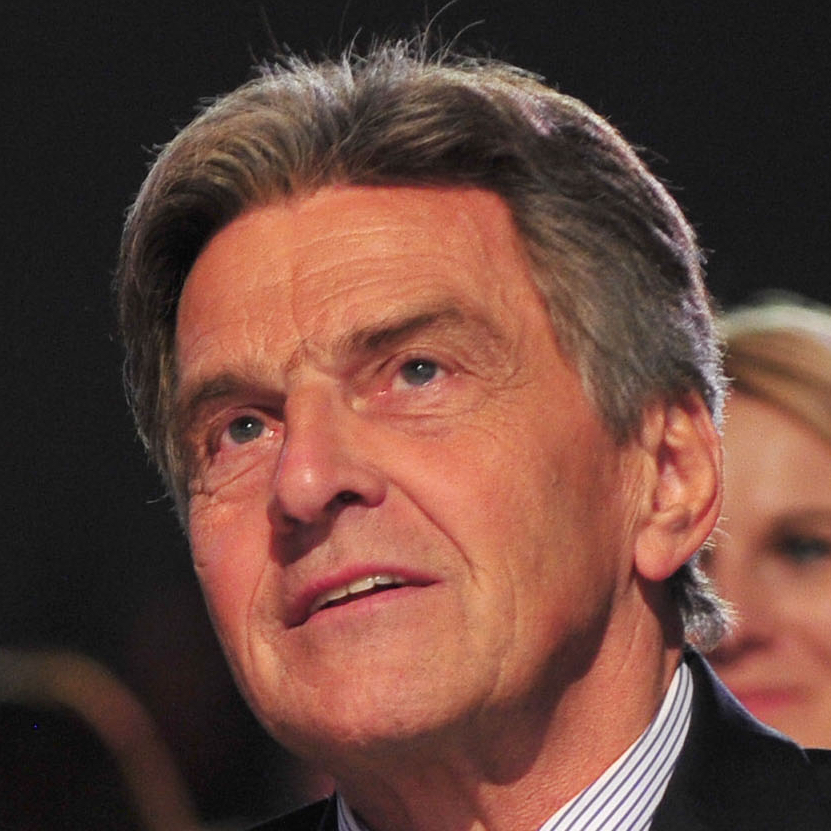
Viktor Klima (* 1947)

- Klimala, Patryk (* 1998), polnischer Fußballspieler
- Klimanek, Peter (1935–2010), deutscher Physiker
- Klimann, Thomas (1876–1942), österreichischer Politiker (GDVP), Abgeordneter zum Nationalrat, Mitglied des Bundesrates
- Kļimanova, Natālija (* 1975), lettische Tischtennisspielerin
- Klimanow, Anatolij (1949–2009), sowjetisch-ukrainischer Boxer
- Klimanschewsky, Adi (1918–1975), deutscher Autor
- Klimant, Jörn (* 1958), deutscher Jurist und Politiker
- Klimas, Albinas (* 1952), litauischer Politiker, Bürgermeister der Rajongemeinde Plungė
- Klimas, Audrius (* 1956), litauischer Grafikdesigner, Hochschullehrer und Rektor
- Klimas, Jonas Rimantas (* 1939), litauischer Förster und Politiker; Forstwirtschaftsminister Litauens
- Klimas, Petras (1891–1969), litauischer Jurist, Politiker und Diplomat
- Klimašauskas, Kazimieras Juozas (1938–2005), litauischer Politiker
- Klimaschefski, Uwe (* 1938), deutscher Fußballspieler und -trainer
- Klimaschin, Wiktor Semjonowitsch (1912–1960), sowjetischer Grafikkünstler
- Klimaszewski, Jarosław (* 1970), polnischer Politiker, Stadtpräsident von Bielsko-Biała
- Klimaszewski, Wladislaw (* 1866), deutscher Arzt und Schriftsteller
- Klimavičius, Antanas (* 1949), litauischer Richter
- Klimavičius, Arūnas (* 1982), litauischer Fußballspieler
- Klimavičius, Gintaras (* 1958), litauischer Politiker
- Klimavičius, Linas (* 1989), litauischer Fußballspieler
- Klimavičius, Tadas (* 1982), litauischer Basketballspieler
- Klimawez, Andrej (* 2001), belarussischer Handballspieler

#### Klimb
- Klimbacher, Sven (* 1981), österreichischer Eishockeyspieler
- Klimberger, Karl (* 1878), österreichischer Politiker, Abgeordneter zum Nationalrat
- Klimbt, Gottfried (1935–2016), deutscher Leichtathlet
- Klimburg-Salter, Deborah, US-amerikanische Kunsthistorikerin

#### Klimc
- Klimchuk, Morgan (* 1995), kanadischer Eishockeyspieler und -trainer
- Klimczak, Feliks (* 1949), polnischer Politiker und Historiker, Mitglied des Sejm
- Klimczak, Piotr (* 1980), polnischer Leichtathlet
- Klimczyk, Justina (* 1973), deutsche Bühnen- und Kostümbildnerin
- Klimczyk, Mariusz (* 1956), polnischer Stabhochspringer

#### Klime
- Klimeck, Gerhard (* 1966), deutschamerikanischer Wissenschaftler, Hochschullehrer und Fachbuchautor
- Klimecki, Rüdiger (1951–2009), deutscher Wirtschaftswissenschaftler
- Klimek, Adolf (1895–1990), tschechoslowakischer Jurist, Politiker und Abgeordneter
- Klimek, Alf (* 1956), australischer Musiker, Popsänger und Komponist
- Klimek, Antonín (1937–2005), tschechischer Neuzeithistoriker, Archivar und Sachbuchautor
- Klimek, Arkadiusz (* 1975), polnischer Fußballspieler
- Klimek, Arkadiusz (* 1976), polnischer Comicautor, -zeichner und Illustrator
- Klimek, Bruno (* 1958), deutscher Schauspiel- und Opernregisseur, Bühnenbildner, Schriftsteller, Bildender Künstler und Hochschullehrer
- Klimek, Christian (* 1990), deutscher Handballspieler
- Klimek, Claude (* 1956), französischer Fußballspieler
- Klimek, Darrin (* 1970), kanadischer Filmschauspieler und Kunstfotograf
- Klímek, David (* 1992), tschechischer Eishockeyspieler
- Klimek, David E., US-amerikanischer klinischer Psychologe und Sachbuchautor
- Klimek, Gerda (1923–2015), österreichische Schauspielerin, Autorin, Kabarettistin, Kabarettautorin und -komponistin
- Klimek, Harald-Alexander (* 1959), deutscher Maler, Zeichner, Grafiker, Illustrator und Collageur
- Klimek, Helmut (* 1941), deutscher Musiker, Komponist und Musikverleger
- Klimek, Hynek (* 1945), tschechischer Journalist, Buchautor (Kinderliteratur und Heimatliteratur) und Drehbuchautor
- Klimek, Ilona (* 1970), deutsche Künstlerin, Fotografin und Sachbuchautorin
- Klimek, István (1913–1988), rumänischer Fußballspieler
- Klimek, Jan (1889–1939), polnischer Postbeamter und Opfer der NS-Militärjustiz
- Klimek, Jan (* 1952), polnischer Wirtschaftswissenschaftler, Politiker, Hochschullehrer und Fachbuchautor
- Klimek, Janusz (* 1957), polnischer Basketballspieler
- Klimek, Jayney (* 1962), australische Sängerin und SongwriterinJayney Klimek (* 1962)

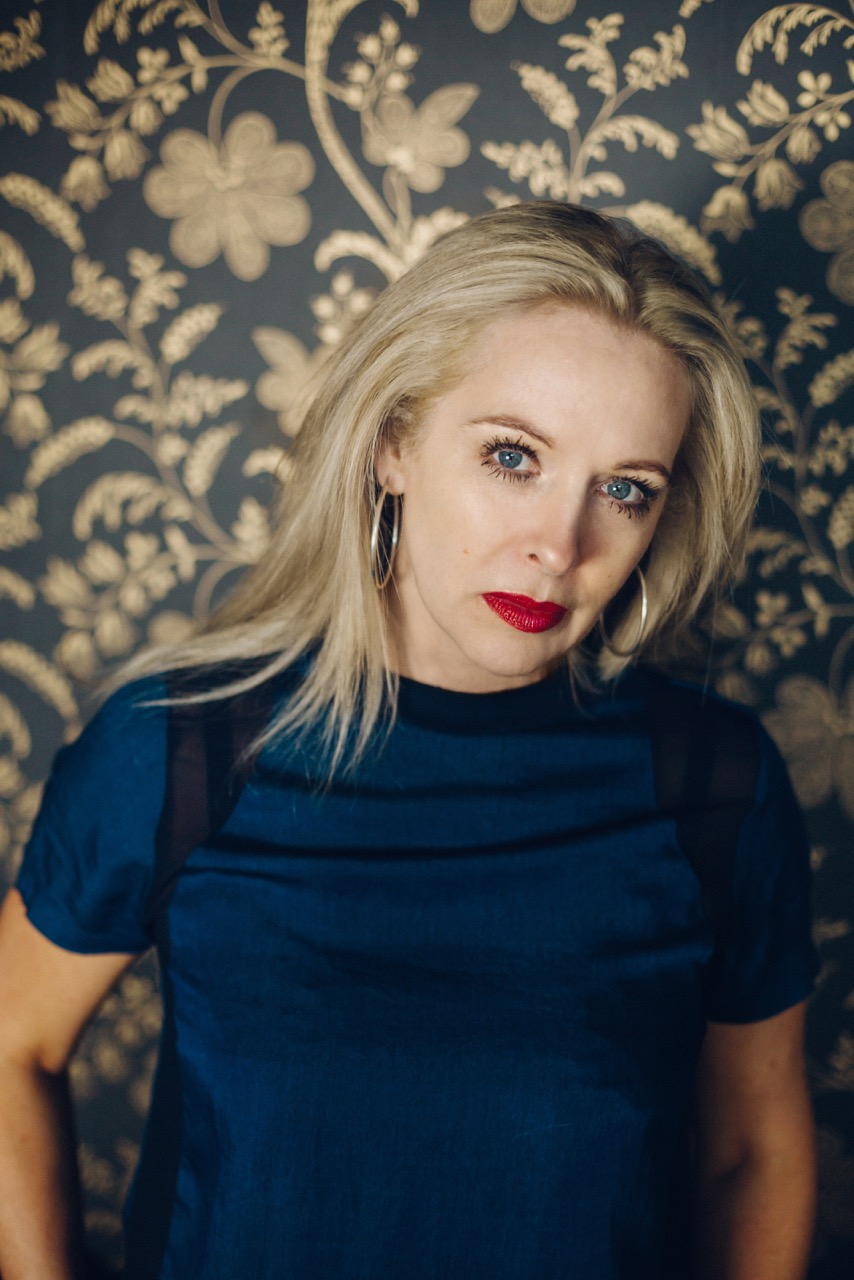
Jayney Klimek (* 1962)

- Klimek, Jens (* 1984), deutscher Musiker, Komponist und Chorleiter
- Klimek, Joachim (* 1947), deutscher Zahnmediziner, Hochschullehrer, Sachbuchautor und Publizist
- Klimek, Johnny (* 1962), australischer Filmkomponist, Musikproduzent und Musiker
- Klimek, Julius (1897–1950), tschechoslowakischer katholischer Geistlicher, Religionslehrer sowie Politiker und Abgeordneter
- Klimek, Karl (* 1962), US-amerikanischer Pädagoge, Bildungsberater und Sachbuchautor
- Klimek, Karolin (* 1969), deutsche Modedesignerin, Illustratorin und Hochschullehrerin
- Klimek, Kazimierz (1934–2019), polnischer Geograph, Geomorphologe, Hochschullehrer und Autor
- Klimek, Krzysztof (* 1962), polnischer Offizier im Dienstgrad des Brigadegenerals (BOR)
- Klimek, Lothar (1921–2013), deutscher Fotokünstler, Sachbuchautor und Hochschullehrer
- Klimek, Ludger (* 1964), deutscher Mediziner, Sachbuchautor, Hochschullehrer und Publizist
- Klimek, Ludwig (* 1912), polnischer Künstler und französischer Maler
- Klimek, Lukáš (* 1986), tschechischer Eishockeyspieler
- Klimek, Lylian (* 1942), kanadische bildende Künstlerin und Bildhauerin
- Klimek, Maciej (* 1954), polnischer Mathematiker, Fachbuchautor und Hochschullehrer
- Klimek, Manfred (* 1962), österreichischer Fotograf, Fotojournalist und Sachbuchautor
- Klimek, Mary, US-amerikanische Visagistin und Hairstylistin
- Klimek, Mikołaj (1972–2020), polnischer Theaterakteur, Schauspieler und Synchronsprecher
- Klimek, Nicolaus (* 1957), deutscher Theologe und Sachbuchautor
- Klimek, Ottilie (1877–1936), US-amerikanische Serienmörderin
- Klimek, Paul (1859–1923), deutscher Philologe, Historiker, Lehrer und Sachbuchautor
- Klimek, Peter (1881–1940), deutsch-polnischer katholischer Geistlicher und NS-Opfer
- Klimek, Peter (* 1982), österreichischer Physiker und KomplexitätsforscherPeter Klimek (* 1982)

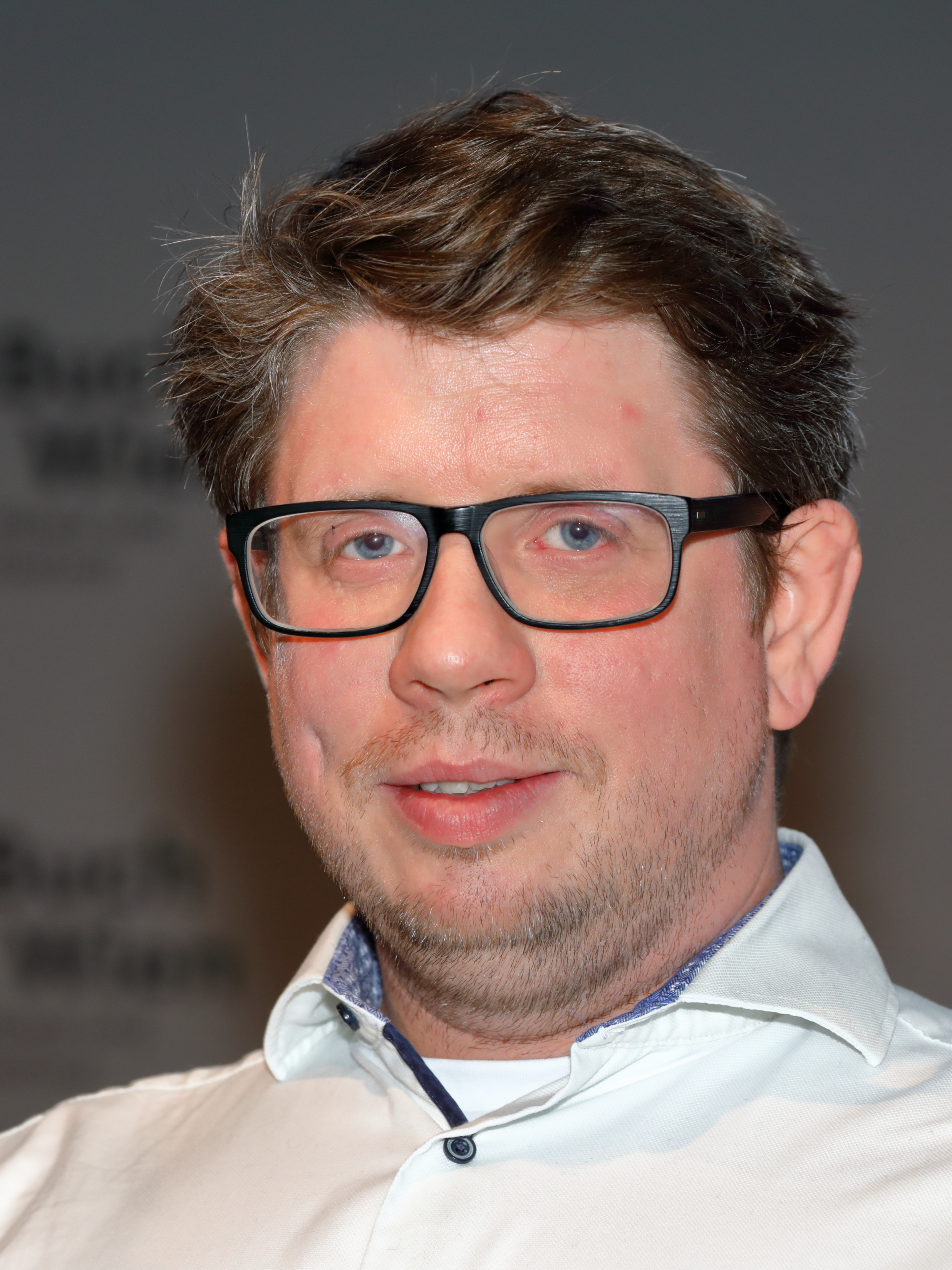
Peter Klimek (* 1982)

- Klimek, Petra (1958–2021), deutsche Bildhauerin, Filmarchitektin, künstlerische Leiterin und Requisiteurin
- Klimek, Piotr (* 1973), polnischer Musikwissenschaftler, Komponist und Hochschullehrer
- Klimek, Robert (* 1969), polnischer Prähistoriker, Heimatforscher und Sachbuchautor
- Klimek, Rudolf (* 1932), polnischer Mediziner, Hochschullehrer, Sachbuchautor und Publizist
- Klimek, Sabine (* 1991), rumänische Handballspielerin
- Klimek, Scarlet (* 1988), deutsch-australische Kinderlieder-, Popsängerin und Songschreiberin
- Klimek, Sonja (* 1980), deutsche Literaturwissenschaftlerin
- Klimek, Stanisław (1903–1939), polnischer Anthropologe, Ethnologe und Hochschullehrer
- Klimek, Stanislaw (* 1949), deutscher Agrarwissenschaftler, Bibliothekar und Fachbuchautor
- Klimek, Stanisław (* 1956), polnischer Architektur-, Kunstfotograf sowie Verleger
- Klimek, Uwe, deutscher Produktions- und Aufnahmeleiter bei der DEFA in Potsdam
- Klimek-Alcaráz, Octavio (* 1962), mexikanischer Forstwissenschaftler und Politiker der Partido de la Revolución Democrática
- Klimenka, Aljaksandr (* 1983), belarussischer Fußballspieler
- Klimenko, Gleb Wiktorowitsch (* 1983), russischer Eishockeyspieler
- Klimenko, Oleg (* 1971), kirgisischer Fußballspieler
- Klimenko, Viktor (* 1942), finnischer Sänger und Schauspieler
- Klimenko, Wiktor Jakowlewitsch (* 1949), russischer Kunstturner
- Kliment von Ohrid († 916), mittelalterlicher Gelehrter, Klostergründer und ErzbischofKliment von Ohrid († 916)

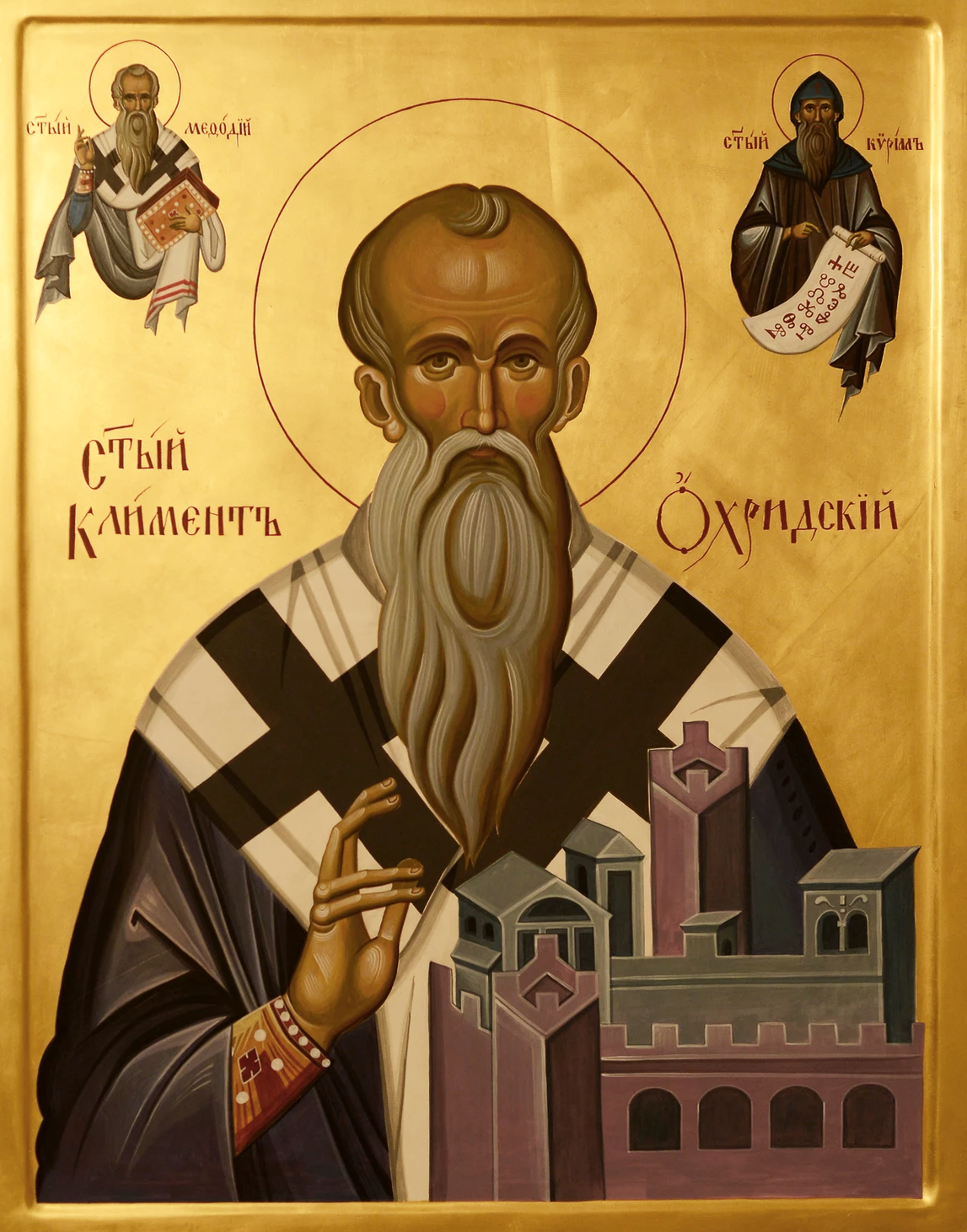
Kliment von Ohrid († 916)

- Kliment, Alexandr (1929–2017), tschechischer Prosaist, Autor und Dramaturg
- Kliment, Emil (1879–1965), österreichischer Gewichtheber
- Kliment, Jan (* 1993), tschechischer Fußballspieler
- Klimenta, Harald (* 1968), deutscher Physiker und Autor
- Klimeš, Michal (* 1985), tschechischer Grasskiläufer
- Klimes, Miroslav (1947–2006), deutscher Zeichner, Maler und Bildhauer
- Klimeš, Vlastibor (* 1953), tschechischer Basketballtrainer und -spieler
- Klimesch, Matthäus (1850–1940), böhmischer Historiker und Archivar
- Klimesch, Peter (* 1940), deutscher ehemaliger Realschullehrer, Heimatforscher und Buchautor
- Klimesch, Wolfgang (* 1948), österreichischer Psychologe
- Klimešová, Jana (* 1970), tschechische Langstreckenläuferin
- Klimešová, Jarmila (* 1981), tschechische Speerwerferin
- Klimetzek, Dietrich (1944–2023), deutscher Biologe
- Klimetzek, Miriam, deutsche Leichtathletin und Behindertensportlerin, zweifache Silbermedaillengewinnerin bei den Special Olympics World Summer Games 2023

#### Klimi
- Klimin, Olschas (* 1996), kasachischer Skilangläufer
- Klimina, Darja (* 1989), kasachische Biathletin
- Klimina, Svetlana (* 1966), usbekische Leichtathletin

#### Klimk
- Klimkait, Jessica (* 1996), kanadische Judoka
- Klimke, Christoph (* 1959), deutscher Schriftsteller
- Klimke, Friedrich (1878–1924), deutsch-polnischer Philosoph
- Klimke, Herbert (* 1939), deutscher Bauingenieur
- Klimke, Ingrid (* 1968), deutsche Dressur- und Vielseitigkeitsreiterin
- Klimke, Jürgen (* 1948), deutscher Politiker (CDU), MdHB, MdB
- Klimke, Peter (* 1952), deutscher Fußballspieler
- Klimke, Reiner (1936–1999), deutscher Dressurreiter und Politiker (CDU), MdL
- Klimke, Rudi (* 1950), deutscher Fußballspieler
- Klimkeit, Hans-Joachim (1939–1999), deutscher vergleichender Religionswissenschaftler
- Klimkin, Ilja Sergejewitsch (* 1980), russischer Eiskunstläufer
- Klimkin, Pawlo (* 1967), ukrainischer Diplomat und Politiker
- Klimko, Ján (* 1960), tschechoslowakischer nordischer Kombinierer
- Klimková, Jitka (* 1974), tschechische Fußballspielerin und -trainerin
- Klimková, Viera (* 1957), tschechoslowakische Skilangläuferin
- Klimkowitsch, Michas (1899–1954), belarussischer Dichter, Dramatiker und Kritiker
- Klimkowski, Ed, US-amerikanischer Basketballspieler und -trainer
- Klimkowski, Marceli (1937–2020), polnischer Psychologe

#### Klimm
- Klimm, Georg (1913–2000), deutscher Politiker (CSU)
- Klimm, Karl (1856–1924), deutscher Architekt, kommunaler Baubeamter in Breslau
- Klimm, Paul (* 2003), deutscher Volleyballspieler
- Klimm, Wolfgang (* 1943), deutscher Zahnmediziner
- Klimmeck, Babett (* 1967), deutsche Filmarchitektin
- Klimmeck, Kurt (1882–1939), deutscher Tiermediziner, Oberregierungsrat und Fachbuchautor
- Klimmeck, Uwe, deutscher Filmeditor
- Klimmek, Barbara (* 1942), deutsche Lehrerin, Sonderpädagogin und Autorin
- Klimmek, Friedrich Gerhard (* 1949), deutscher Dichterjurist, Rechtsanwalt und Kriminalromanautor
- Klimmek, Fritz (1905–1963), deutscher Lehrer und Studienrat sowie Naturforscher für Bryologie und Brombeerenforschung
- Klimmek, Max (1903–1981), stellvertretender Bürgermeister und Stadtrat in Königsberg sowie Gauamtsleiter in Ostpreußen
- Klimmek, Reinhard (* 1942), deutscher Mediziner sowie Medizinforscher
- Klimmek, Walter (1919–2010), deutscher Fußballspieler
- Klimmer, Bernd (* 1940), deutscher Buchautor, Dozent und Maler
- Klimmer, Lorenz (1868–1919), deutscher römisch-katholischer Pfarrer, Politiker und Mitglied des Bayerischen Landtages
- Klimmer, Martin (1873–1943), deutscher Veterinär und Hochschullehrer an der Universität Leipzig
- Klimmer, Rudolf (1905–1977), deutscher Arzt und Sexualforscher
- Klimmer, Volker (* 1940), deutscher Apotheker, Jazzmusiker und Bandleader
- Klimmt, Christoph (* 1976), deutscher Medienwissenschaftler
- Klimmt, Reinhard (* 1942), deutscher Politiker (SPD), MdLReinhard Klimmt (* 1942)

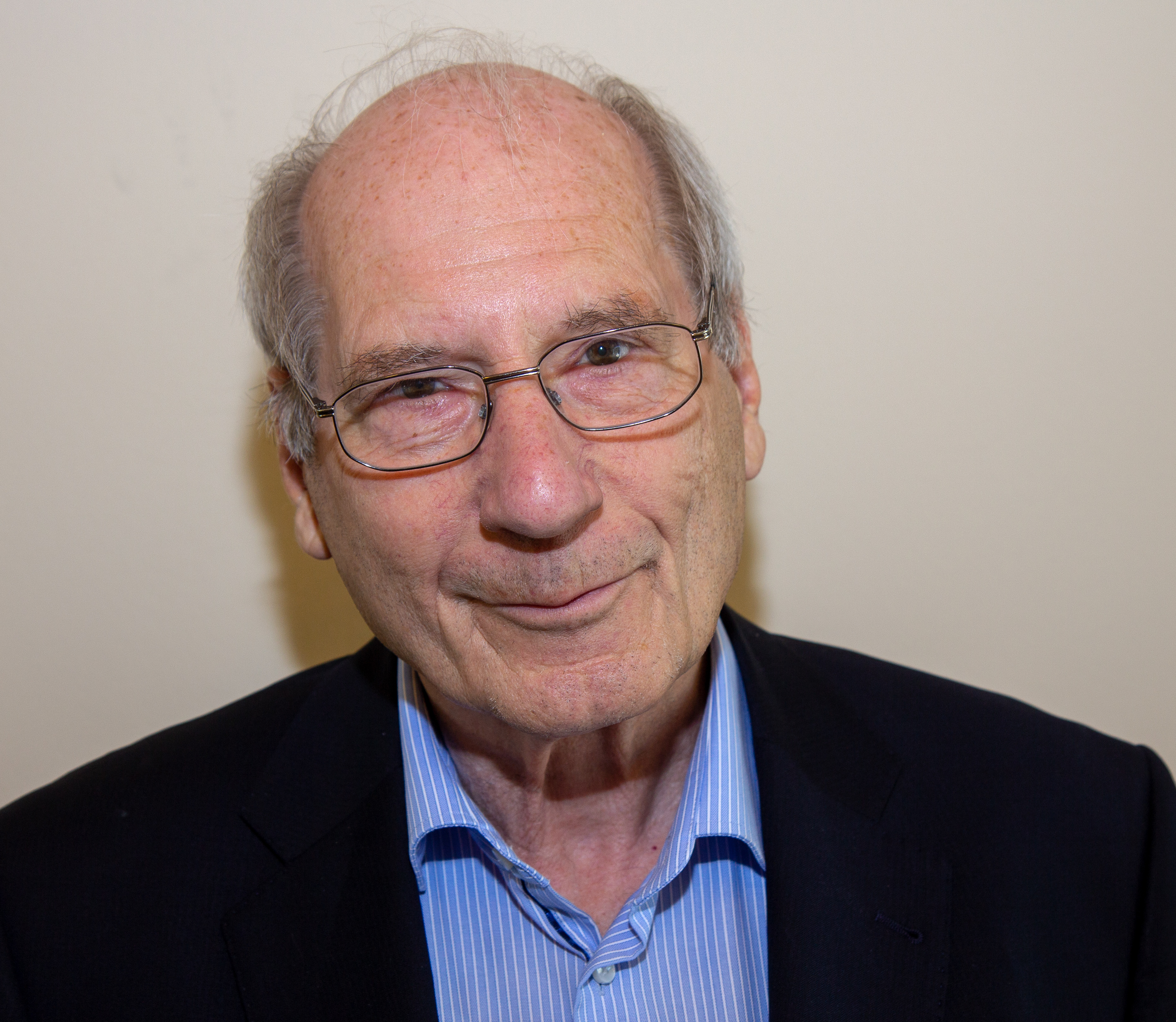
Reinhard Klimmt (* 1942)

#### Klimo
- Klimó, Árpád von (* 1964), deutscher Neuzeithistoriker und Hochschullehrer
- Klimó, Károly (* 1936), ungarischer Maler und Graphiker
- Klimont, Isidor (1869–1926), österreichischer Chemiker und Hochschullehrer
- Klimontow, Konstantin Alexejewitsch (* 1990), russischer Eishockeyspieler
- Klimontowitsch, Juri Lwowitsch (1924–2002), russischer theoretischer Physiker
- Klimovets, Andrej (* 1974), deutscher Handballspieler und -trainer
- Kļimoviča-Drēviņa, Inta (* 1951), lettische Sprinterin
- Klimovičová, Linda (* 2004), tschechische TennisspielerinLinda Klimovičová (* 2004)

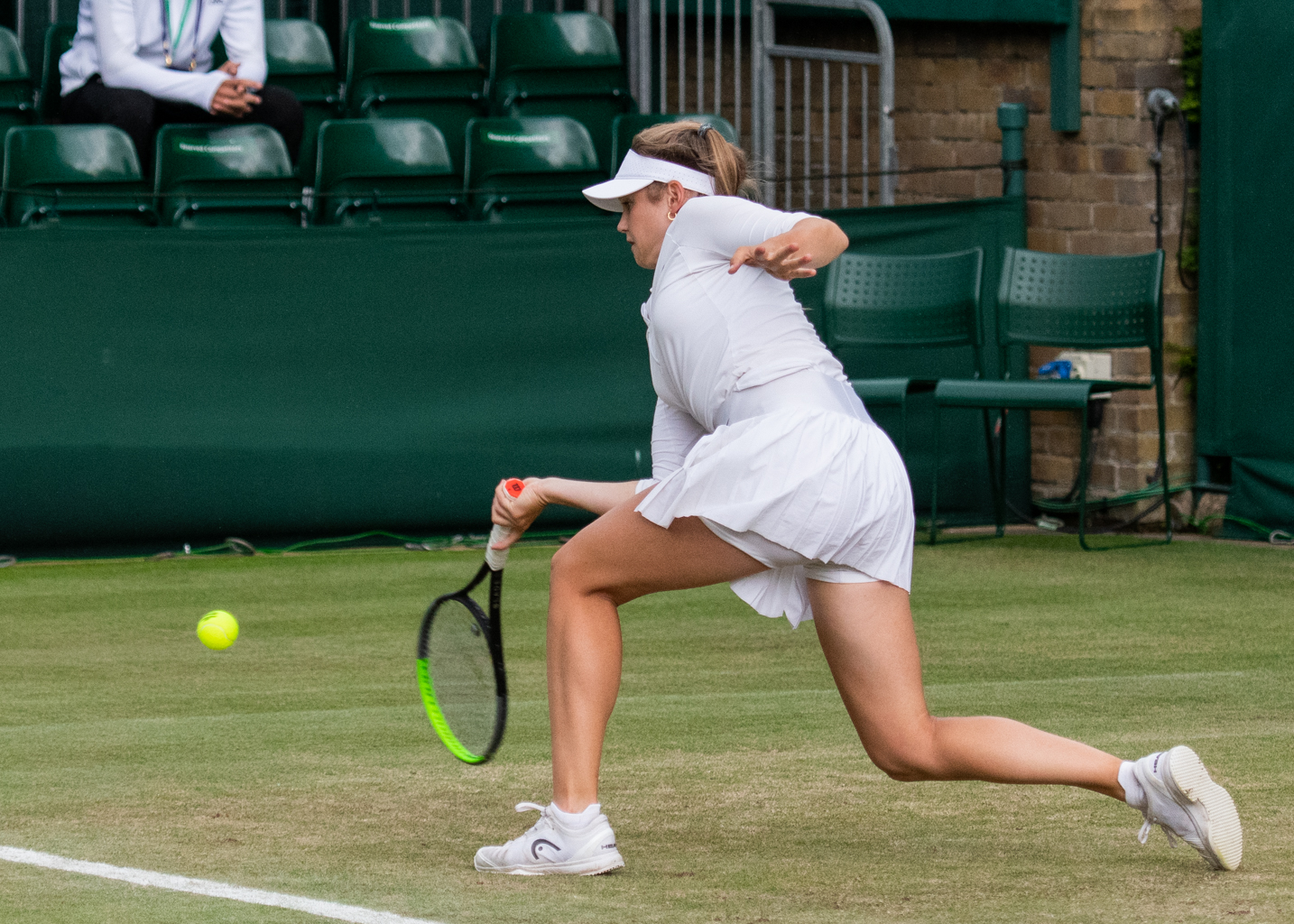
Linda Klimovičová (* 2004)

- Kļimovičs, Artūrs (* 1991), lettischer Fußballspieler
- Klimovski, Savo (* 1947), mazedonischer Rechtswissenschaftler und Politiker
- Klimovsky, León (1906–1996), argentinischer Regisseur und Drehbuchautor
- Klimow, Alexander Iwanowitsch (* 1965), sowjetischer Eisschnellläufer
- Klimow, Alexei Wladimirowitsch (* 1976), russischer Politiker
- Klimow, Andrei Arkadjewitsch (* 1954), russischer Politiker, Staatsmann und Mitglied des Föderationsrates
- Klimow, Elem Germanowitsch (1933–2003), russischer Filmregisseur
- Klimow, Fjodor Alexandrowitsch (* 1990), russischer Eiskunstläufer
- Klimow, Jewgeni Dmitrijewitsch (* 1994), russischer Skispringer
- Klimow, Juri Michailowitsch (1940–2022), sowjetischer bzw. russischer Handballspieler und -trainer
- Klimow, Kirill Walerjewitsch (* 2001), russischer Fußballspieler
- Klimow, Konstantin Jurjewitsch (1951–1982), sowjetischer Eishockeyspieler
- Klimow, Pjotr Alexandrowitsch (* 1970), russischer Komponist und Dichter
- Klimow, Roman Gennadijewitsch (* 1985), russischer Radrennfahrer
- Klimow, Sergei Alexandrowitsch (* 1980), russischer Radrennfahrer
- Klimow, Waleri Alexandrowitsch (1931–2022), russischer Geiger und Geigenlehrer
- Klimow, Wiktor (* 1964), sowjetischer Radrennfahrer
- Klimow, Wladimir Jakowlewitsch (1892–1962), sowjetischer Konstrukteur von Flugzeugmotoren
- Klimowa, Diana Andrejewna (* 1996), russische Radsportlerin
- Klimowa, Jekaterina Alexandrowna (* 1978), russische Schauspielerin
- Klimowa, Marina Wladimirowna (* 1966), russische Eiskunstläuferin
- Klimowa, Marusja (* 1961), russische Schriftstellerin und Übersetzerin
- Klimowa, Natalja Iwanowna (* 1938), sowjetische Schauspielerin
- Klimowicz, Cyryl (* 1952), belarussisch-polnischer römisch-katholischer Geistlicher, Bischof von St. Josef von Irkutsk und Apostolischer Administrator von Juschno-Sachalinsk
- Klimowicz, Diego (* 1974), argentinischer FußballspielerDiego Klimowicz (* 1974)

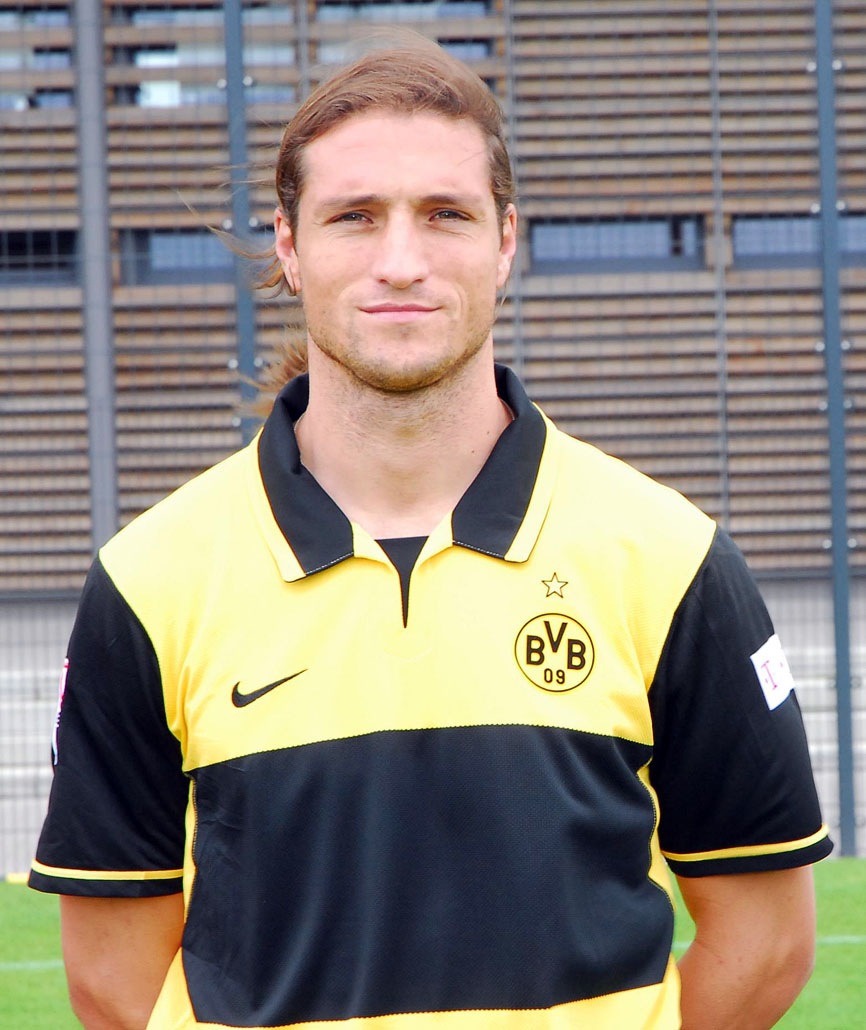
Diego Klimowicz (* 1974)

- Klimowicz, Mateo (* 2000), argentinisch-deutscher Fußballspieler
- Klimowitsch, Anton Karlowitsch (* 1869), russischer und sowjetischer Offizier
- Klimowitsch, Danila (* 2003), belarussischer Eishockeyspieler
- Klimowitsch, Lucian Ippolitowitsch (1907–1989), sowjetischer Orientalist und Islamwissenschaftler
- Klimowitsch, Sergei Nikolajewitsch (* 1974), russischer Eishockeyspieler
- Klimowitsch, Uladsislau (* 1996), belarussischer Fußballspieler
- Klimowitsch, Wera (* 1988), belarussische Volleyballspielerin
- Klimowski, Zbigniew (* 1967), polnischer Skispringer

#### Klimp
- Klimpe, Hanna (* 1984), deutsche Kommunikationswissenschaftlerin und Hochschullehrerin
- Klimpel, Bodo (* 1963), deutscher Politiker (CDU), Bürgermeister von Haltern am See
- Klimpel, Gustav (1891–1956), deutscher Kommunalpolitiker (SPD)
- Klimpel, Jörg (* 1956), deutscher Fußballspieler
- Klimpel, Paul (* 1970), deutscher Jurist
- Klimpel, Sven (* 1973), deutscher Parasitologe und Hochschullehrer
- Klimpel, Volker (* 1941), deutscher Chirurg und Medizinhistoriker
- Klimpfinger, Martin (* 1955), österreichischer Pathologe und Hochschullehrer
- Klimpke, Andreas (* 1972), deutscher Handballspieler
- Klimpke, Ole (* 2001), deutscher Handballspieler
- Klimpke, Till (* 1998), deutscher HandballspielerTill Klimpke (* 1998)

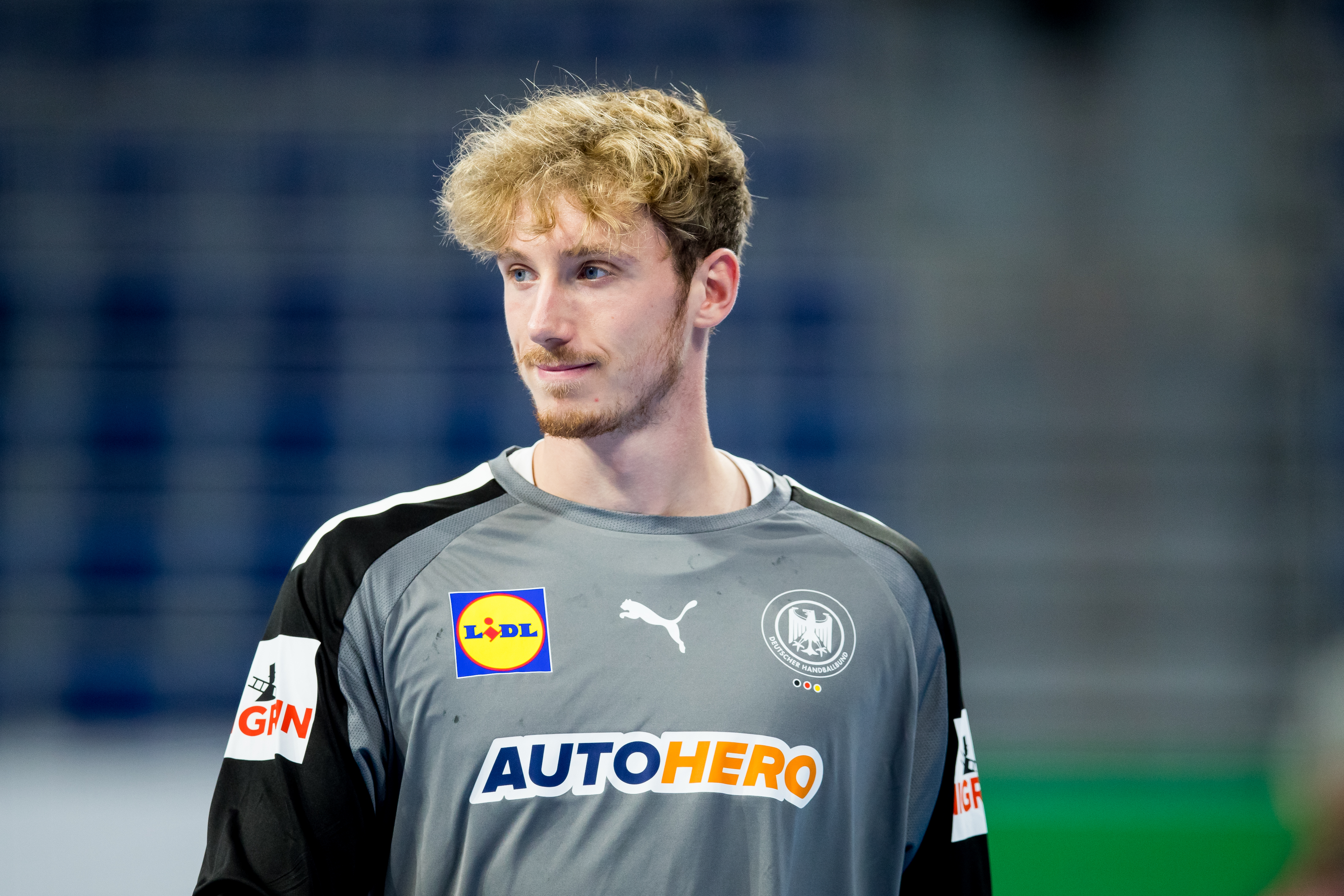
Till Klimpke (* 1998)

- Klimpke, Wolfgang (* 1967), deutscher Handballspieler
- Klimpt, Otto (1858–1928), deutscher Konteradmiral (Ing.) der Kaiserlichen Marine
- Klimpt, Werner (1900–1978), deutscher Ökonom und Mathematiker, aktiver NS-Gegner an den Universitäten in Tübingen und Frankfurt am Main

#### Klims
- Klimsa, Matthias (* 1971), deutscher Schauspieler und Synchronsprecher
- Klimsa, Paul (1955–2018), deutscher Kommunikationswissenschaftler
- Klimsch, Eugen (1839–1896), deutscher Grafiker, Illustrator und Maler
- Klimsch, Ferdinand Karl (1812–1890), deutscher Kunstmaler, Lithograf und Kupferstecher
- Klimsch, Fritz (1870–1960), deutscher Bildhauer
- Klimsch, Karl (1867–1936), deutscher Maler und Grafiker
- Klimsch, Karl Ferdinand (1841–1926), deutscher Grafiker, Lithograf, Maler und Unternehmer
- Klimsch, Louis (1852–1874), deutscher Kunstmaler
- Klimsch, Paul (1868–1917), deutscher Maler und Illustrator

#### Klimt
- Klimt, Andrea (* 1962), deutsche baptistische Theologin
- Klimt, Christiane (* 1982), deutsche Theater- und Fernsehschauspielerin
- Klimt, Ernst (1864–1892), österreichischer Historien- und Dekorationsmaler
- Klimt, Ferdinand (1927–2016), deutscher Sportmediziner und Pädiater
- Klimt, Georg (1867–1931), österreichischer Kunsthandwerker
- Klimt, Gustav (1862–1918), österreichischer Maler und Vertreter des Wiener JugendstilsGustav Klimt (1862–1918)

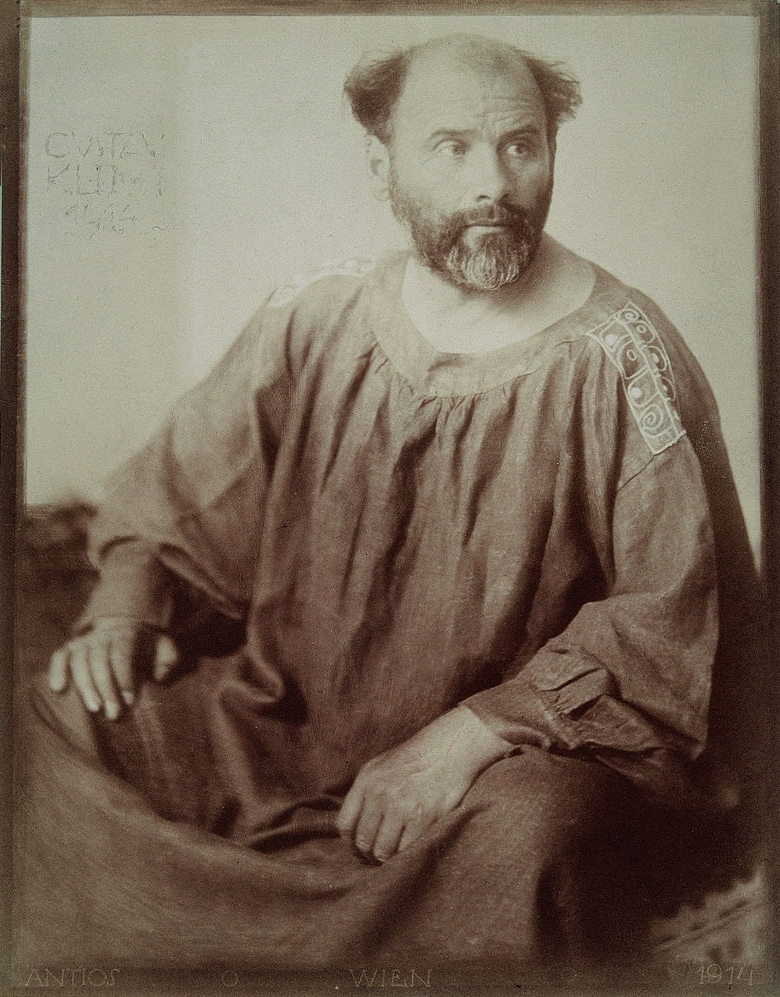
Gustav Klimt (1862–1918)

- Klimt, Karlheinz (1934–2022), deutscher Biologe, freischaffender Puppenspieler, Drehorgelinterpret und Schriftsteller
- Klimt, Margarethe (1892–1987), österreichische Modeschöpferin
- Klimt, Walter (* 1960), österreichischer Baptistenpastor, Generalsekretär des österreichischen Baptistenbundes, Ratsvorsitzender der Freikirchen in Österreich
- Klimt-Weithaler, Claudia (* 1971), österreichische Politikerin (KPÖ), Landtagsabgeordnete
- Klimtschenko, Konstantin Michailowitsch (1816–1849), russischer Bildhauer
- Klimtschenko, Tetjana (* 1994), ukrainische Radsportlerin

#### Klimu
- Klimuk, Pjotr Iljitsch (* 1942), belarussischer Kosmonaut, Berater
- Klimukaitė, Gabija (* 2003), litauische Leichtathletin

### Klin

#### Klina
- Klinau, Artur (* 1965), belarussischer Künstler, Schriftsteller und Herausgeber

#### Klinc
- Klinc, Roman, slowenischer Biathlet
- Klinck, Byrle (1934–2016), kanadischer Eishockeyspieler
- Klinck, Fabian (* 1976), deutscher Jurist und Hochschullehrer
- Klinck, Fanny (1844–1929), deutsche Schriftstellerin
- Klinck, Kristian (* 1979), deutscher Politiker (SPD)
- Klinckebeil, Jakob (1627–1694), deutscher Dichter
- Klinckenberg, Eugène (1858–1942), deutscher Maler
- Klinckenberg, Marga (1894–1962), deutsche Grafikerin und Musikerin
- Klinckenberg, Max (* 1882), deutscher Maler und Bildhauer
- Klinckerfuß, Johanna (1855–1924), deutsche Pianistin
- Klinckerfuß, Margarete (1877–1959), deutsche Pianistin
- Klinckhamer, Klaus (* 1944), deutscher Politiker (CDU), MdL
- Klinckhard, Inka (1922–2016), niederländische Malerin und Bildhauerin
- Klinckow von Friedenschildt, Friedrich (1631–1685), deutscher Jurist und schwedischer Diplomat
- Klinckow, Martin (1650–1717), Regierungsrat in Schwedisch-Pommern
- Klinckowstroem, Carl Graf von (1884–1969), deutscher Kultur- und Technikhistoriker
- Klinckowstroem, Clemens von (1846–1902), deutscher Rittergutsbesitzer, Landrat, Mitglied des Preußischen Herrenhauses, MdR
- Klinckowstroem, Karl von (1783–1865), preußischer Generalleutnant
- Klinckowström, Agnes Gräfin von (1850–1909), deutsche Schriftstellerin
- Klinckowström, Arthur von (1848–1910), preußischer General der Kavallerie
- Klinckowström, Axel (1867–1936), Zoologe, Forschungsreisender und Schriftsteller
- Klinckowström, Friedrich von (1775–1856), preußischer Gutsbesitzer und Politiker
- Klinckowström, Friedrich Wilhelm von (1686–1750), kurhannoverscher General
- Klinckowström, Karl Bernhard (1682–1704), Kammerpage und Günstling des schwedischen Königs Karl XII.
- Klinckowström, Karl Friedrich von (1738–1816), preußischer Generalleutnant
- Klinckowström, Leonhard (1685–1759), schwedischer Diplomat, Oberpostdirektor und Staatssekretär
- Klinckowström, Leonhard Carl Ludwig Felix von (1818–1868), preußischer Rittergutsbesitzer und Landrat
- Klinckowström, Otto von (1683–1731), schwedischer Staatsbeamter und Diplomat
- Klinckowström, Otto Wilhelm (1778–1850), russisch-finnischer Politiker und Hofbeamter
- Klinckowström, Thure Gustav (1693–1765), Kanzler von Schwedisch-Pommern
- Klinckowström, Thure Leonard (1735–1821), schwedischer Oberhofmarschall, Präsident des Wismarer Tribunals
- Klinckowström, Thure von (1887–1973), deutscher Verwaltungsjurist
- Klincksieck, Friedrich (1813–1874), Verleger
- Klincksieck, Friedrich (1860–1928), deutscher Romanist in Marburg und Halle
- Klincov, Bojana (* 2001), Schweizer Tennisspielerin

#### Klind
- Klinder, Charlotte (1891–1943), deutsche Schauspielerin
- Klindt, Hans-Jörg (* 1961), deutscher Handballspieler, -funktionär und -trainer
- Klindt, Jochim (1795–1887), deutscher Lehrer
- Klindwort, Ernst (1900–1988), deutscher Schiffbauingenieur
- Klindworth, Carl August (1791–1862), deutscher Mechaniker
- Klindworth, Friedrich (1818–1903), königlich hannoverscher Hofbuchdrucker, Steindrucker, Herausgeber und Verleger, Kommerzienrat und Freimaurer
- Klindworth, Georg (1798–1882), deutscher Diplomat und Geheimagent
- Klindworth, Johann (1900–1976), deutscher Politiker (CDU), MdL
- Klindworth, Karl (1830–1916), deutscher Komponist, Dirigent, Musikpädagoge und Klaviervirtuose

#### Kline
- Kline, Ardolph Loges (1858–1930), US-amerikanischer Politiker
- Kline, Benjamin H. (1894–1974), US-amerikanischer Kameramann mit sporadischen Ausflügen zur B-Film-Regie
- Kline, Boštjan (* 1991), slowenischer Skirennläufer
- Kline, Ernest (1929–2009), US-amerikanischer Politiker
- Kline, Franz (1910–1962), US-amerikanischer Maler
- Kline, Herbert (1909–1999), US-amerikanischer Journalist, Filmregisseur, Drehbuchautor und Produzent
- Kline, Isaac Clinton (1858–1947), US-amerikanischer Politiker
- Kline, Jeff (* 1944), US-amerikanischer Automobilrennfahrer
- Kline, John (* 1947), US-amerikanischer Politiker (Republikanische Partei)
- Kline, Josh (* 1989), US-amerikanischer American-Football-Spieler
- Kline, Kevin (* 1947), US-amerikanischer SchauspielerKevin Kline (* 1947)

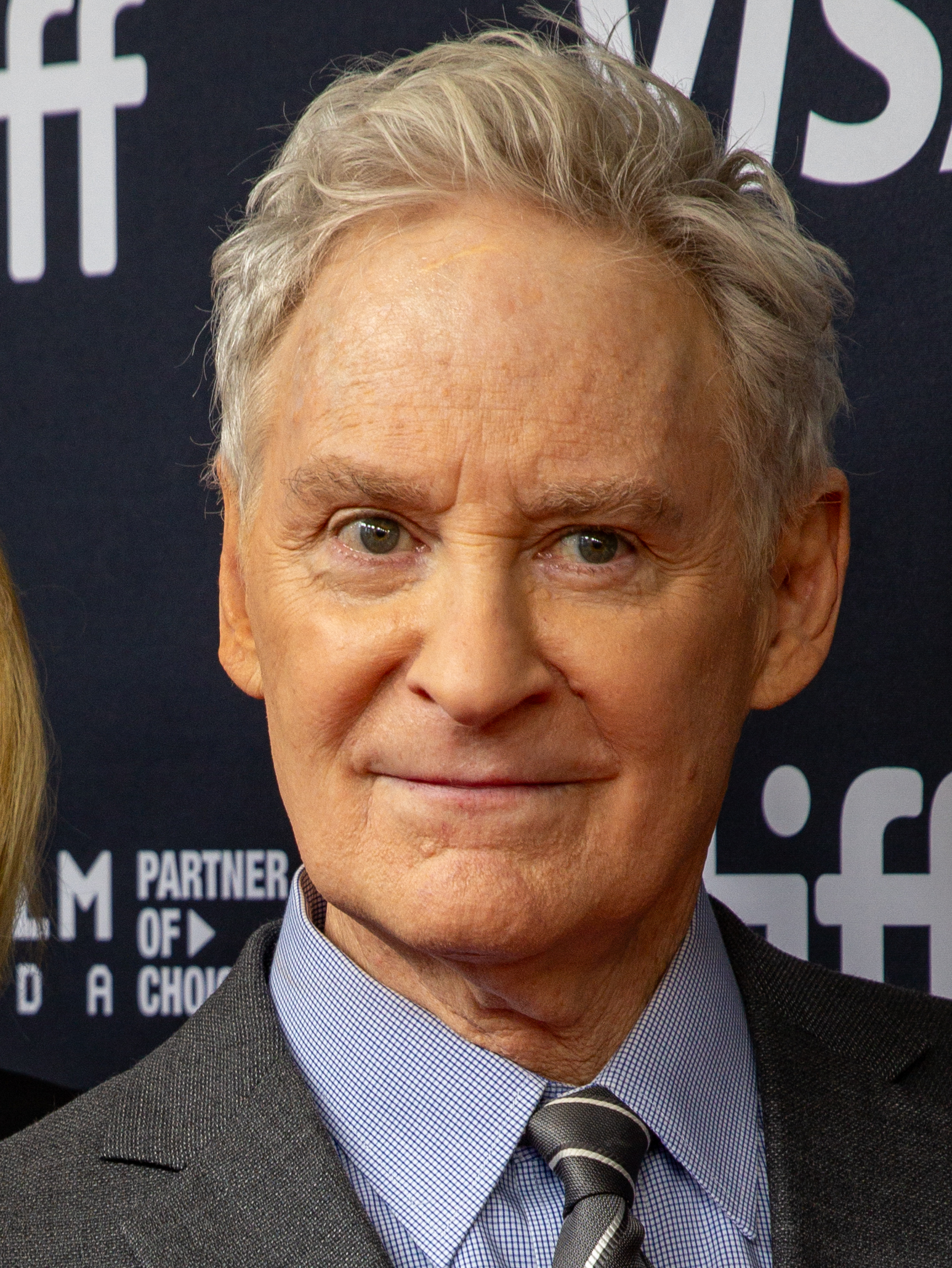
Kevin Kline (* 1947)

- Kline, Marcus C. L. (1855–1911), US-amerikanischer Politiker
- Kline, Morris (1908–1992), US-amerikanischer Mathematiker
- Kline, Nathan S. (1916–1983), amerikanischer Psychiater
- Kline, Otis Adelbert (1891–1946), amerikanischer Schriftsteller
- Kline, Richard (* 1944), US-amerikanischer Schauspieler und Fernsehregisseur
- Kline, Richard H. (1926–2018), US-amerikanischer Kameramann
- Kline, Rick, US-amerikanischer Tontechniker
- Kline, Teddy, US-amerikanischer Jazzmusiker und Bandleader
- Klineberg, Otto (1899–1992), kanadischer Sozialpsychologe
- Klinec, Barbara (* 1994), slowenische Skispringerin
- Klinec, Ema (* 1998), slowenische Skispringerin
- Klinefelter, Harry F. (1912–1990), US-amerikanischer Endokrinologe
- Klineman, Alexandra (* 1989), US-amerikanische Volleyball- und Beachvolleyballspielerin

#### Kling
- Kling, Adolf (1893–1938), deutscher Politiker (NSDAP), MdR
- Kling, Albert (* 1903), deutscher Dokumentarfilmer
- Kling, Anja (* 1970), deutsche Schauspielerin und SynchronsprecherinAnja Kling (* 1970)

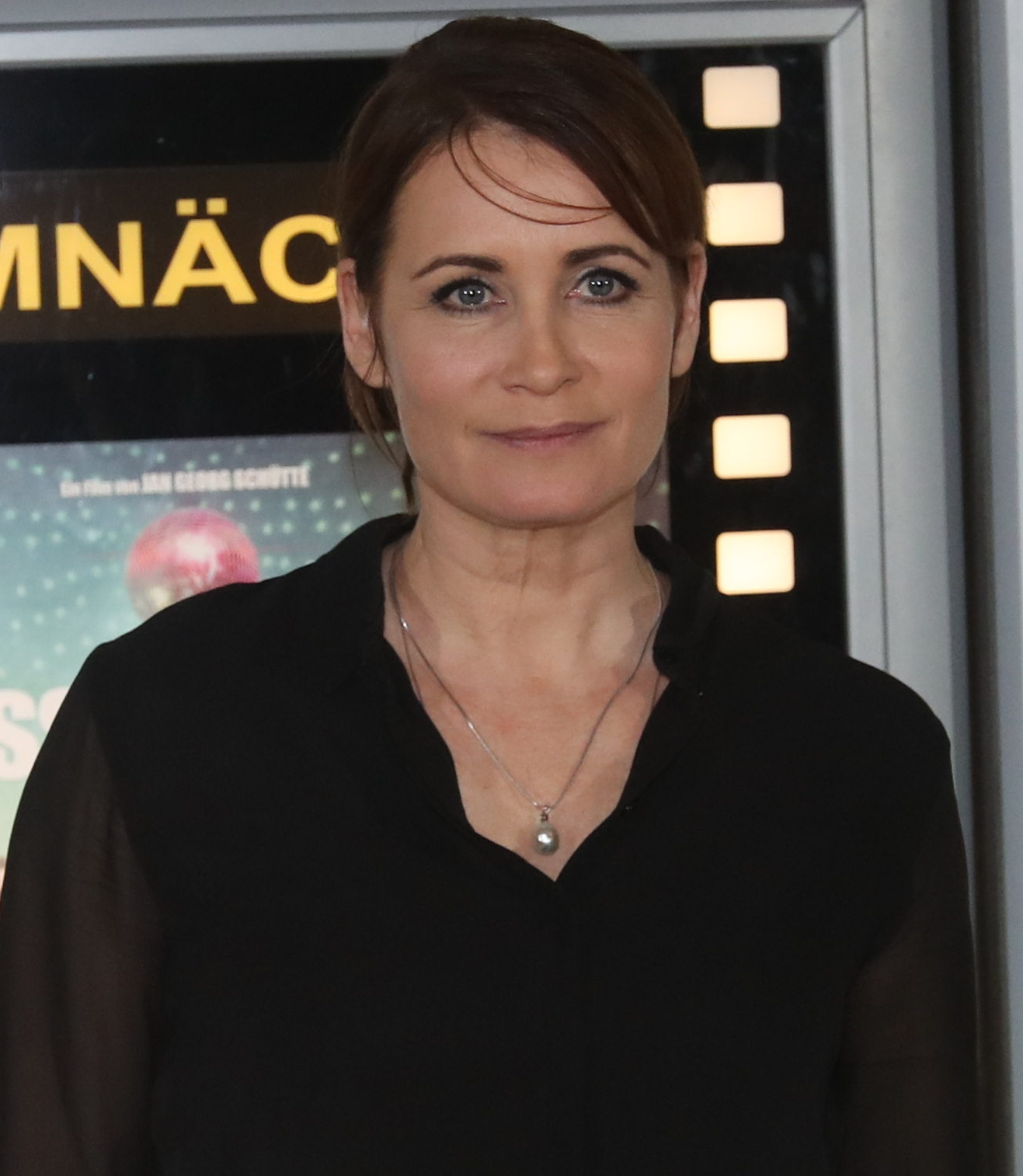
Anja Kling (* 1970)

- Kling, Anton (1881–1963), österreichischer Maler
- Kling, Bernt (* 1947), deutscher Science-Fiction-Schriftsteller
- Kling, Burkhard (1962–2023), deutscher Kunsthistoriker und Museumsleiter
- Kling, Catherine (* 1960), US-amerikanische Wirtschaftswissenschaftlerin
- Kling, Christian Friedrich (1800–1862), deutscher Theologe, Geistlicher und Hochschullehrer
- Kling, Erich (1854–1892), deutscher Offizier und Forschungsreisender
- Kling, Eugen (1899–1971), deutscher Fußballspieler
- Kling, Florian (* 1986), deutscher Kommunalpolitiker
- Kling, Fritz (1879–1941), deutscher Politiker (Deutsche Bauernpartei), MdR
- Kling, Georges (1900–1962), französischer Autorennfahrer
- Kling, Gerit (* 1965), deutsche SchauspielerinGerit Kling (* 1965)

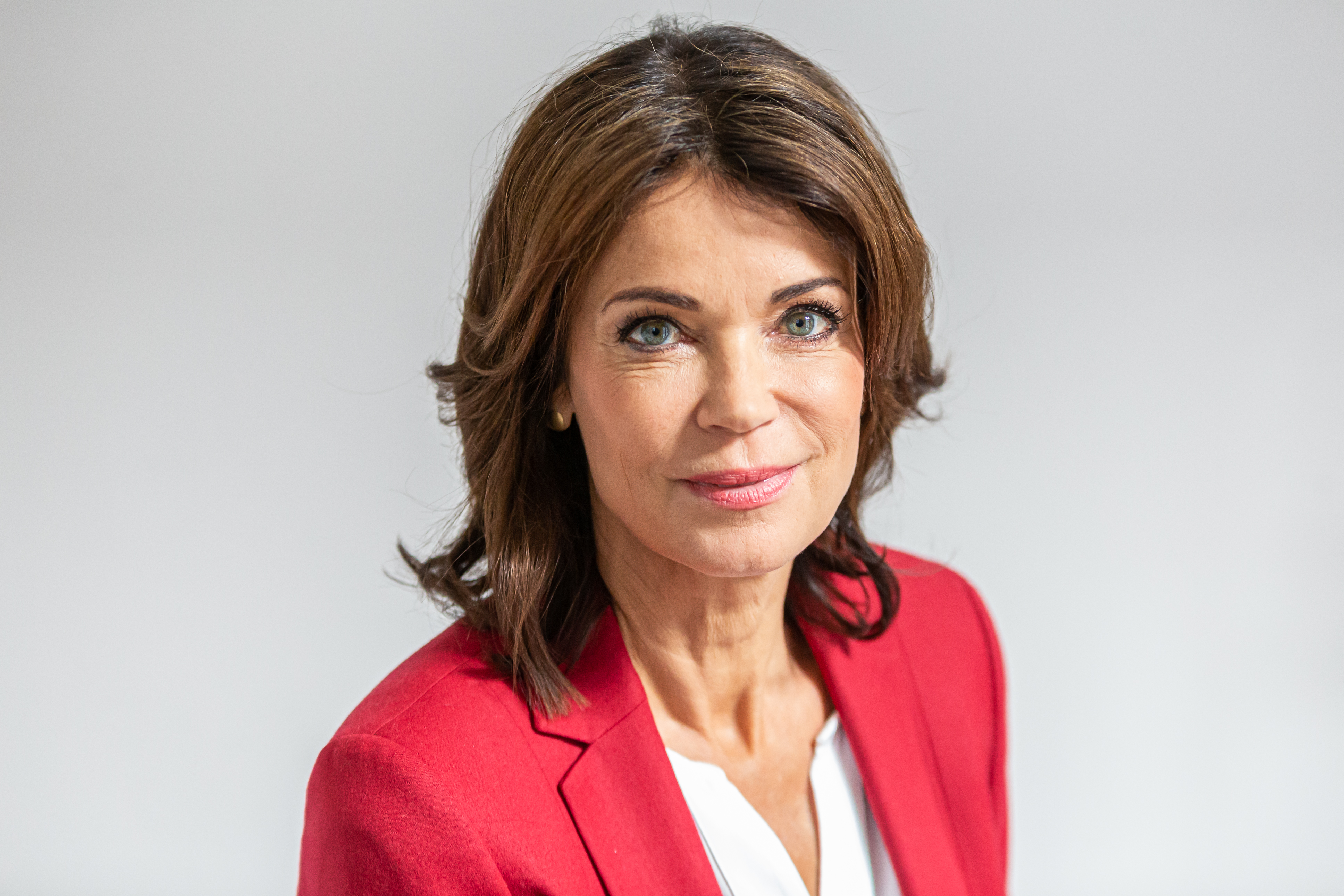
Gerit Kling (* 1965)

- Kling, Hermann (1880–1957), deutscher Politiker (CSVD, CDU), MdR, MdL
- Kling, Isabel (* 1976), deutsche politische Beamtin (CDU)
- Kling, Johan (* 1962), schwedischer Regisseur und Drehbuchautor
- Kling, Johann Peter (1749–1808), pfälzisch-bayerischer Forstbeamter und Donaumoospionier
- Kling, Jörg († 1506), österreichischer Architekt und Steinmetz
- Kling, Josef (1811–1876), deutscher Schachspieler und Studienkomponist
- Kling, Kajsa (* 1988), schwedische Skirennläuferin
- Kling, Karl (1910–2003), deutscher Automobilrennfahrer
- Kling, Karl (1928–2021), deutscher Bauingenieur und Politiker (CSU), MdL
- Kling, Marc-Uwe (* 1982), deutscher Liedermacher, Kabarettist und AutorMarc-Uwe Kling (* 1982)

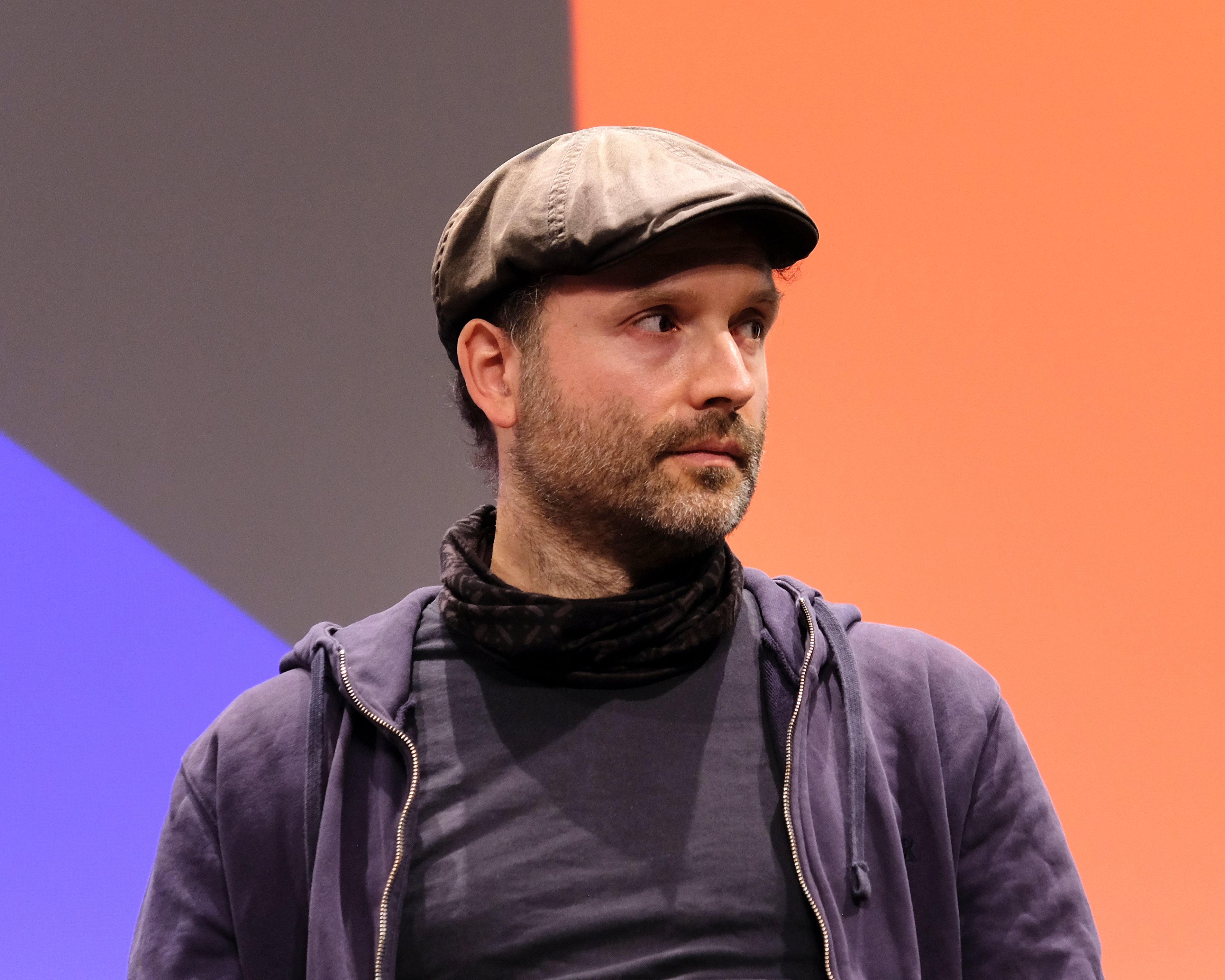
Marc-Uwe Kling (* 1982)

- Kling, Maren, deutsche Sängerin, Schauspielerin, Autorin und Speakerin
- Kling, Matthias (* 1972), deutscher Physiker
- Kling, Max (1874–1950), deutscher Agrikulturchemiker
- Kling, Melchior (1504–1571), deutscher Jurist und Hochschullehrer
- Kling, Michael (* 1972), deutscher Rechtswissenschaftler und Hochschullehrer
- Kling, Ottmar (1926–2005), deutscher Chemiker und Experte für Ideenmanagement
- Kling, Paul (* 1936), deutscher Politiker (CSU), Oberbürgermeister von Nördlingen
- Kling, Rainer (* 1952), deutscher Amateurastronom und Asteroidenentdecker
- Kling, Richard (1905–1990), deutscher Kommunalpolitiker (CDU)
- Kling, Schmitto (1946–2018), deutscher Geigenbauer, Jazzviolinist, Komponist und Interpret
- Kling, Sebastian (* 1984), deutscher Basketballspieler
- Kling, Sonja (* 1971), deutsche Kabarettistin, Schauspielerin und Autorin
- Kling, Stephan (* 1981), deutscher Fußballspieler
- Kling, Thomas (1957–2005), deutscher Lyriker und Performancekünstler
- Kling, Wilhelm (1902–1973), deutscher KPD- und SED-Funktionär
- Kling-de Lazzer, Marie-Luise (* 1947), deutsche evangelische Theologin

##### Klinga
- Klinga, Jani (* 1975), finnischer Skispringer
- Klinga, Kari-Pekka (* 1963), finnischer Basketballspieler
- Klinga, László (* 1947), ungarischer Ringer
- Klinga, Lisa (* 1991), schwedische Fußballspielerin
- Klinga, Matti (* 1994), finnischer Fußballspieler
- Klinga, Sebastian (* 1992), finnischer Skispringer
- Klingan, Christoph (* 1977), deutscher römisch-katholischer Geistlicher und Generalvikar des Erzbistums München und Freising
- Klingauf, Fred (* 1936), deutscher Phytopathologe und Präsident der BBA Deutschland

##### Klingb
- Klingbacher, Barbara (* 1971), Schweizer Journalistin
- Klingbeil, Fritz (1936–2023), deutscher Maler und Objektkünstler
- Klingbeil, Irmgard (1935–2019), deutsche Politikerin (CDU), MdL
- Klingbeil, Jörg (* 1950), deutscher Jurist, Datenschutzbeauftragter des Landes Baden-Württemberg
- Klingbeil, Jürgen (* 1947), deutscher Politiker (CDU)
- Klingbeil, Karl-Heinz (1924–2019), deutscher Maler und Grafiker
- Klingbeil, Karsten (1925–2016), deutscher Bildhauer, Immobilienunternehmer und Sammler von Kunst und Militaria
- Klingbeil, Lars (* 1978), deutscher Politiker (SPD), MdB, Stellvertreter des Bundeskanzlers, Bundesminister der FinanzenLars Klingbeil (* 1978)

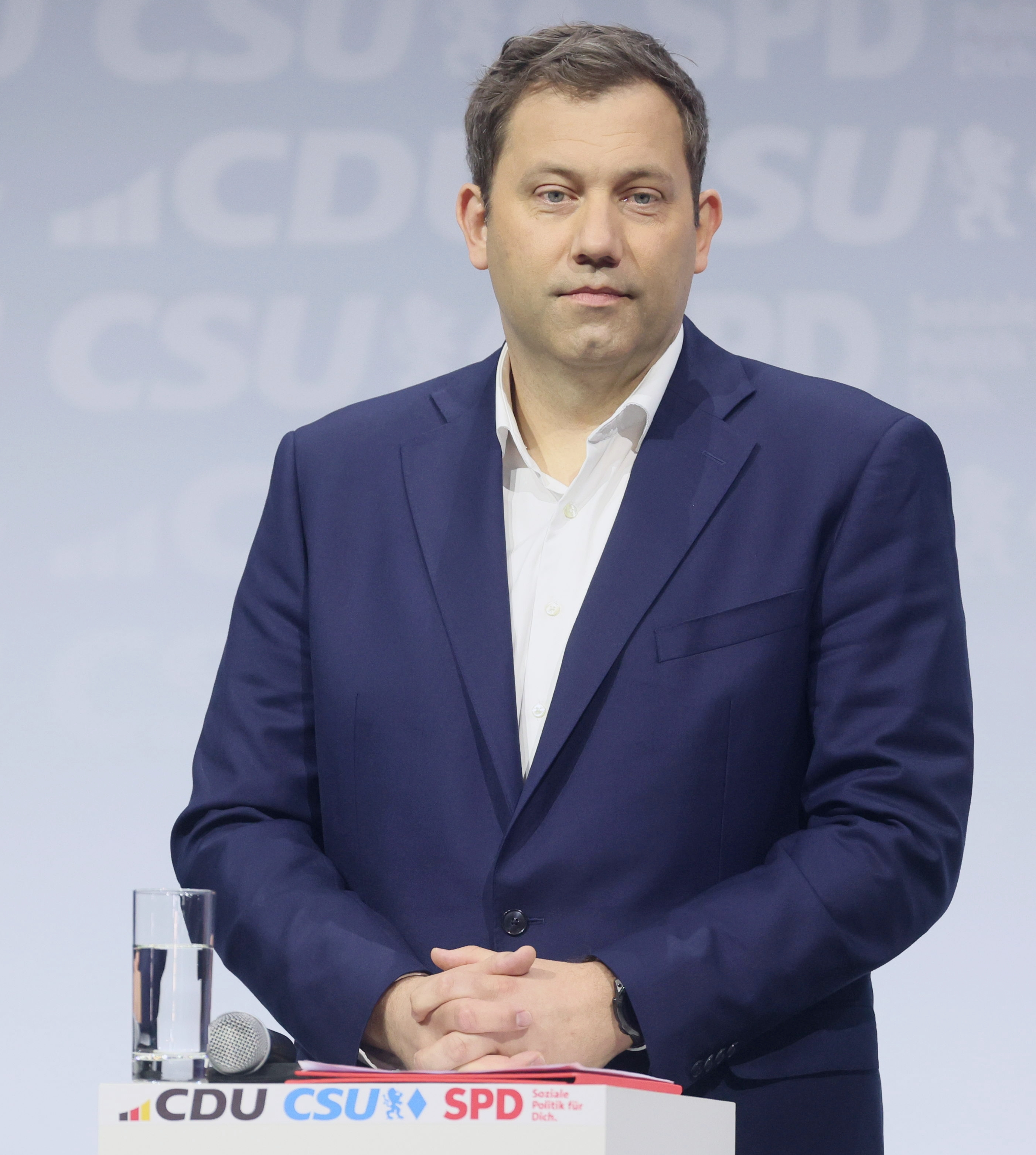
Lars Klingbeil (* 1978)

- Klingbeil, René (* 1981), deutscher Fußballspieler
- Klingberg, Bertha (1898–2005), deutsche Blumenbinderin und Ehrenbürgerin der Stadt Schwerin
- Klingberg, Carl (* 1991), schwedischer Eishockeyspieler
- Klingberg, Dominik (* 1979), deutscher Schauspieler
- Klingberg, John (* 1992), schwedischer Eishockeyspieler
- Klingberg, Lothar (1926–1999), deutscher Didaktiker
- Klingberg, Marco (* 1974), deutscher Basketballspieler
- Klingberg, Marcus (1918–2015), polnisch-israelischer Mediziner und KGB-Agent
- Klingbiel, Peter (1953–2008), deutscher Basketballspieler, -trainer, -schiedsrichter und -funktionär
- Klingbiel, Wilfried (* 1939), deutscher Fußballspieler
- Klingborg, Arne (1915–2005), schwedischer Künstler, Lehrer und Anthroposoph
- Klingborg, Johan (1851–1931), schwedischer Volksschullehrer, Historienmaler, Porträtmaler und Landschaftsmaler

##### Klinge
- Klinge, Dietrich (* 1954), deutscher Bildhauer und Graphiker
- Klinge, Dirk (* 1966), deutscher Fußballspieler
- Klinge, Ellen (* 2000), dänische Radsportlerin
- Klinge, Erich (1889–1957), deutscher Sportpädagoge
- Klinge, Erich (1925–1998), deutscher Anwalt, Mitbegründer der Beratungshilfe
- Klinge, Friedrich (1883–1949), deutscher Jurist und Politiker (DVP, DP), MdB
- Klinge, Friedrich (1892–1974), deutscher Pathologe und Hochschullehrer
- Klinge, Günther (1910–2009), deutscher Unternehmer, Autor und Mäzen
- Klinge, Heiko (1942–2023), deutscher Politiker (CDU) und Medienmanager
- Klinge, Hendrik (* 1982), deutscher evangelischer Theologe
- Klinge, Jana (* 1980), deutsche Schauspielerin und Hörspielsprecherin
- Klinge, Jenny (* 1975), norwegische Politikerin
- Klinge, Johannes (1851–1902), russischer Botaniker deutsch-baltischer Herkunft
- Klinge, Jürgen (* 1940), deutscher Ringer
- Klinge, Konrad († 1556), katholischer Theologe, Reformationsgegner und Domprediger in Erfurt
- Klinge, Manuel (* 1984), deutscher Eishockeyspieler (Stürmer)
- Klinge, Marcel (* 1980), deutscher Politiker (FDP), MdB
- Klinge, Matti (1936–2023), finnischer Historiker
- Klinge, Wilfried (* 1950), deutscher Fußballspieler
- Klingeberg, Martin (* 1961), deutscher Jazzmusiker (Trompete, Tenorhorn, Gesang, Komposition) und Zeichner
- Klingebiel, Carl Christoph (1835–1900), Mitglied des Provinziallandtages der Provinz Hessen-Nassau
- Klingebiel, Frank (* 1964), deutscher Politiker (CDU), Oberbürgermeister in Salzgitter
- Klingebiel, Julius (1904–1965), deutscher Künstler der Art brut
- Klingebiel, Karl-Heinz, deutscher Sozialpädagoge und Autor
- Klingebiel, Thomas (* 1955), deutscher Historiker
- Klingel, Alfred (1951–2025), deutscher Gewerkschafter
- Klingel, Hans (1932–2019), deutscher Zoologe und Verhaltensforscher
- Klingel, Robert, deutscher Unternehmer
- Klingele, Stefan (* 1967), deutscher Dirigent
- Klingelfuss, Friedrich (1859–1932), Schweizer Physiker
- Klingelhöfer, Erich (1919–1985), deutscher Historiker
- Klingelhöfer, Ernst (* 1929), hessischer Landrat (FWG)
- Klingelhöfer, Friedrich Christian (1784–1838), evangelischer Pfarrer, Teilnehmer der Farrapen-Revolution in Südbrasilien
- Klingelhöfer, Fritz (1832–1903), deutscher Landschaftsmaler der Düsseldorfer Schule
- Klingelhöfer, Göstar (1956–2019), deutscher Physiker
- Klingelhöfer, Gustav (1888–1961), deutscher Politiker (SPD), MdA
- Klingelhöfer, Heinrich (1860–1933), Mitglied des Provinziallandtages der Provinz Hessen-Nassau
- Klingelhöfer, Katharina (1889–1977), deutsche Politikerin (SPD), Mitglied der Stadtverordnetenversammlung von Groß-Berlin, Mitglied des Abgeordnetenhauses von Berlin
- Klingelhöfer, Konrad Ludwig (1841–1895), Mitglied des Provinziallandtages der Provinz Hessen-Nassau
- Klingelhöfer, Ludwig Otto August (* 1788), erster Kreisrat/Landrat des Kreises Gelnhausen
- Klingelhöfer, Renate (* 1933), deutsche Kommunalpolitikerin
- Klingelhöfer, Waldemar (1900–1977), deutscher SS-Sturmbannführer und verurteilter KriegsverbrecherWaldemar Klingelhöfer (1900–1977)

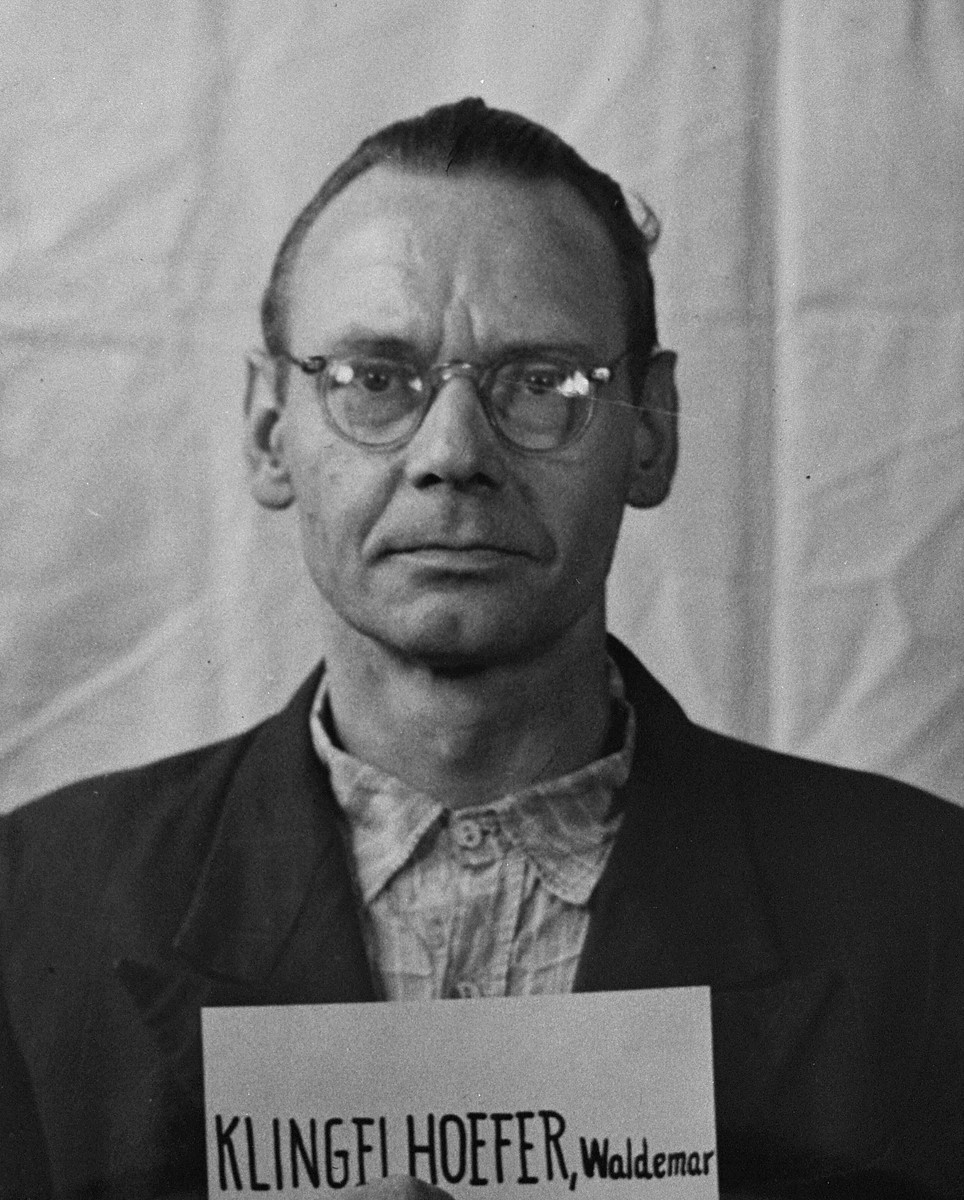
Waldemar Klingelhöfer (1900–1977)

- Klingelhöffer, Otto (1812–1903), deutscher Verwaltungsbeamter
- Klingelhöffer, Wilhelm (1803–1882), hessischer Richter und Politiker
- Klingelhöller, Emil (1886–1973), deutscher Politiker (KPD), MdL
- Klingelhöller, Harald (* 1954), deutscher Bildhauer
- Klingelnberg, Adolf (1880–1947), deutscher Unternehmer
- Klingelschmitt, Franz (1835–1892), deutscher Humorist
- Klingemann, August (1777–1831), deutscher Schriftsteller der Romantik und Theaterregisseur
- Klingemann, Carsten (* 1950), deutscher Soziologe und Hochschullehrer
- Klingemann, Christian Gabriel (* 1703), deutscher Militär
- Klingemann, Elise (1785–1862), deutsche Theaterschauspielerin und -leiterin
- Klingemann, Felix (1863–1944), deutscher Chemiker
- Klingemann, Gottfried (1884–1953), deutscher SS-Brigadeführer und Generalmajor der Waffen-SS
- Klingemann, Hans-Dieter (* 1937), deutscher Politikwissenschaftler
- Klingemann, Hugo (1869–1942), deutscher Maler
- Klingemann, Karl (1798–1862), deutscher Beamter, Diplomat und Schriftsteller
- Klingemann, Karl (1859–1946), deutscher evangelischer Geistlicher und Generalsuperintendent der Rheinprovinz (1913–1928)
- Klingemann, Ludwig (1887–1942), deutscher Maurer und Arbeiterführer
- Klingemann, Mario (* 1970), deutscher Künstler
- Klingemann, Stefanie (* 1977), deutsche Künstlerin
- Klingen, Christian (* 1965), deutscher Politiker (AfD), MdL
- Klingen, Hans-Jakob (* 1957), deutscher Fußballtorhüter
- Klingen, Helmut (1927–2017), deutscher Mathematiker
- Klingen, Karin (* 1966), deutsche Verwaltungsjuristin
- Klingen, Richard (1873–1924), deutscher Landschafts-, Genre- und Porträtmaler der Düsseldorfer Schule
- Klingenbeck, Conrad (1526–1567), deutscher Theologe
- Klingenbeck, Fritz (1904–1990), österreichischer Theaterleiter, Regisseur, Solotänzer, Ballettmeister und Autor
- Klingenbeck, Walter (1924–1943), deutscher Widerstandskämpfer gegen den NationalsozialismusWalter Klingenbeck (1924–1943)

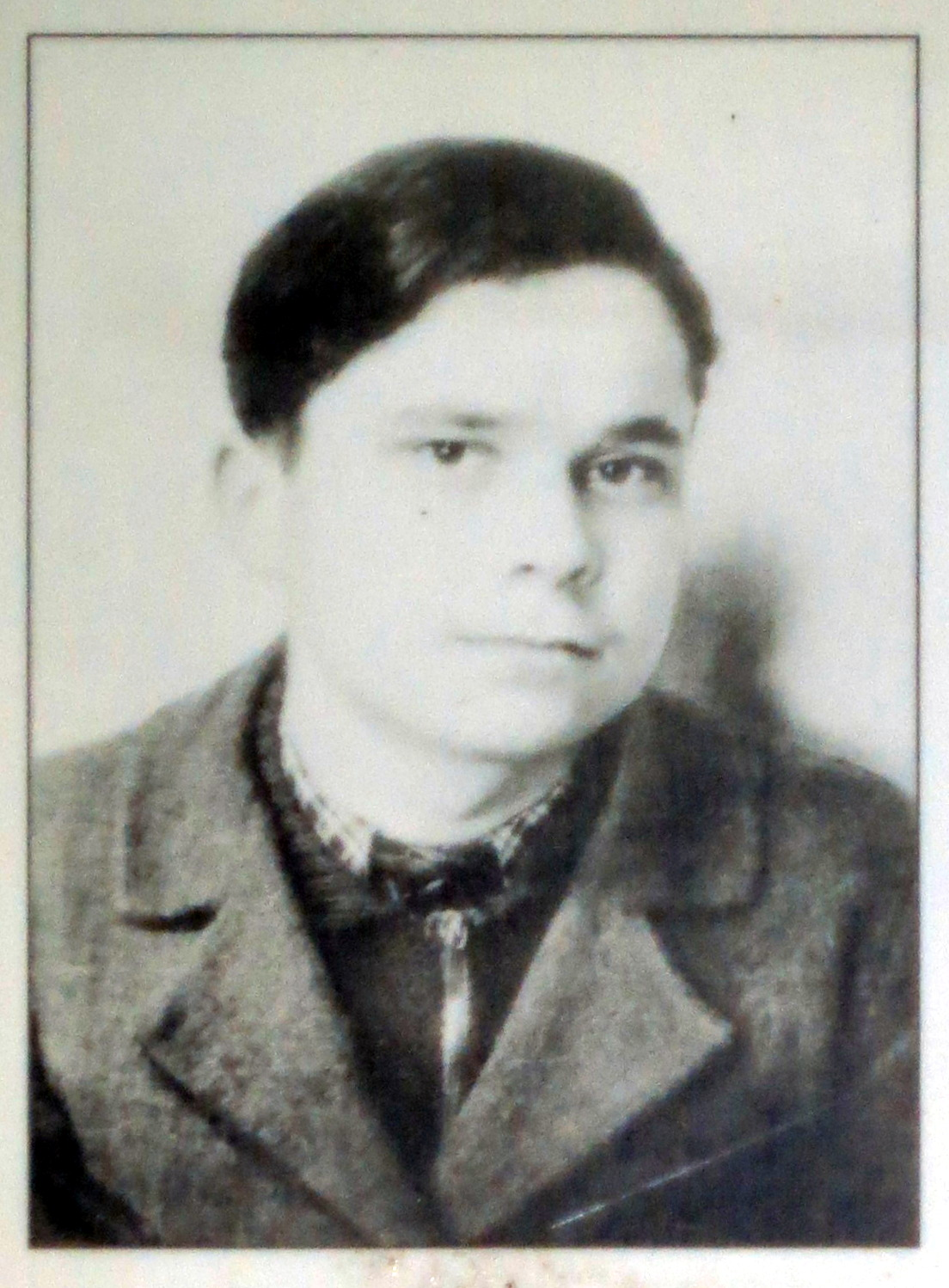
Walter Klingenbeck (1924–1943)

- Klingenberg, Andreas (* 1978), deutscher Althistoriker
- Klingenberg, Axel (* 1940), deutscher Schauspieler bei Bühne und Fernsehen
- Klingenberg, Axel (* 1968), deutscher Schriftsteller
- Klingenberg, Dirk (* 1969), deutscher Wasserballspieler
- Klingenberg, Emma (* 1992), dänische Orientierungsläuferin
- Klingenberg, Ernst (1830–1918), deutscher Architekt
- Klingenberg, Fritz (1912–1945), deutscher SS-ObergruppenführerFritz Klingenberg (1912–1945)

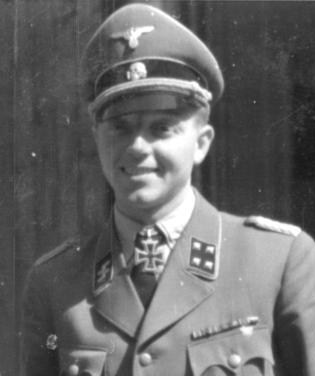
Fritz Klingenberg (1912–1945)

- Klingenberg, Georg (1870–1925), deutscher Elektrotechniker und Ingenieur
- Klingenberg, Georg (1942–2016), österreichischer Rechtswissenschaftler
- Klingenberg, Gerhard (1929–2024), österreichischer Schauspieler, Regisseur und Intendant
- Klingenberg, Goswin († 1416), Bürgermeister der Hansestadt Lübeck
- Klingenberg, Heinrich (1868–1935), deutscher Maler
- Klingenberg, Heinz (1905–1959), deutscher Schauspieler
- Klingenberg, Heinz (1934–2018), deutscher Skandinavist und Runologe
- Klingenberg, Henrik (* 1978), finnischer Keyboarder
- Klingenberg, Hermann (1908–1982), deutscher Politiker (SPD), MdL
- Klingenberg, Johann († 1356), Ratsherr der Hansestadt Lübeck
- Klingenberg, Johann († 1371), Ratsherr der Hansestadt Lübeck
- Klingenberg, Johann († 1455), Ratsherr, Lübecker Bürgermeister und Diplomat der Hanse
- Klingenberg, Kirsten (* 1968), deutsche Rechtsanwältin und Gerichtsshowdarstellerin
- Klingenberg, Ludwig (1840–1924), deutscher Architekt
- Klingenberg, Martin, deutscher Kantor
- Klingenberg, Martin (* 1928), deutscher Biochemiker
- Klingenberg, Meghan (* 1988), US-amerikanische Fußballspielerin
- Klingenberg, Paul von (1615–1690), Hamburger Kaufmann
- Klingenberg, Paul von (1659–1723), dänischer Gutsbesitzer und Jurist
- Klingenberg, Philipp Reinhard von (1720–1762), bayerischer Offizier und Kommandeur des Kadettenkorps
- Klingenberg, Walter (1881–1963), deutscher Architekt
- Klingenberg, Wedekin († 1350), Ratsherr der Hansestadt Lübeck
- Klingenberg, Wichmann von (1668–1750), General der Kavallerie und Gouverneur
- Klingenberg, Wilhelm (1850–1910), deutscher Architekt und Stadtbaumeister
- Klingenberg, Wilhelm (1899–1981), deutscher Bauingenieur
- Klingenberg, Wilhelm (1924–2010), deutscher Mathematiker und Autor
- Klingenbrunner, Wilhelm (1782–1850), österreichischer Komponist, Flötist und Gitarrist
- Klingenburg, Paul (1907–1964), deutscher Wasserballspieler
- Klingenburg, René (* 1993), deutscher FußballspielerRené Klingenburg (* 1993)

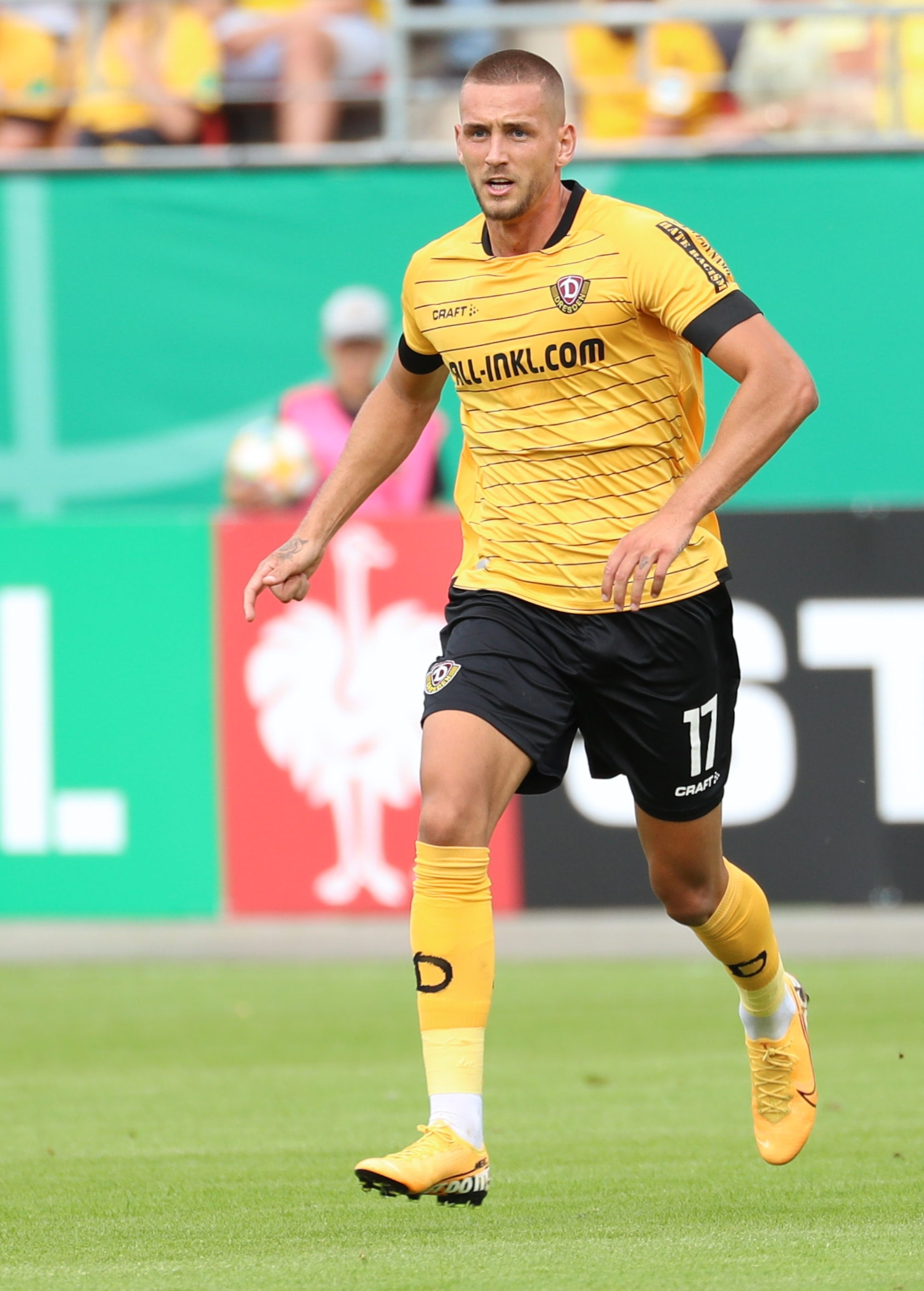
René Klingenburg (* 1993)

- Klingender, Albert (1853–1924), evangelischer Geistlicher und Superintendent
- Klingender, Francis Donald (1907–1955), britischer Soziologe und Kunsthistoriker
- Klingender, Louis Henry Weston (1861–1950), britischer Tiermaler der Düsseldorfer Schule
- Klingender, William (* 1988), uruguayischer Fußballspieler
- Klingenfeld, Emma (1848–1935), deutsche Schriftstellerin und Übersetzerin
- Klingenfuß, Karl (1901–1990), deutscher Diplomat
- Klingenheben, August (1886–1967), deutscher Afrikanist
- Klingenheben-von Tiling, Maria (1886–1974), deutsche Afrikanistin
- Klingenschmitt, Gert (1940–2021), deutscher Sprachwissenschaftler und Professor für indogermanische Sprachwissenschaft
- Klingensmith, Florence (1904–1933), US-amerikanische Flugpionierin
- Klingensmith, John (1786–1854), US-amerikanischer Politiker
- Klingenspor, Martin (* 1961), deutscher Zoologe, Tierphysiologe und Ernährungswissenschaftler
- Klingenstein, Bernhard (1545–1614), deutscher Komponist
- Klingenstein, Susanne (* 1959), deutschamerikanische Literaturwissenschaftlerin
- Klingenstein, Thomas (* 1961), deutscher Schriftsteller und Maler
- Klingenstein, Wilhelm (1833–1916), deutscher Geschäftsmann und Philanthrop
- Klingenstierna, Samuel (1698–1765), schwedischer Physiker und Mathematiker
- Klingenström, Clara (* 1995), schwedische Sängerin
- Klingenthal, Felix (1919–2002), deutscher Politiker (CDU)
- Klinger, Andreas (* 1969), deutscher Historiker
- Klinger, Andy (* 1987), deutscher Schauspieler
- Klinger, Christian (* 1966), österreichischer Schriftsteller und Musiker
- Klinger, Clemens, deutscher Basketballspieler
- Klinger, Cornelia (* 1953), deutsche Philosophin
- Klinger, Dietmar (* 1958), deutscher Fußballspieler
- Klinger, Dorina (* 1997), österreichische Volleyball- und Beachvolleyballspielerin
- Klinger, Edith (1922–2013), österreichische Schauspielerin, Moderatorin und TierschützerinEdith Klinger (1922–2013)

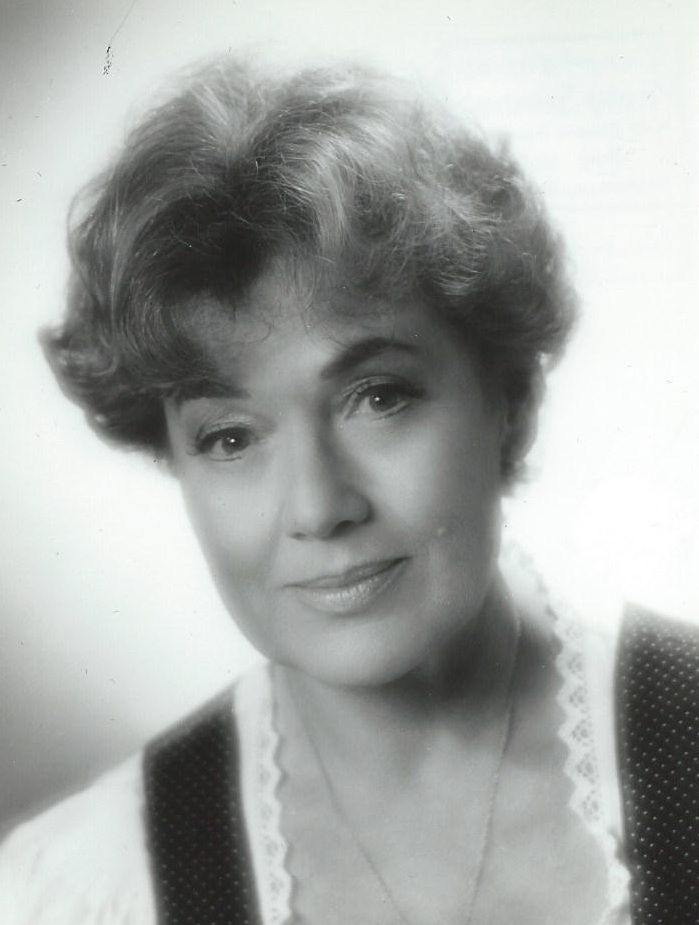
Edith Klinger (1922–2013)

- Klinger, Elmar (* 1938), deutscher katholischer Fundamentaltheologe
- Klinger, Ernst (1900–1962), deutscher Maler
- Klinger, Eva Maria (* 1944), österreichische Journalistin und ModeratorinEva Maria Klinger (* 1944)

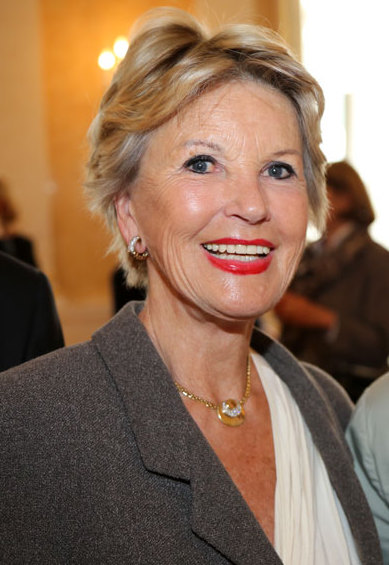
Eva Maria Klinger (* 1944)

- Klinger, Florian (* 1991), österreichischer Schlagwerker
- Klinger, Franz (1893–1975), österreichischer Politiker (SPÖ) und Tiefbauunternehmer
- Klinger, Freya-Maria (* 1984), deutsche Politikerin (Die Linke), MdL
- Klinger, Friedrich Maximilian (1752–1831), deutscher Dichter, russischer General
- Klinger, Gustav (* 1876), deutscher Sozialist und sowjetischer Politiker (KPdSU) sowie Diplomat
- Klinger, Hanns (1926–2013), deutscher Mathematiker und Hochschullehrer
- Klinger, Hans (* 1888), deutscher Verwaltungsrichter
- Klinger, Heinrich (1832–1905), österreichischer Industrieller
- Klinger, Heinrich (1896–1947), österreichischer Architekt und Maler
- Klinger, Heinz (* 1943), deutscher Energiemanager
- Klinger, Hermann Adolph (1806–1874), deutscher Jurist, Bürgermeister von Leipzig (1848–1849)
- Klinger, Ignaz (1814–1872), österreichischer Unternehmer
- Klinger, Joachim (1932–2024), deutscher Jurist, Lyriker, Karikaturist und Illustrator
- Klinger, Johannes (* 1951), deutscher Wandmaler und Interiordesiger
- Klinger, John (1984–2024), deutscher Wrestler
- Klinger, Jörg, deutscher Altorientalist
- Klinger, Josef (* 1967), österreichischer Schach- und Pokerspieler
- Klinger, Julius (* 1876), österreichischer Maler und Grafiker
- Klinger, Klaus (* 1954), deutscher Maler, insbesondere Wandmalerei im öffentlichen Raum
- Klinger, Kurt (1928–2003), österreichischer Schriftsteller
- Klinger, Margareta (* 1943), deutsche Neurochirurgin
- Klinger, Margrit (* 1960), deutsche Leichtathletin
- Klinger, Marino (1936–1975), kolumbianischer Fußballspieler
- Klinger, Mario (* 1986), deutscher Fußballspieler
- Klinger, Max (1857–1920), deutscher Bildhauer, Maler und GrafikerMax Klinger (1857–1920)

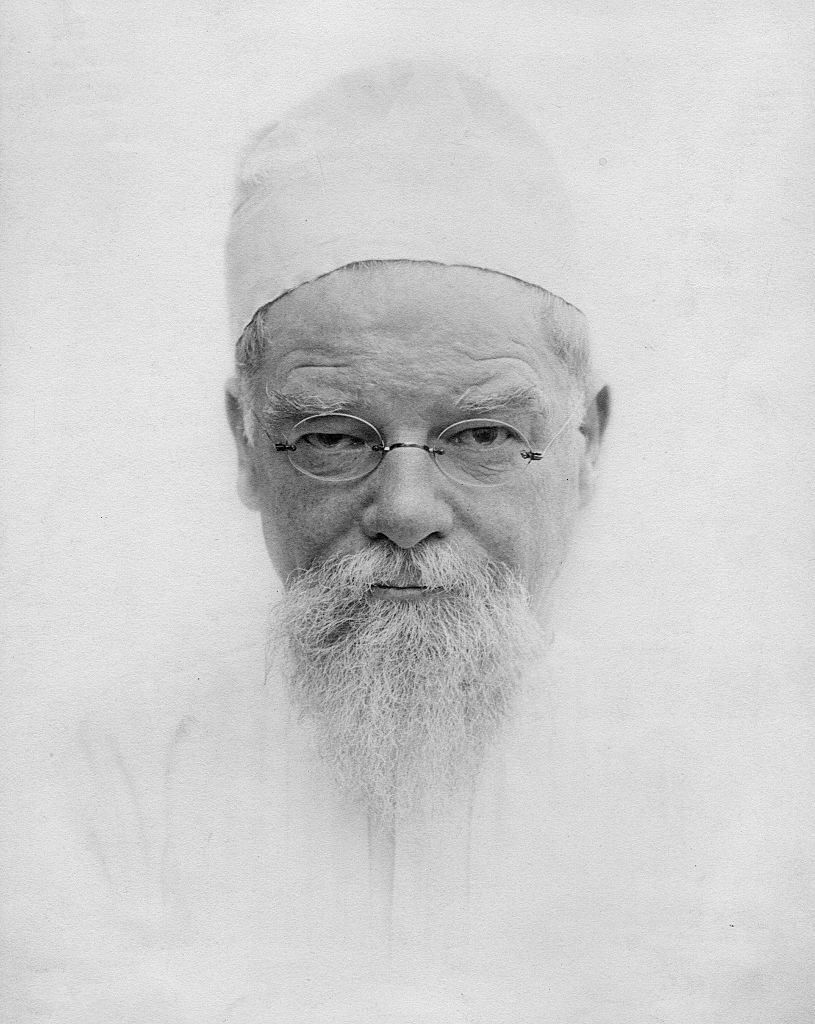
Max Klinger (1857–1920)

- Klinger, Michael (1920–1989), britischer Filmproduzent und Herstellungsleiter
- Klinger, Michael (* 1960), deutscher Schauspieler und Synchronsprecher
- Klinger, Michael A. (* 1958), österreichischer Steuerberater, Wirtschaftsprüfer und Unternehmensberater
- Klinger, Nadja (* 1965), deutsche Journalistin und Buchautorin
- Klinger, Nikolaus (1551–1610), erzgebirgischer Hammerherr
- Klinger, Otto (1886–1966), deutscher Polizeioffizier und SS-Gruppenführer
- Klinger, Paul (1907–1971), deutscher Schauspieler, Hörspiel- und SynchronsprecherPaul Klinger (1907–1971)

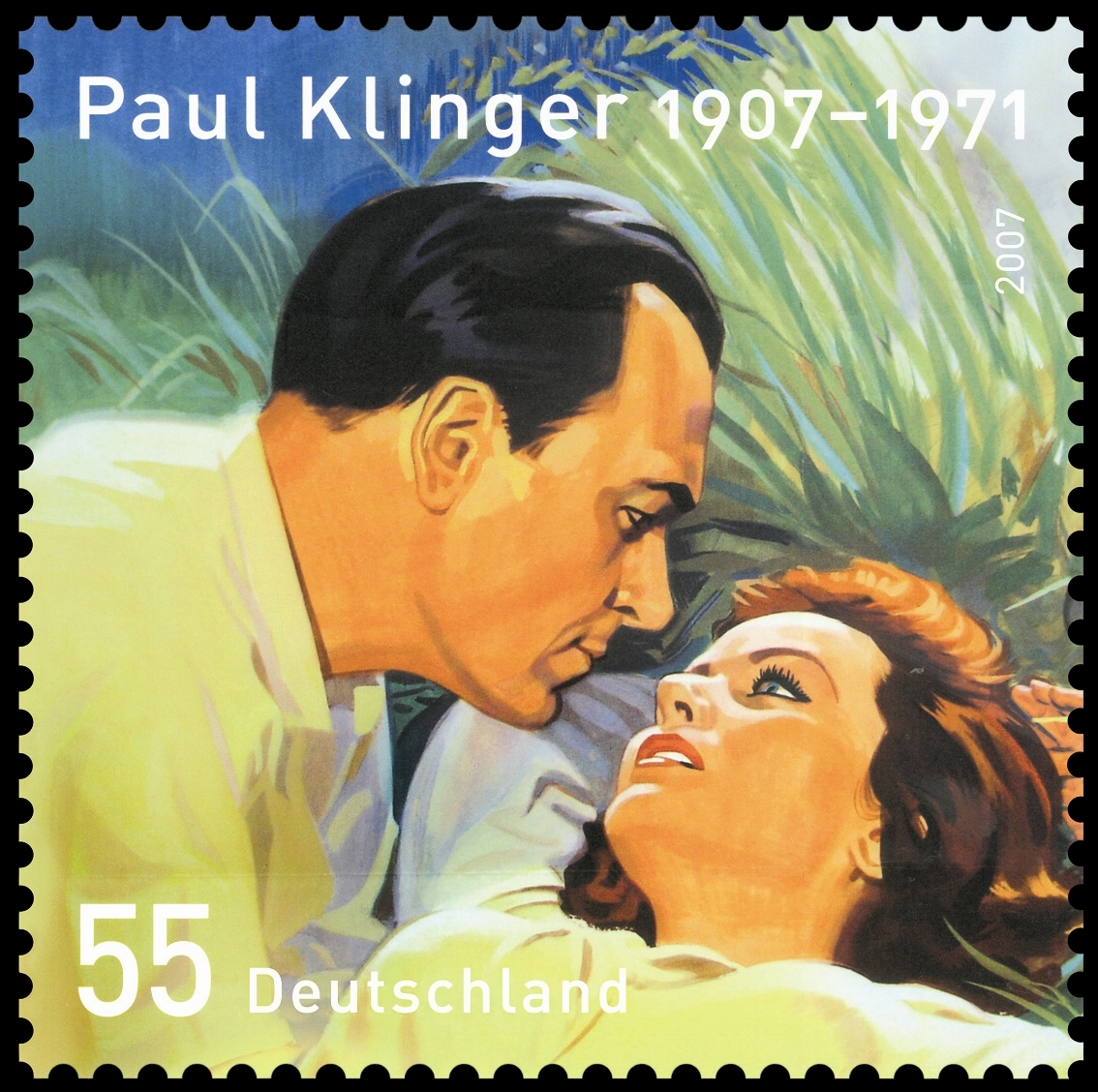
Paul Klinger (1907–1971)

- Klinger, Ronja (* 2000), österreichische Volleyball- und Beachvolleyballspielerin
- Klinger, Rudolf (* 1937), deutscher Politiker (CSU), MdL
- Klinger, Ruth (1906–1989), deutsch-israelische Kabarettistin, Schauspielerin, Diplomatin
- Klinger, Sebastian (* 1993), Schweizer Kameramann
- Klinger, Stefan (* 1978), deutscher Skibergsteiger
- Klinger, Thomas (* 1951), deutscher Fotograf, Grafiker und Autor
- Klinger, Thomas (* 1965), deutscher Physiker und Hochschullehrer
- Klinger, Tim (* 1984), deutscher Radrennfahrer
- Klinger, Umberto (1900–1971), italienischer Flieger, Politiker, Unternehmer und Automobilrennfahrer
- Klinger, Ursula (1948–2006), deutsche Wasserspringerin und Bundestrainerin im Fachbereich Turmspringen
- Klinger, Volkhard (* 1965), deutscher Informatiker und Hochschullehrer, Professor für Informatik
- Klinger, Walter (1921–2010), deutscher lutherischer Geistlicher
- Klinger, Wolfgang (* 1959), österreichischer Politiker (FPÖ)
- Klinger-Franken, Will (1909–1986), deutscher Kunstmaler
- Klinger-Römhild, Eva (1945–2013), deutsche Keramikerin und Bildhauerin
- Klinger-Schmid, Babette (1859–1930), deutsche Puppenspielerin
- Klingert, Karl Heinrich (1760–1828), deutscher Mechanikus und Erfinder
- Klingert, Maik (* 1979), deutscher Sportler

##### Klingg
- Klinggräff, Friedrich von (1825–1887), mecklenburgischer Gutsbesitzer, Gründer des KSCV
- Klinggräff, Hugo Erich Meyer von (1820–1902), deutscher Botaniker und Bryologe
- Klinggräff, Joachim Wilhelm von (1692–1757), preußischer Diplomat
- Klinggräff, Konrad von (1867–1936), deutscher Jurist, Rittergutsbesitzer und Autor

##### Klingh
- Klinghammer, Ellen (* 1979), deutsche Musikerin und Sängerin
- Klinghardt, Franz (1882–1956), deutscher Geologe, Paläontologe und Prähistoriker
- Klinghardt, Matthias (* 1957), deutscher evangelischer Theologe und Hochschullehrer
- Klinghe, Ghert, deutscher Erzgießer
- Klinghe, Hinrich, deutscher Erzgießer
- Klinghoffer, Clara (1900–1970), britische Malerin, Zeichnerin und Grafikerin österreichisch-jüdischer Herkunft
- Klinghoffer, Josh (* 1979), US-amerikanischer Musiker und ProduzentJosh Klinghoffer (* 1979)

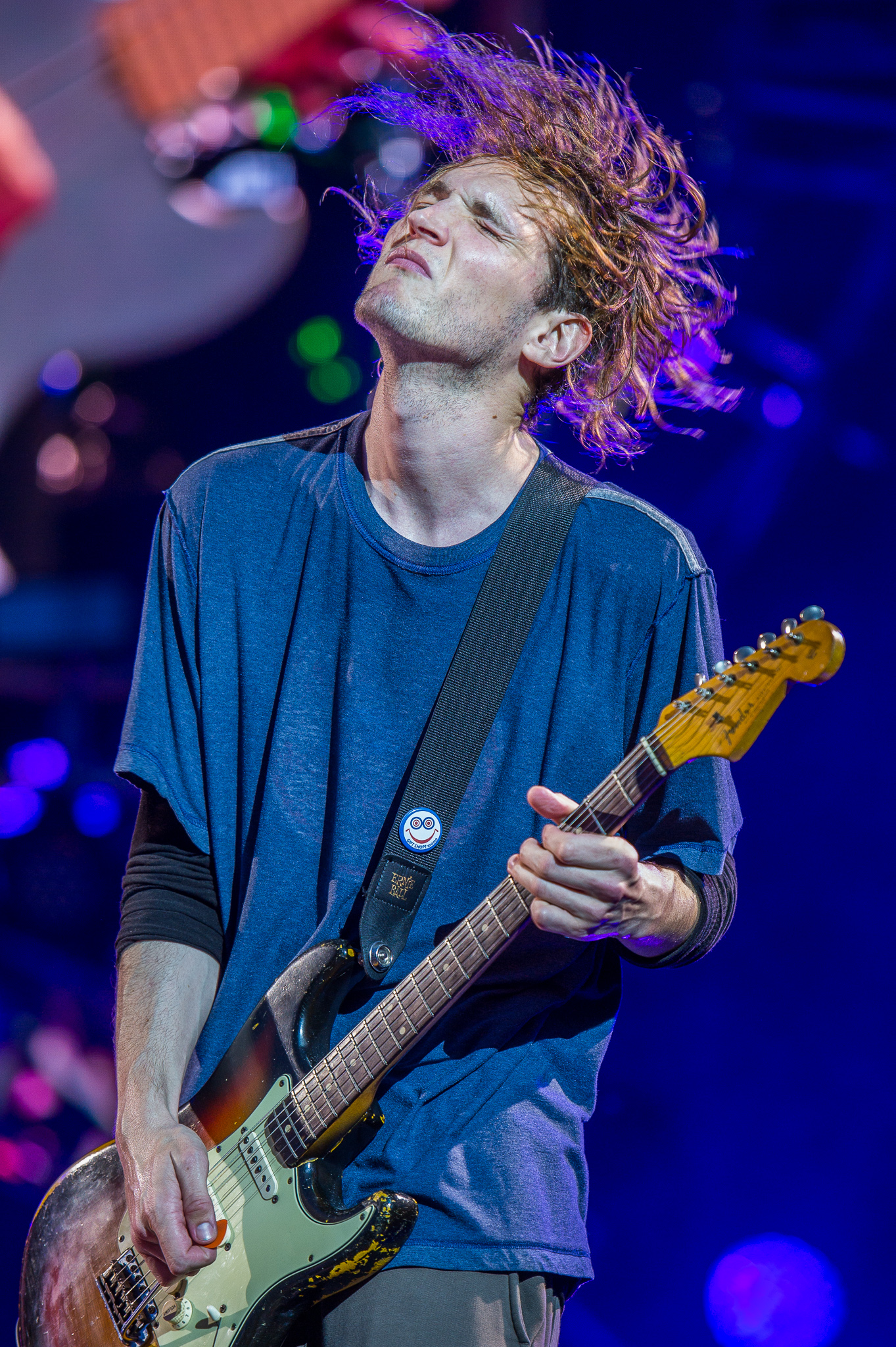
Josh Klinghoffer (* 1979)

- Klinghoffer, Leon (1916–1985), US-amerikanisches Terroropfer
- Klinghoffer, Yitzhak Hans (1905–1990), österreichischer und israelischer Jurist und Knesset-Abgeordneter
- Klingholz, Engelbert (* 1805), preußischer Landrat
- Klingholz, Fritz (1861–1921), deutscher Architekt, preußischer Baubeamter und Hochschullehrer
- Klingholz, Reiner (* 1953), deutscher Chemiker, Molekularbiologe und Journalist

##### Klingl
- Klingl, Livia (* 1956), österreichische Journalistin und Publizistin
- Klingler, Adalbert (1896–1974), Handpuppenspieler
- Klingler, Alfred (* 1912), deutscher Feldhandballspieler
- Klingler, Angela (* 1986), Schweizer Leichtathletin
- Klingler, Anton (1649–1713), Schweizer reformierter Pfarrer, Theologe und Hochschullehrer
- Klingler, August (1918–1944), deutscher Fußballspieler
- Klingler, Bruno, französischer Mathematiker
- Klingler, Christian (* 1968), österreichischer Manager
- Klingler, Eduard (1861–1916), österreichischer Architekt
- Klingler, Franz (1875–1933), deutscher Politiker (SPD)
- Klingler, Josef (1934–2010), österreichischer Bildungswissenschafter
- Klingler, Karl (1879–1971), deutscher Geiger und Komponist
- Klingler, Lena (* 2000), deutsche HandballspielerinLena Klingler (* 2000)

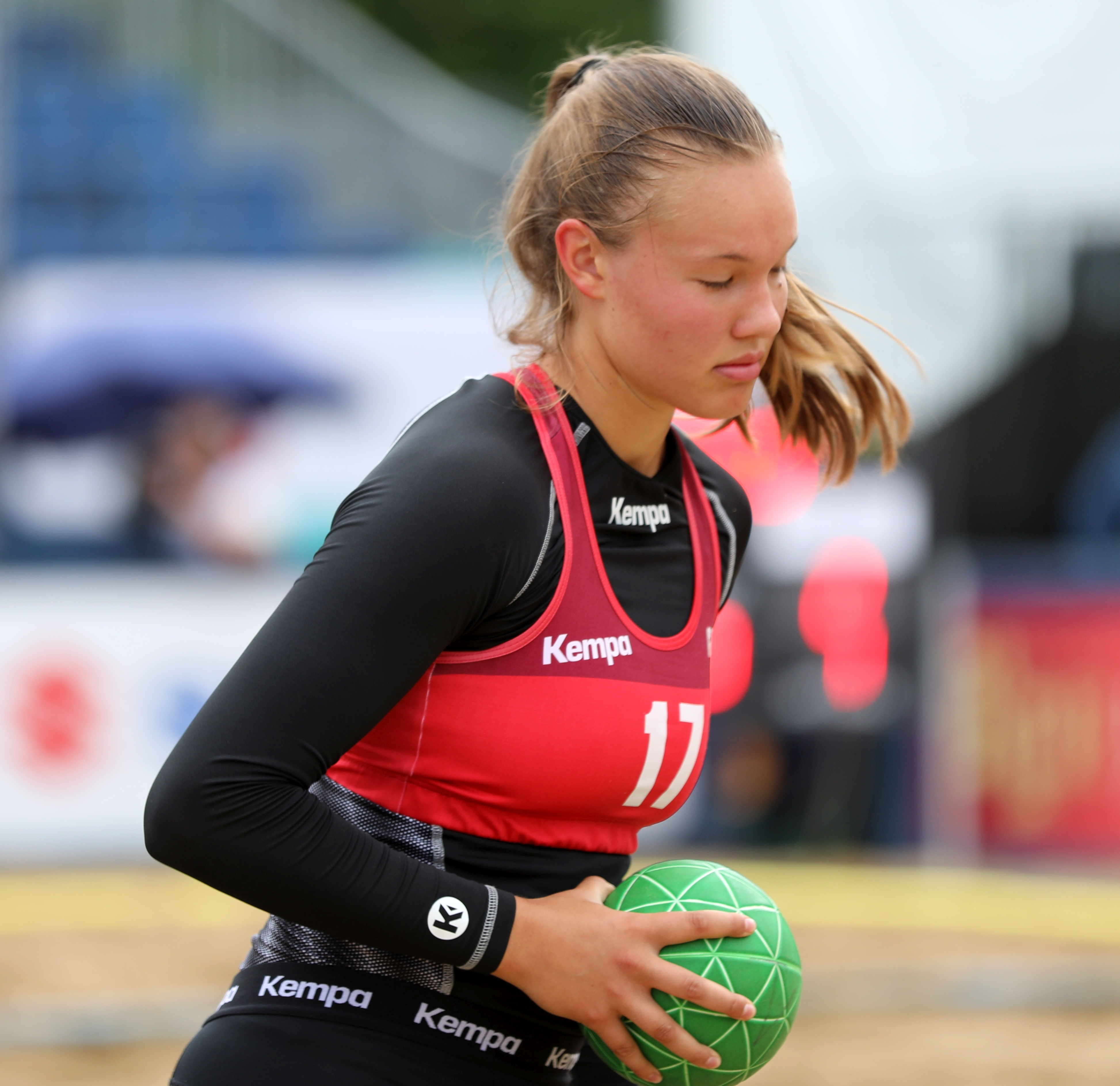
Lena Klingler (* 2000)

- Klingler, Lieselotte, deutsche Schauspielerin und spätere Hörfunksprecherin
- Klingler, Lukas (* 1986), österreichischer Komponist
- Klingler, Marc (* 1984), Schweizer Eishockeyspieler
- Klingler, Marianne-Migault (1922–1991), deutsche Stiftungsgründerin
- Klingler, Max (1837–1903), Schweizer Orgelbauer
- Klingler, Michael (* 1983), liechtensteinischer Bobfahrer
- Klingler, Monica (* 1958), US-amerikanisch-schweizerische Performancekünstlerin, Choreografin und Tänzerin
- Klingler, Nicole (* 1980), liechtensteinische Triathletin
- Klingler, Petra (* 1992), Schweizer Sportkletterin
- Klingler, Werner (1903–1972), deutscher Schauspieler, Regisseur und Drehbuchautor
- Klingler, Werner (* 1970), deutscher Mediziner und Physiologe
- Klingler, Wilfried (* 1949), deutscher neuapostolischer Geistlicher

##### Klingm
- Klingman, Lynzee (* 1943), US-amerikanische Filmeditorin
- Klingmann, Friedrich (1874–1947), deutscher Önologe und Rebenzüchter
- Klingmann, Heinrich, deutscher Musikdidaktiker und Perkussionist
- Klingmann, Jens (* 1990), deutscher Rennfahrer
- Klingmann, Philipp (* 1988), deutscher Fußballspieler
- Klingmann, Ralf (* 1981), deutscher Fußballspieler
- Klingmüller, Ernst (1914–2006), deutscher Orientalist und Jurist
- Klingmüller, Fritz (1871–1939), deutscher Rechtswissenschaftler
- Klingmüller, Gisela (1884–1965), deutsche Aquarellmalerin
- Klingmüller, Ursula (* 1964), deutsche Systembiologin und Hochschullehrerin
- Klingmüller, Viktor (1870–1942), deutscher Internist und Dermatologe

##### Klingn
- Klingner, Annett (* 1966), deutsche Kunsthistorikerin und Schriftstellerin
- Klingner, Bernd (* 1940), deutscher Sportschütze
- Klingner, Bernhard Moritz (* 1943), deutscher Sonderpädagoge
- Klingner, Friedrich (1894–1968), deutscher Klassischer Philologe
- Klingner, Fritz-Erdmann (1901–1945), deutscher Geologe
- Klingner, Jacob (1973–2020), deutscher Literaturwissenschaftler und Verlagslektor
- Klingner, Kathrin (* 1979), deutsche Comic-Künstlerin
- Klingner, Klaus (1935–2024), deutscher Politiker (SPD), MdL
- Klingner, Oskar (* 1991), deutscher Volleyballspieler
- Klingner, Roya (* 1970), iranische Kinderbuchautorin und Illustratorin
- Klingner, Susanne (* 1978), deutsche Journalistin und Autorin
- Klingner, Walter (* 1961), deutscher Oboist und Englischhornist

##### Klingo
- Klingohr, Christine (* 1967), deutsche Politikerin (SPD), MdL

##### Klings
- Klings, Carl (* 1828), deutsch-amerikanischer Messerschmied und Sozialist
- Klings, Felicitas (* 1983), deutsche Politikerin der Partei der Humanisten (PdH)Felicitas Klings (* 1983)

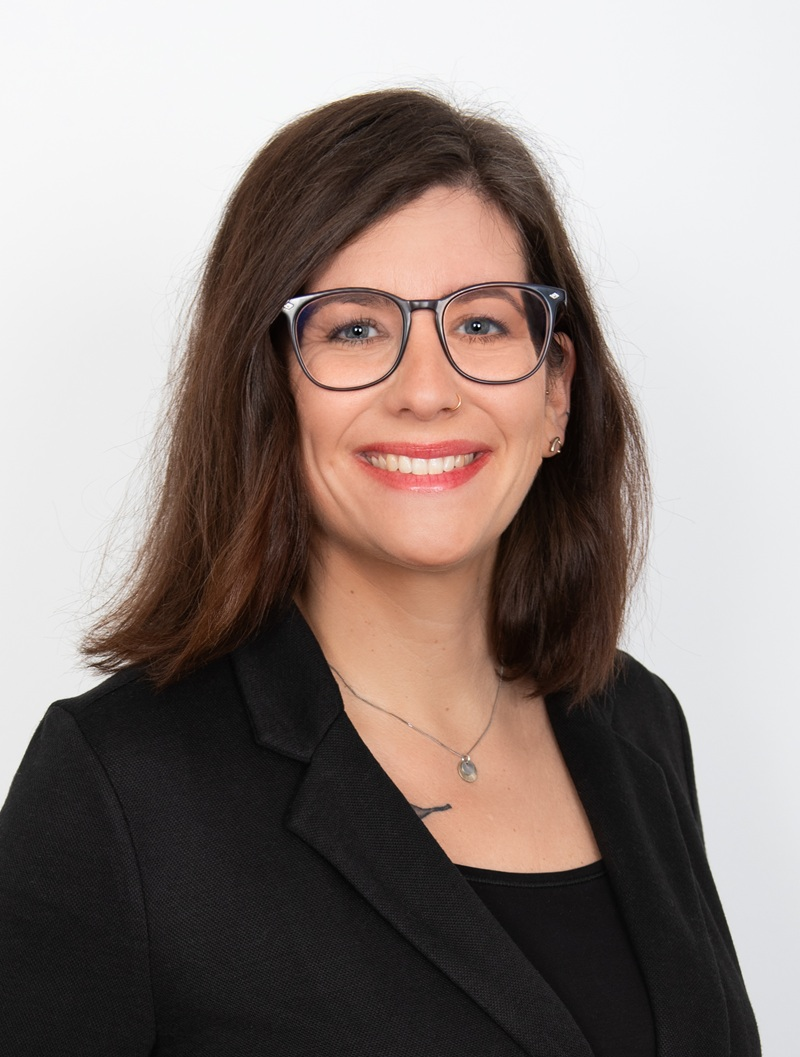
Felicitas Klings (* 1983)

- Klings, Jochen (* 1924), deutscher Politiker (GB/BHE, REP), MdL Bayern
- Klings, Karl (1867–1940), deutscher Schuldirektor in Berlin-Schöneberg und ein schlesischer Mundartdichter
- Klingsberg, Greta (1929–2022), israelische Sängerin und Übersetzerin
- Klingsbigl, Josef (1857–1934), österreichischer Architekt
- Klingsbigl, Thomas (* 1977), österreichischer Fußballspieler und Trainer
- Klingsbögl, Rudolf (1881–1943), österreichischer Genremaler und Porträtmaler
- Klingseis, Rupert (1890–1950), deutscher römisch-katholischer Geistlicher, Ordensmann, Missionar und Märtyrer
- Klingshirn, Adolf (1890–1972), deutscher Maler und Graphiker
- Klingshirn, William Eugene, US-amerikanischer Patristiker
- Klingsieck, Katrin B. (* 1981), deutsche Psychologin
- Klingsöhr-Leroy, Cathrin (* 1958), deutsche Kunsthistorikerin, Kuratorin und Autorin / Fachautorin
- Klingsor, Tristan (1874–1966), französischer Schriftsteller, Maler, Komponist und Musikkritiker
- Klingspor, Adolf (1870–1955), deutscher Politiker (DVP), MdL
- Klingspor, Carl Arvid von (1829–1903), schwedischer Offizier, Heraldiker und Genealoge
- Klingspor, Hermann (1885–1969), deutscher Unternehmer und Politiker (DVP, DKP, FDP), MdR
- Klingspor, Karl (1868–1950), deutscher Schriftgießer, Schriftkünstler und Buchkünstler
- Klingspor, Wilhelm Mauritz (1744–1814), schwedischer Feldmarschall
- Klingsporn, Alfred (1877–1938), deutscher Reichsgerichtsrat
- Klingsporn, Johann von († 1685), kurbrandenburgischer Oberst und Regimentskommandeur
- Klingsporn, Julius Rudolph von, preußischer Oberst und Regimentskommandeur
- Klingsporn, Klaus-Michael (1958–2022), deutscher Hörspielregisseur
- Klingst, Martin (* 1955), deutscher Journalist und Buchautor
- Klingström, Ivar (1897–1993), schwedischer Fußballspieler
- Klingström, Lennart (1916–1994), schwedischer Kanute

#### Klini
- Klinik, Eduard (1919–1942), polnischer Widerstandskämpfer und Märtyrer

#### Klink
- Klink, Ab (* 1958), niederländischer Politiker
- Klink, Al (1915–1991), US-amerikanischer Jazz-Saxophonist
- Klink, Alfred (* 1952), deutscher Koch
- Klink, Anna (* 1995), deutsche FußballspielerinAnna Klink (* 1995)

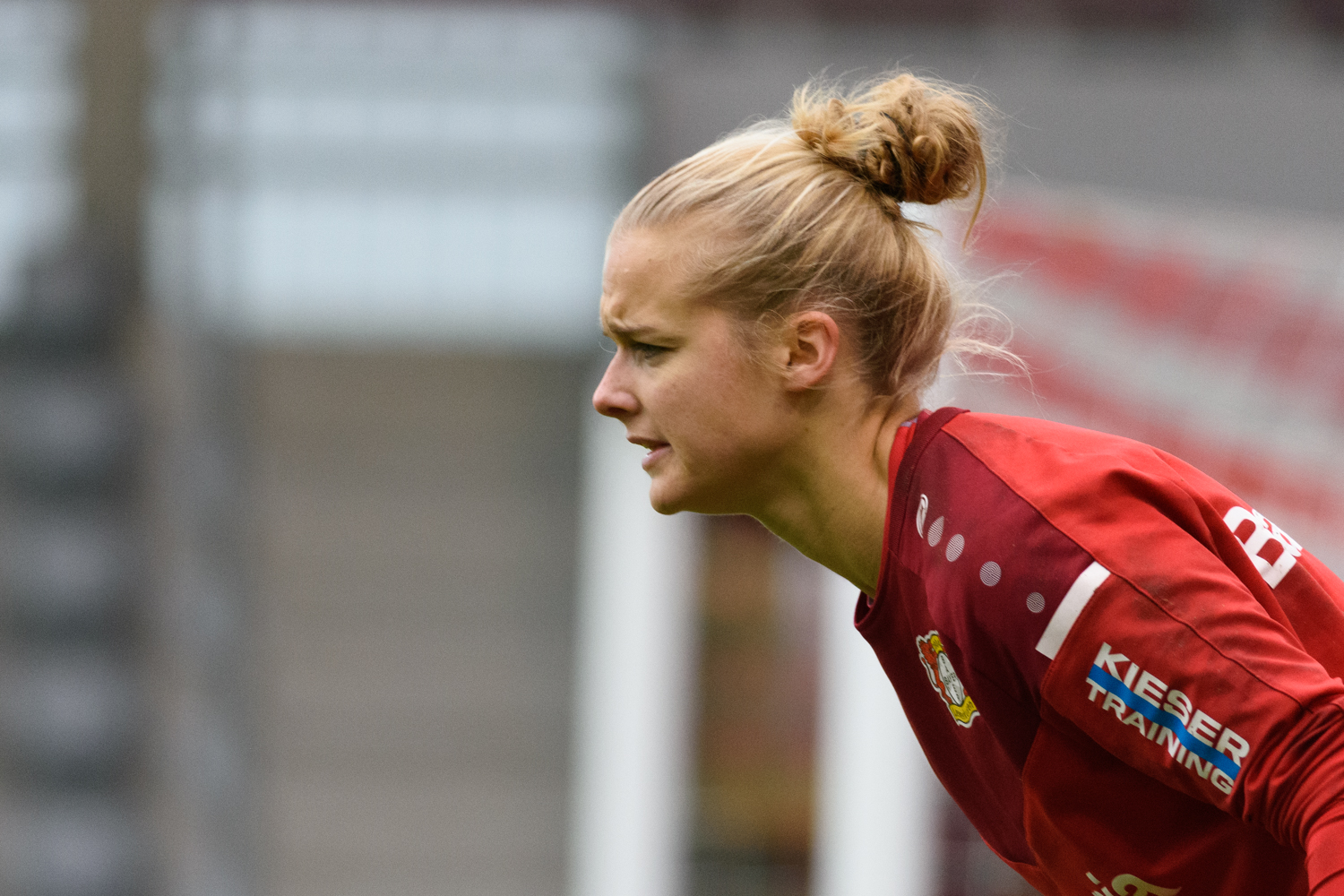
Anna Klink (* 1995)

- Klink, Cindy (* 1997), deutsche Deaf-Performerin
- Klink, Dieter (1930–2004), deutscher Volkswirt, Verwaltungsbeamter und Politiker (SPD), MdBB
- Klink, Eckart (* 1955), deutscher Brigadegeneral der Bundeswehr
- Klink, Else (1907–1994), deutsche darstellende Künstlerin, Leiterin des Eurythmeum Stuttgart (1935 bis 1991)
- Klink, Ernst (1923–1994), deutscher Historiker
- Klink, Hans-Jürgen (1933–2022), deutscher Geograph
- Klink, Heinz-Dieter (* 1944), deutscher Politiker (SPD)
- Klink, Ina Paule (* 1979), deutsche Schauspielerin und SängerinIna Paule Klink (* 1979)

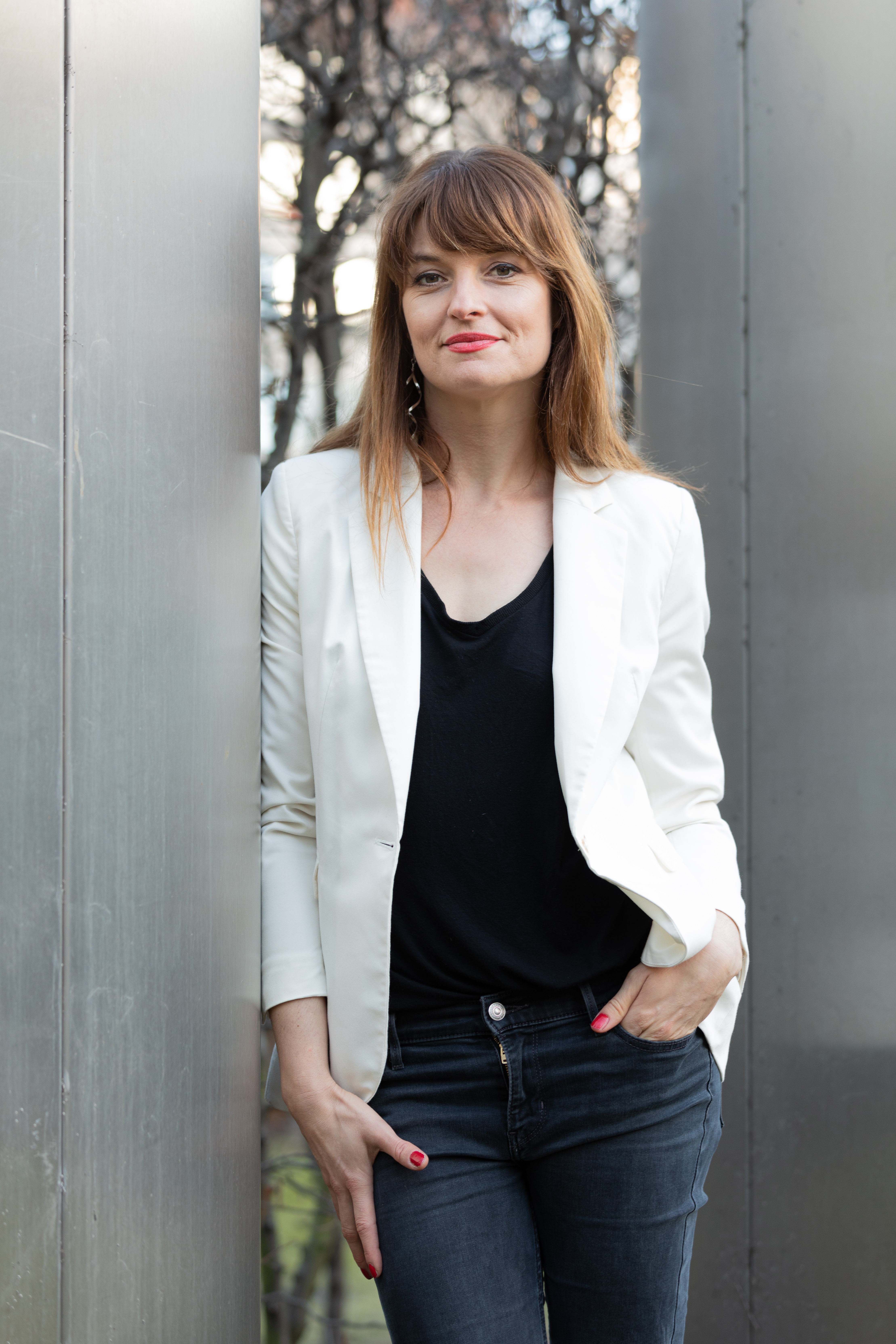
Ina Paule Klink (* 1979)

- Klink, Job-Günter (1929–1980), deutscher Pädagoge und Leiter der Pädagogischen Hochschule in Bremen
- Klink, Lisa (* 1970), US-amerikanische Autorin und Drehbuchschreiberin
- Klink, Matthias (* 1969), deutscher Konzert-, Opern- und Operettensänger (Tenor)
- Klink, Ron (* 1951), US-amerikanischer Politiker
- Klink, Rüdiger (* 1971), deutscher Schauspieler
- Klink, Steve (* 1977), US-amerikanischer Jazzpianist
- Klink, Tamara (* 1967), deutsche Schachspielerin kasachischer Herkunft
- Klink, Traudl (* 1955), deutsche Unternehmerin und Autorennfahrerin
- Klink, Vincent (* 1949), deutscher Koch, Autor, Fernsehkoch, Herausgeber und Verleger von kulinarischer Literatur
- Klink, Waldemar (1894–1979), deutscher Chorleiter und Komponist
- Klink, Wilhelm (* 1936), deutscher Radsportler
- Klink, Wilhelm Hugo (1875–1922), deutscher Bürstenmacher und Dramatiker
- Klink-Schneider, Henriette (1905–1997), deutsche Konzert- und Oratorien-Sängerin (Sopran) sowie Gesangspädagogin
- Klinka, Tomáš (* 1977), tschechischer Fußballspieler
- Klinkan, Alfred (1950–1994), österreichischer Maler
- Klinke, Arthur (1887–1942), deutscher Schachkomponist
- Klinke, Carl (1840–1864), preußischer Soldat (Pionier)Carl Klinke (1840–1864)

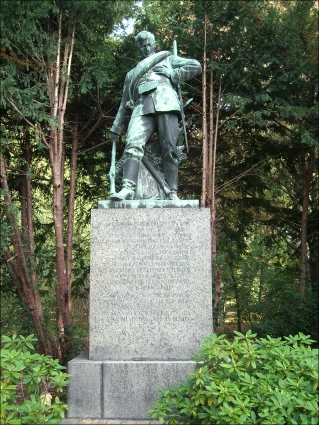
Carl Klinke (1840–1864)

- Klinke, Erhard D. (1934–2007), deutscher Beamter und Universitätspräsident
- Klinke, Hans Peter (1908–1943), deutscher Architekt
- Klinke, Heinz (1925–2010), deutscher Politiker (SPD), MdL
- Klinke, Iwajla (* 1976), deutsche Fotokünstlerin
- Klinke, Johnny (* 1950), deutscher Theaterdirektor
- Klinke, Joseph (1861–1932), polnischer Geistlicher und Politiker
- Klinke, Karl Franz (1897–1972), deutscher Kinderarzt und Hochschullehrer
- Klinke, Kurt (1910–1944), deutscher Widerstandskämpfer
- Klinke, Leonie (* 1997), deutsche Volleyball- und BeachvolleyballspielerinLeonie Klinke (* 1997)

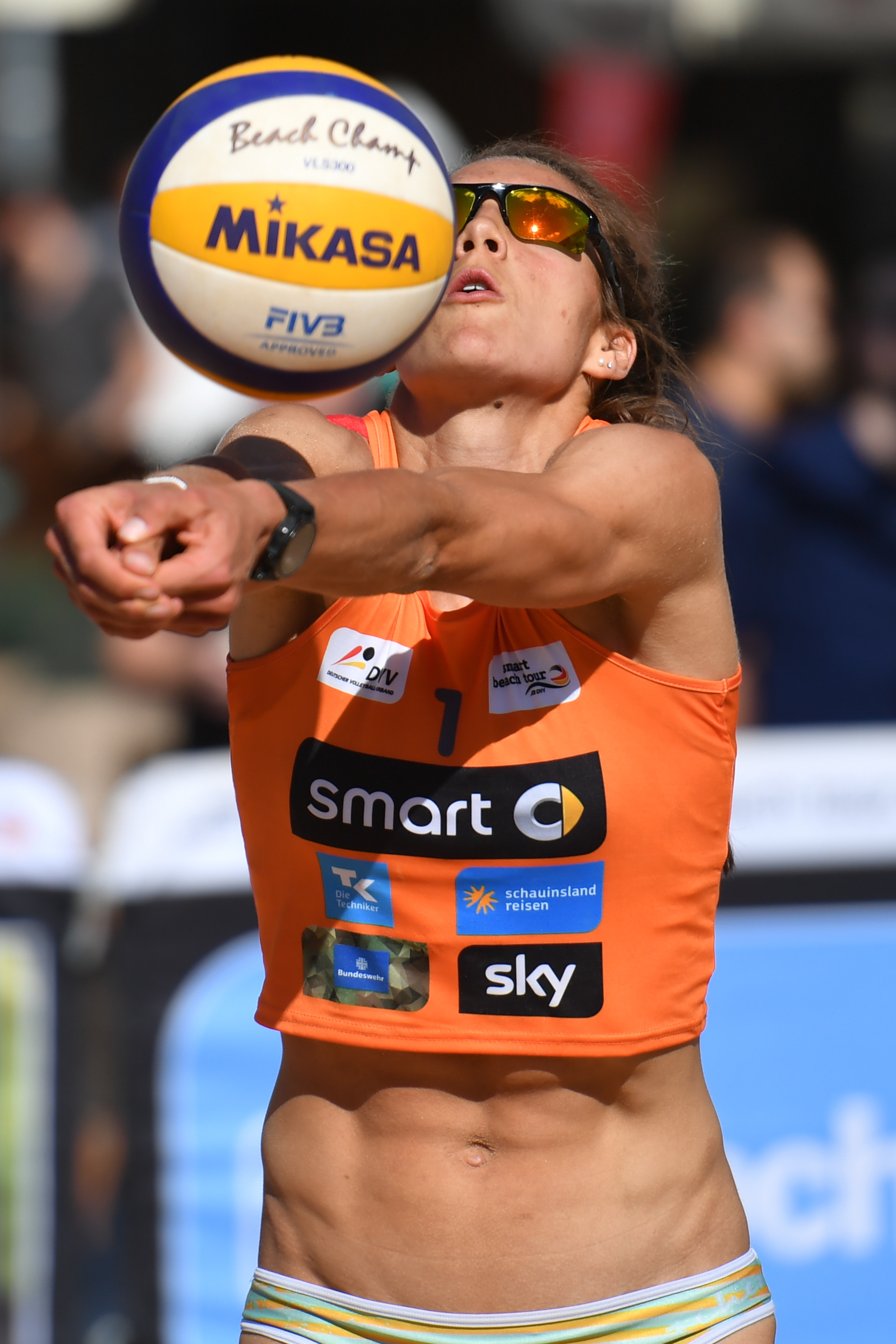
Leonie Klinke (* 1997)

- Klinke, Rainer (1936–2008), deutscher Neurophysiologe
- Klinke, Robert (* 1960), deutscher Diplomat
- Klinkebiel, Manfred (* 1954), deutscher Musiker, Komponist, Maler, Schriftsteller und Chorleiter
- Klinkel, Hubert (* 1939), deutscher Medailleur und Bildhauer
- Klinkel, Nina (* 1983), deutsche Politikerin (SPD), MdL
- Klinkel, Sven (* 1967), deutscher Bauingenieur
- Klinken, Jorinde van (* 2000), niederländische Leichtathletin
- Klinkenberg, Adolf (1881–1957), deutscher Manager
- Klinkenberg, Christian (* 1976), belgischer Pianist und Komponist
- Klinkenberg, Dirk (1709–1799), niederländischer Astronom
- Klinkenberg, Hans Martin (1921–2002), deutscher Historiker für mittelalterliche Geschichte
- Klinkenberg, Heinrich (1896–1945), deutscher Publizist
- Klinkenberg, Johann Hubert (1894–1942), deutscher römisch-katholischer Märtyrer
- Klinkenberg, Johannes (1887–1961), deutscher Historiker
- Klinkenberg, Joseph (1857–1917), deutscher Historiker
- Klinkenberg, Karel (1852–1924), niederländischer Maler und Radierer
- Klinkenberg, Karl-Heinz (* 1952), belgischer Politiker
- Klinkenberg, Lydia (* 1981), belgische Politikerin
- Klinkenberg, Martin (* 1984), deutscher Schauspieler
- Klinkenborg, Jan (1935–1988), deutscher Oberbürgermeister
- Klinkenborg, Melle (1872–1930), deutscher Archivar und Historiker
- Klinker, Emmy (1891–1969), deutsche Malerin des Expressionismus
- Klinker, Gudrun (* 1958), deutsche Informatikerin und Hochschullehrerin
- Klinker, Hans-Jürgen (1921–1988), deutscher Politiker (CDU), MdL, MdB, MdEP
- Klinkerfues, Wilhelm (1827–1884), deutscher Astronom
- Klinkers, Hermann, deutscher Fußballspieler
- Klinkert, Dieter (1931–2016), deutscher Diplomat, Botschafter der DDR
- Klinkert, Michael (* 1968), deutscher Fußballspieler
- Klinkert, Thomas (* 1964), deutscher Romanist
- Klinkert, Ulrich (* 1955), deutscher Politiker (CDU), MdV, MdB
- Klinkert-Kittel, Astrid (* 1963), deutsche Kommunalpolitikerin (SPD)
- Klinkhamer, Frans, niederländischer Physiker
- Klinkhammer, Carl (1903–1997), deutscher Geistlicher
- Klinkhammer, Frank (* 1961), deutscher Jurist und Richter am Bundesgerichtshof
- Klinkhammer, Georg (1925–2020), deutscher Jurist und Politiker (CDU)
- Klinkhammer, Gritt (* 1965), deutsche Religionswissenschaftlerin
- Klinkhammer, Hans (* 1953), deutscher Fußballspieler
- Klinkhammer, Heinz (* 1946), deutscher Industriemanager
- Klinkhammer, Horst (* 1939), deutscher Fußballspieler
- Klinkhammer, Lutz (* 1960), deutscher Neuzeithistoriker
- Klinkhammer, Monika (* 1966), deutsche Fußballspielerin
- Klinkhammer, Rob (* 1986), kanadischer Eishockeyspieler und -trainer
- Klinkhammer, Sandra (* 1976), deutsche Jazz- und Popsängerin und Klarinettistin
- Klinkhammer, Thessa (1859–1934), deutsche Schauspielerin
- Klinkhammer, Thomas (* 1961), deutscher Dirigent, Musiker und Offizier
- Klinkhardt, Julius (1810–1881), deutscher Buchhändler und Verleger
- Klinkhardt, Richard (1916–2011), deutscher Ingenieur und Unternehmer
- Klinkhardt, Werner (1882–1926), deutscher Verleger und Verlagsbuchhändler
- Klinkmann, Horst (* 1935), deutscher MedizinerHorst Klinkmann (* 1935)

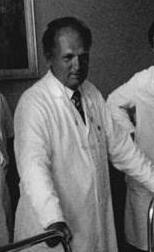
Horst Klinkmann (* 1935)

- Klinkner, Johann (1889–1972), deutscher Bergarbeiter und Politiker (CDU)
- Klinkner, Sabine (* 1975), deutsche Luft- und Raumfahrttechnikerin und Hochschullehrerin
- Klinkosch, Heinrich (1830–1889), österreichischer Politiker
- Klinkosch, Josef Carl von (1822–1888), österreichischer Silberschmied
- Klinkosch, Joseph Thaddäus (1734–1778), böhmischer Anatom, Chirurg und Hochschullehrer
- Klinkott, Hilmar (* 1971), deutscher Althistoriker
- Klinkott, Manfred (* 1936), deutscher Bauforscher
- Klinkow, Joachim (1518–1601), Bürgermeister von Stralsund
- Klinkowski, Anja, deutsche Fußballspielerin
- Klinkowski, Maximilian (1904–1971), deutscher Phytomediziner
- Klinkowström, Friedrich August von (1778–1835), deutscher Pädagoge, Maler, Schriftsteller und preußischer Offizier
- Klinkowström, Gustav von (1739–1808), schwedisch-pommerscher Jurist
- Klinkrad, Gerhard, deutscher Fußballspieler

#### Klinm
- Klinman, Judith (* 1941), US-amerikanische Chemikerin

#### Klinn
- Klinner, Andreas (* 1969), deutscher Journalist, Fernsehmoderator und Korrespondent
- Klinner, Dieter (* 1937), deutscher Fußballspieler
- Klinner, Tilo (* 1958), deutscher Diplomat
- Klinner, Werner (1923–2013), deutscher Herzchirurg
- Klinnert, Gerhard (* 1904), deutscher Jurist
- Klinnert, Werner (1938–2006), deutscher Chemiker und Politiker (DDR-CDU, CDU), MdL

#### Klins
- Klinski, Christoph von, Abt im Kloster Pelplin
- Klinski-Wetzel, Marianna von (* 1939), deutsche Autorin von regionalgeschichtlichen Werken
- Klinsmann, Jonathan (* 1997), amerikanisch-deutscher Fußballtorwart
- Klinsmann, Jürgen (* 1964), deutscher Fußballspieler und -trainerJürgen Klinsmann (* 1964)

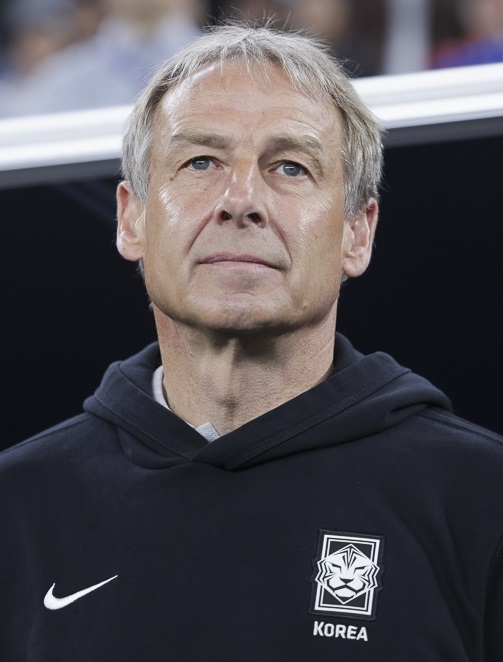
Jürgen Klinsmann (* 1964)

- Klinsmann, Luise (1896–1964), deutsche Politikerin (SPD), MdL

#### Klint
- Klint, Erik af (1816–1866), schwedischer Seeoffizier in österreichischen Diensten
- Klint, Hilma af (1862–1944), schwedische Malerin, Spiritistin, Theosophin und AnthroposophinHilma af Klint (1862–1944)

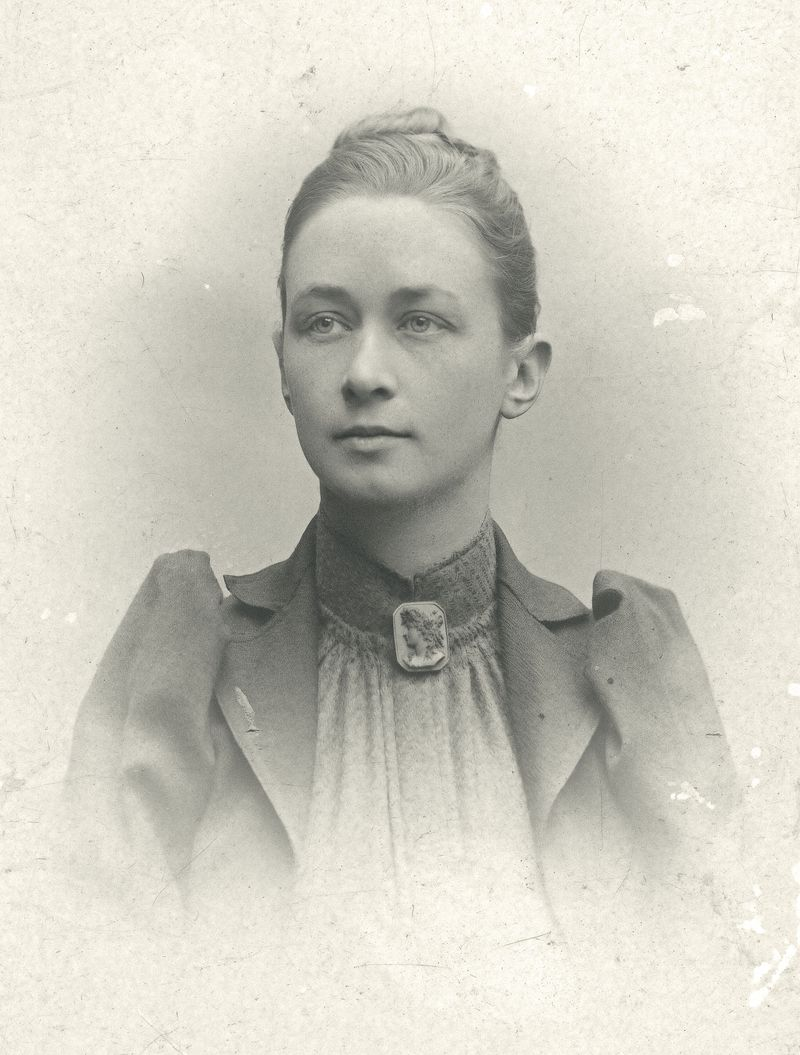
Hilma af Klint (1862–1944)

- Klint, Kaare (1888–1954), dänischer Architekt und Möbeldesigner
- Klint, Peder (1853–1930), dänischer Maler und Architekt
- Klintberg, Bengt af (* 1938), schwedischer Volkskundler
- Klintberg, John (1885–1955), schwedischer Langstreckenläufer
- Klintberg, Mathias (1847–1932), schwedisch-gotländischer Sprachforscher
- Klinting, Lars (1948–2006), schwedischer Autor und Illustrator
- Klintman, Bobi (* 2003), schwedischer Basketballspieler
- Klintzsch, Hans Ulrich (1898–1959), deutscher Offizier, Gründungsmitglied der SA

#### Klinz
- Klinz, Anita (1923–2013), italienische Grafikdesignerin
- Klinz, Brigitte (* 1962), deutsche Fußballspielerin
- Klinz, Wolf (* 1941), österreichischer Politiker (FDP), MdEP
- Klinzewitsch, Franz Adamowitsch (* 1957), russischer Politiker
- Klinzing, Kati (* 1982), deutsche Skeletonpilotin
- Klinzmann, Christel (* 1954), deutsche Fußballspielerin

### Klio
- Kliokmanaitė, Erika (* 1985), litauische Volleyball- und Beachvolleyballspielerin
- Klionsky, Daniel J. (* 1958), US-amerikanischer Biochemiker und Molekularbiologe

### Klip
- Klipčius, Rimantas (* 1985), litauischer liberaler Politiker und Bürgermeister
- Kliphuis, Tim (* 1974), niederländischer Geiger (Gypsy-Jazz, Klassik)
- Klipp, Carl Oskar (1898–1981), deutscher Politiker (NSDAP), MdR und Arzt
- Klipp, Kurt (1907–1945), deutscher SS-Obersturmführer in Konzentrationslagern
- Klipp, Matthias (* 1961), deutscher Politiker (Bündnis 90/Die Grünen)
- Klipp, Zora (* 1990), deutsche Köchin, Kochbuchautorin und Moderatorin
- Klippel, Christian (* 1955), deutscher Schriftsteller
- Klippel, Christoph (* 1986), deutscher Fußballspieler
- Klippel, Diethelm (1943–2022), deutscher Rechtswissenschaftler
- Klippel, Ernst (1872–1953), deutscher Architekt, Ingenieur, Orientalist, Ethnologe und Schriftsteller
- Klippel, Friederike (* 1949), deutsche Anglistin und Fachdidaktikerin
- Klippel, Georg Heinrich (1801–1878), deutscher Lehrer, Konrektor, Philologe, Schriftsteller und Biograph sowie Historiker und Sachbuchautor
- Klippel, Heike (* 1960), deutsche Film- und Medienwissenschaftlerin
- Klippel, Hermann (1896–1960), Mundartdichter der Oberlausitz
- Klippel, Maurice (1858–1942), französischer Neurologe und Psychiater
- Klippel, Robert (1920–2001), australischer Bildhauer
- Klippel, Theodor (1865–1929), deutscher Politiker
- Klippert, Andreas (* 1966), deutscher Basketballspieler
- Klippert, Friedrich (1862–1934), deutscher Unternehmer
- Klippert, Heinz (* 1948), deutscher Pädagoge/Methodologe
- Klippert, Werner (1923–2024), deutscher Autor und Dramaturg
- Klippstein, Gerhard (1945–2009), deutscher Kommunalpolitiker (SPD)
- Klipsch, Paul (1904–2002), amerikanischer Hifi-Pionier
- Klipstein, August (1885–1951), Schweizer Kunsthändler
- Klipstein, August von (1801–1894), deutscher Geologe, Paläontologe und Mineraloge
- Klipstein, Editha (1880–1953), deutsche Schriftstellerin und Journalistin
- Klipstein, Ernst von (1908–1993), deutscher Schauspieler und SynchronsprecherErnst von Klipstein (1908–1993)

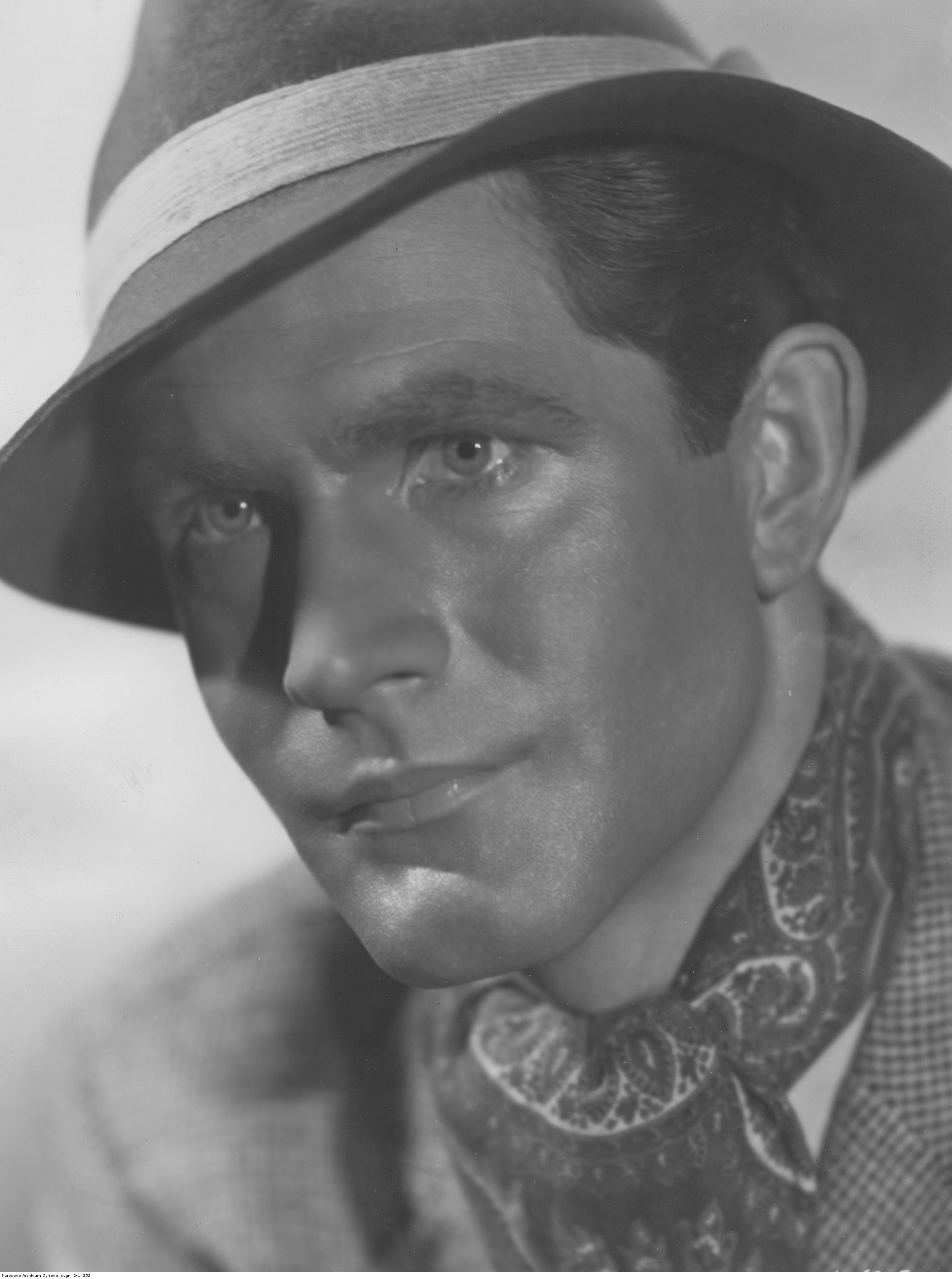
Ernst von Klipstein (1908–1993)

- Klipstein, Felix (1880–1941), deutscher Maler, Zeichner und Graphiker
- Klipstein, Friedrich Ludwig (1799–1862), Landtagsabgeordneter und Richter Großherzogtum Hessen
- Klipstein, Jakob Christian (1715–1786), deutscher Politiker
- Klipstein, Louis von (* 1991), deutscher Schauspieler
- Klipstein, Ludwig (1864–1954), deutscher Generalarzt und Kreisarzt
- Klipstein, Philipp Engel (1747–1808), deutscher Mineraloge, hessischer Kammerdirektor
- Klipstein, Philipp Engel von (1777–1866), deutscher Forstmeister und Politiker, MdL Großherzogtum Hessen

### Klir
- Klir, George (1932–2016), tschechisch-US-amerikanischer Informatiker
- Kliris, Stelana, zyprische Regisseurin, Drehbuchautorin und Produzentin

### Klis
- Klis, Michiel van der (* 1953), niederländischer Astrophysiker
- Klis, Rainer (1955–2017), deutscher Schriftsteller
- Klischas, Andrei Alexandrowitsch (* 1972), russischer Politiker
- Klischat, Christian (* 1969), deutscher Schauspieler
- Klischat, Claudia (* 1970), deutsche Schriftstellerin und Tänzerin
- Klische, Ernst (1911–1970), deutscher Politiker (CDU), MdL
- Klischies, Mario (* 1983), deutscher Schauspieler und Sprecher
- Klischies, Waldemar (1929–2013), deutscher Rechtsanwalt, Senatsdirektor und Politiker (SPD), MdBB
- Klischin, Sergei (* 1967), österreichischer Judoka
- Klischina, Darja Igorewna (* 1991), russische WeitspringerinDarja Igorewna Klischina (* 1991)

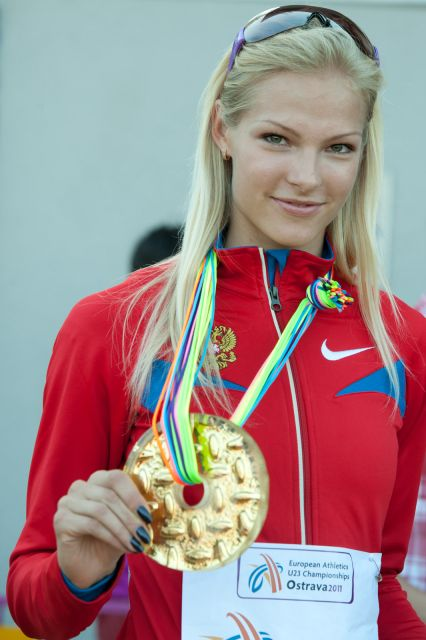
Darja Igorewna Klischina (* 1991)

- Klischke, Thomas (* 1975), deutscher Schauspieler
- Klischnigg, Eduard (1813–1877), englisch-österreichischer Artist
- Klischtschar, Leonid (* 1994), ukrainischer Poolbillardspieler
- Klísich, Esteban (* 1955), uruguayischer Gitarrist, Komponist und Autor
- Klišonis, Audrius (* 1964), litauischer Politiker, Mitglied des Seimas, Vizeminister
- Klisz, Paweł (* 1992), polnischer Skilangläufer
- Kliszczyk, Filip (* 1977), polnischer Handballspieler
- Kliszko, Zenon (1908–1989), polnischer Politiker, Mitglied des Sejm

### Klit
- Klitgaard, Mogens (1906–1945), dänischer Schriftsteller
- Klitgaard, Peter (* 1943), dänischer Kameramann
- Klitgaard, Thomas (* 1977), dänischer Handballspieler
- Klitias, attischer-schwarzfiguriger Vasenmaler
- Klitsch, Clemens (1892–1964), deutscher Pflanzenbauwissenschaftler
- Klitsch, Edgar (1887–1955), deutscher Theaterintendant und Schauspieler
- Klitsch, Peter (1934–2024), österreichischer Künstler und Maler
- Klitsch, Wilhelm (1882–1941), österreichischer Theater- und Filmschauspieler
- Klitsche de la Grange, Antonietta (1832–1912), italienische Journalistin und Romanschriftstellerin
- Klitsche de la Grange, Theodor Friedrich (1799–1868), deutsch-italienischer Schriftsteller und Diplomat, neapolitanischer General, natürlicher Hohenzoller
- Klitschko, Vitali (* 1971), ukrainischer Boxer und PolitikerVitali Klitschko (* 1971)

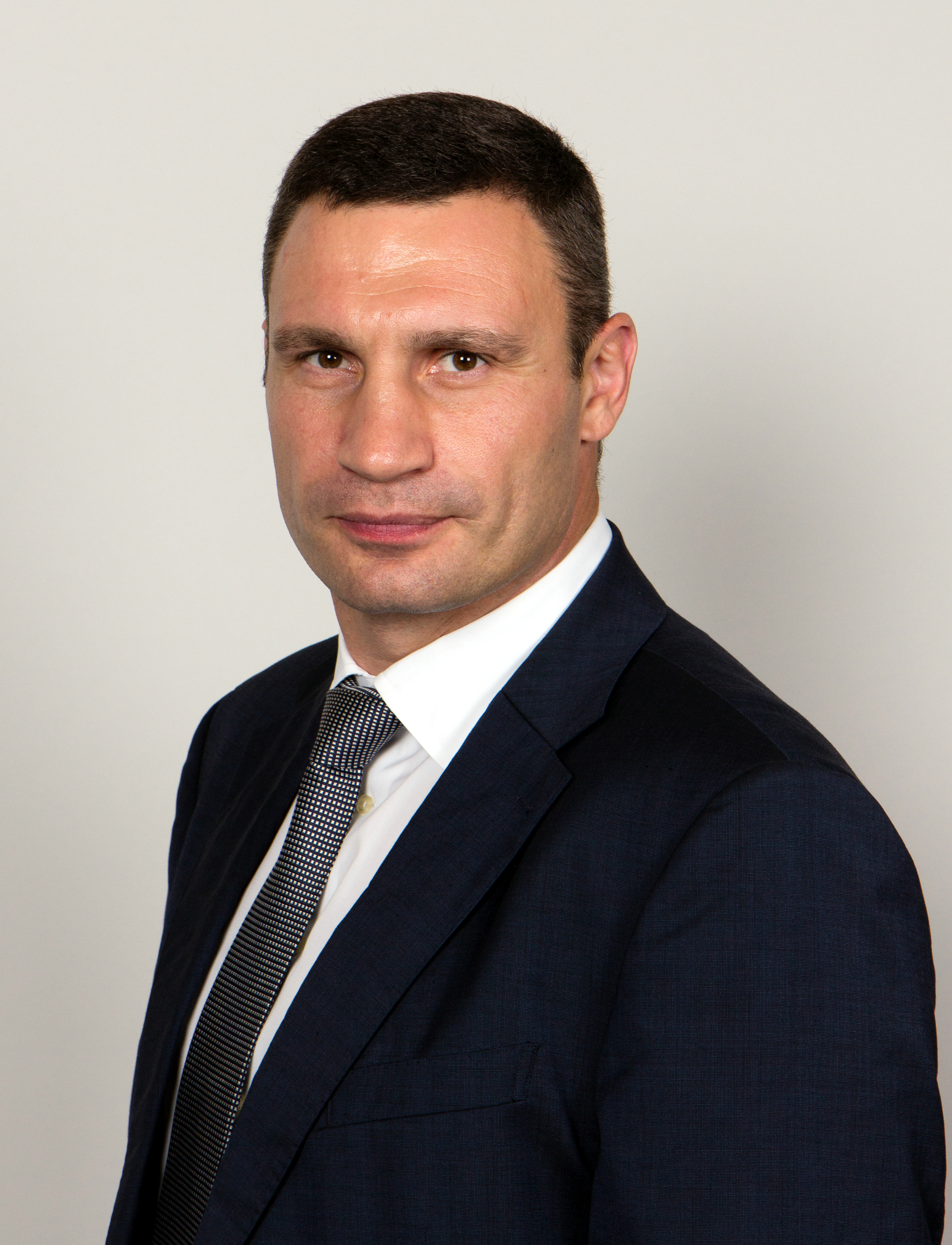
Vitali Klitschko (* 1971)

- Klitschko, Wladimir (* 1976), ukrainischer Boxer
- Klitschuk, Roman (* 1972), ukrainischer Geschäftsmann und Politiker
- Klitsie, Herman (* 1949), niederländischer Politiker (PvdA)
- Klitta, Peter (* 1963), deutscher Maler
- Klittegaard, Hartvig (1887–1965), dänischer Polizeihauptmann
- Klitten, Lukas (* 2000), dänischer Fußballspieler
- Klitz, Christof-Sebastian (* 1959), deutscher Manager und Lobbyist
- Klitzing, Adolphine von (1772–1844), Jugendfreundin Heinrich von Kleists
- Klitzing, Bogislaw von (1861–1942), preußischer Landrat und Generallandschaftsdirektor in der Provinz Posen
- Klitzing, Fabian von (* 1956), deutscher Schauspieler, Hörbuch-, Hörspiel- und Synchronsprecher
- Klitzing, Ferdinand (1807–1883), deutscher Jurist, Bürgermeister und Stadtrichter
- Klitzing, Georg Ernst von (1698–1759), preußischer Generalmajor der Infanterie, Kommandeur des Infanterieregiments Nr. 31 sowie Erbherr auf Tornow
- Klitzing, Georg von (1847–1922), deutscher Gutsbesitzer, Jurist und Politiker
- Klitzing, Hans Caspar von (1594–1644), schwedischer, kursächsischer, brandenburgischer und fürstlich braunschweig-lüneburgischer Generalleutnant, gilt als erster echter General von Brandenburg
- Klitzing, Kai von (* 1954), deutscher Kinder- und Jugendpsychiater
- Klitzing, Karl Kuno Ludwig von (1728–1785), preußischer Generalmajor, Chef des Füsilierregiments „von Klitzing“
- Klitzing, Karl-Ludwig von (* 1942), deutscher Arzt und Kommunalpolitiker
- Klitzing, Klaus von (* 1943), deutscher PhysikerKlaus von Klitzing (* 1943)

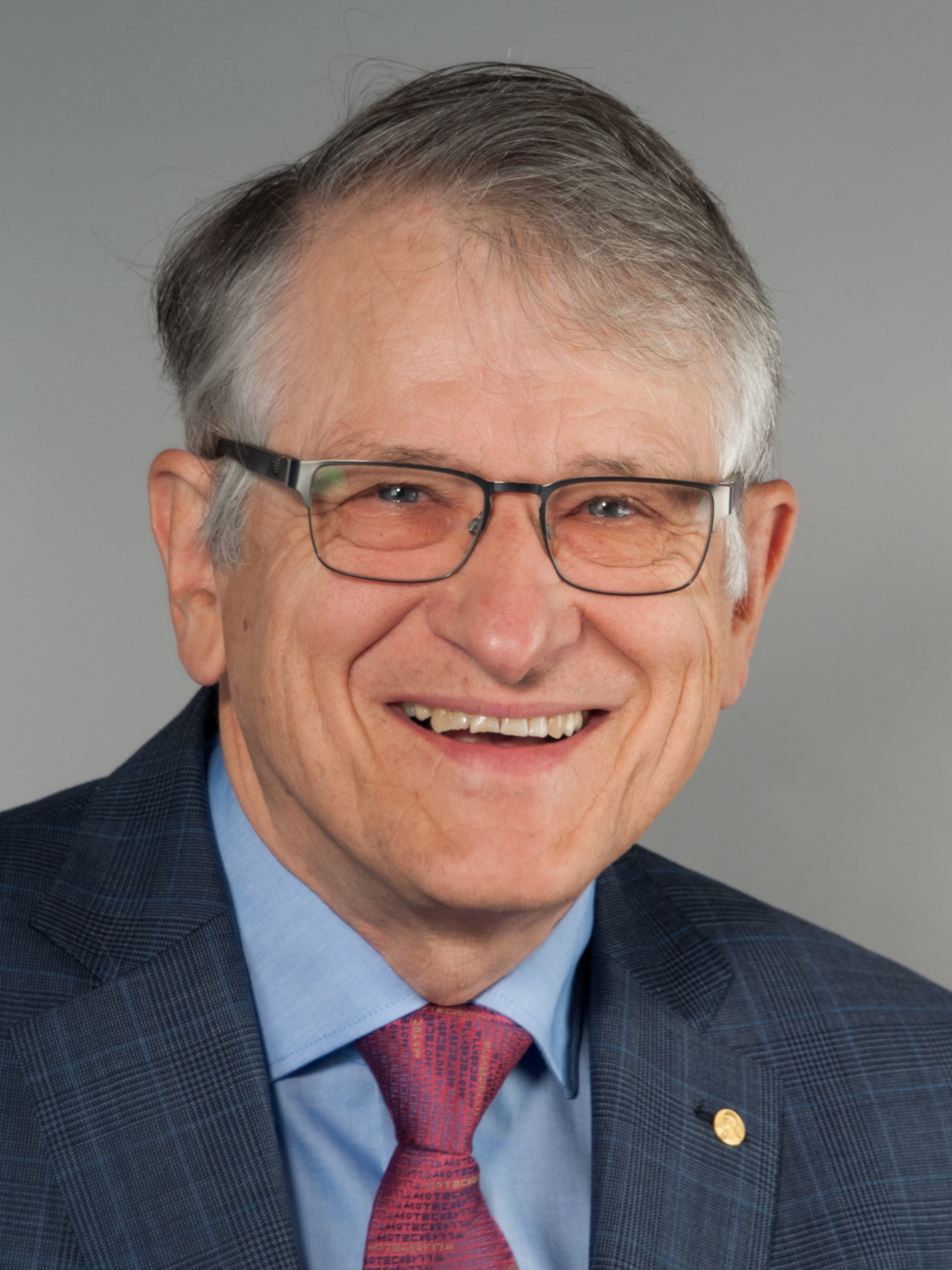
Klaus von Klitzing (* 1943)

- Klitzing, Leberecht von (1822–1899), deutscher Rittergutsbesitzer und Politiker, MdR
- Klitzing, Leberecht von (1872–1945), deutscher Konteradmiral der Kaiserlichen Marine
- Klitzing, Lilly von (* 2001), deutsche Schauspielerin
- Klitzing, Max von (1815–1902), deutscher Rittergutsbesitzer und Politiker, MdR
- Klitzing, Richard von (1842–1907), preußischer General der Infanterie
- Klitzing, Theodor (1812–1882), deutscher Stadtbaumeister
- Klitzing, Willy (1886–1947), deutscher Staatsbeamter und ehrenamtliches Mitglied des Volksgerichtshofs
- Klitzke, Nikolaus von († 1419), Propst des Doms zu Brandenburg, Domherr und Generalvikar
- Klitzpera, Alexander (* 1977), deutscher Fußballspieler
- Klitzsch, Eberhard (1933–2018), deutscher Geologe
- Klitzsch, Frank (1957–1976), deutscher Tischtennisspieler
- Klitzsch, Ingo (* 1976), deutscher evangelischer Theologe (Kirchenhistoriker)
- Klitzsch, Karl Emanuel (1812–1889), deutscher Organist, Komponist und Musikschriftsteller
- Klitzsch, Ludwig (1881–1954), Publizist und Unternehmer

### Kliv
- Klivana, Wolfgang (1946–2020), österreichischer Theaterschauspieler

### Klix
- Klix, Bettina (* 1961), deutsche Sozialarbeiterin und Schriftstellerin
- Klix, Friedhart (1927–2004), deutscher PsychologeFriedhart Klix (1927–2004)

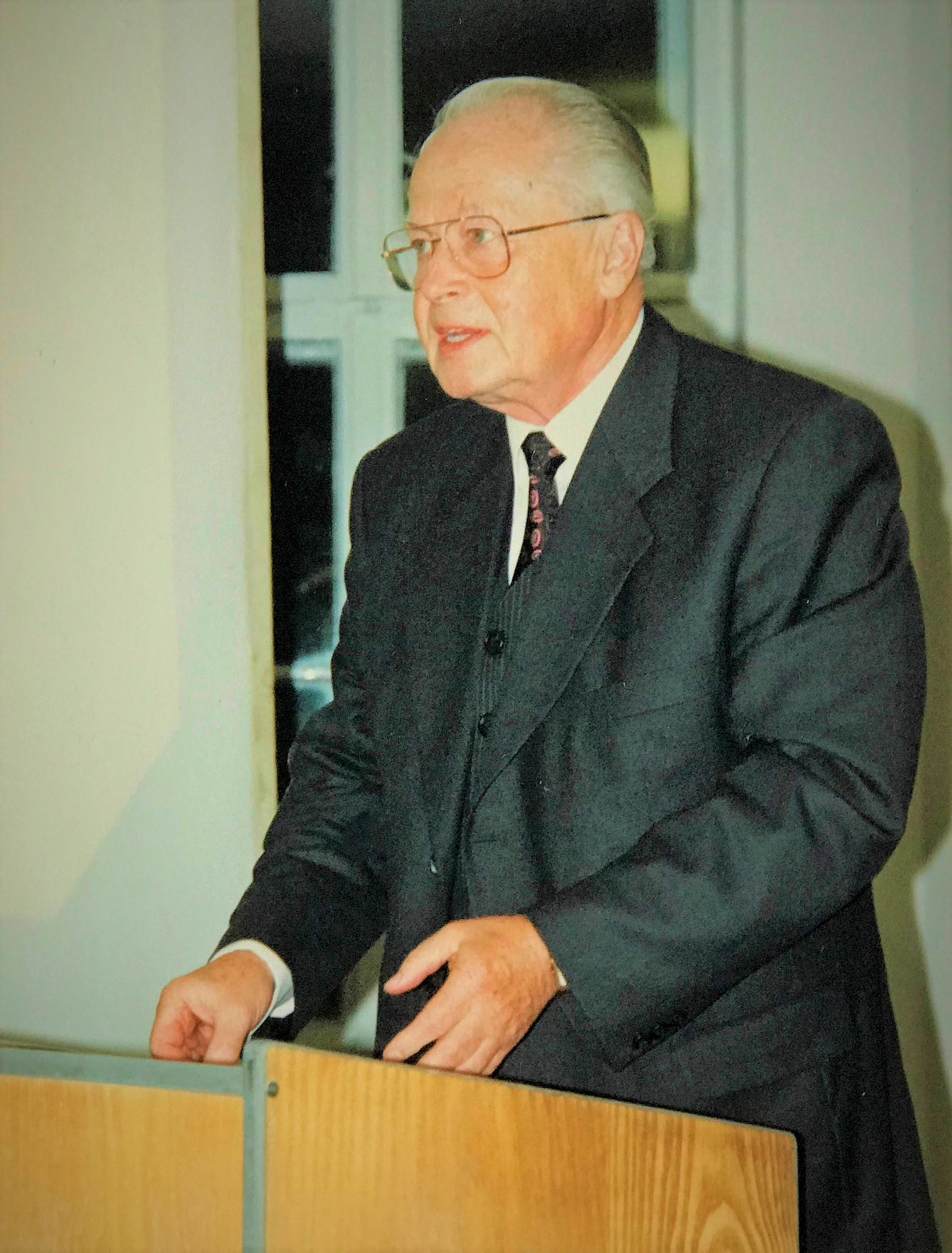
Friedhart Klix (1927–2004)

- Klix, Friedrich Ferdinand (1827–1900), deutscher Lehrer, Bibliothekar und Autor
- Klix, Rudolf (1881–1955), deutscher Schauspieler

### Kliz
- Kližan, Martin (* 1989), slowakischer Tennisspieler